# ダンボール戦機
『ダンボール戦機』（ダンボールせんき）は、レベルファイブからPlayStation Portable用ソフトとして発売されたプラモクラフトRPG。また、これを原作にしたアニメ、プラモデル、漫画、カードゲームなどのメディアミックス作品。
ここでは、続編やメディアミックス作品なども含めたシリーズ全般についても解説する。

## 概要
製作発表は2008年にレベルファイブの新作発表会である「LEVEL5 VISION 2008」で行われ、当初は2009年発売予定だった。翌年の「LEVEL5 VISION 2009」にて、2010年にゲームの発売と同時に、テレビアニメの放映とバンダイからプラモデルが発売されるなどの計画が公表され、さらに翌年の「LEVEL5 VISION 2010」において、2011年春から「ゲーム、アニメ、マンガ、プラモデルが同時平行で動く“クロスメディア展開”」と、ゲームソフトのパッケージにプラモデルが同梱されるとの発表が行われた。ゲームソフトは予定から3ヶ月ほど遅れての発売となったが、プラモデルとテレビアニメ、漫画、カードゲームなどは2011年3月頃から相次いで発売・放映が開始された。本作からは日野はアニメ脚本の執筆も手がけており、後にアニメ『イナズマイレブン』シリーズでも執筆している。
2008年という開発初期から情報が公開されていたため、現在と比較するとキャラクターデザイン、システム、ストーリーなどの変更点が多く存在する。青島カズヤや海道ジン、川村アミのデザイン、カスタムシステムは大きくリテイク、変更され、「ハンター」の名前は「ソルジャー」、「アキレス」の名前は「アキレス／V」で、最初期はアクションRPGでなくコマンド選択式RPGで一部のキャラが持っているLBXが違い、マップのカメラワークも違った。カスタムシステムはコアパーツも3Dで描かれていて、そのパーツに各説明が書かれていた。また、色も変えられた。

### プラモデルの展開
前述のとおり、初代のPSP版ゲームソフトにバンダイ製のプラモデルが同梱されていたほか、バンダイからはLBXのプラモデルが劇中同様の1/1スケールで商品展開されている。共通の専用ポリキャップを使用しており、全身約16箇所が自由に可動し、パーツの自由な組み換えにも対応。カラーリングは多色成型ランナーとシールによって再現している。それぞれのランナーには組み立て箇所を示すアイコンが付いており、作る前にランナーを切り離すことで簡単に組み立てられるような工夫がされている。説明書には藤異秀明の漫画が掲載され、ゲームに使用可能な武器のパスワードが掲載されている。また、ランナーのタグとシールによってダイスを作成し、箱底面に印刷されたバトルフィールドを使うことでカスタムダイスバトルが可能となっている。別売りのオプションとしてウェポンセットや機体ごとのステッカー、必殺ファンクションを再現したエフェクトセットなども販売されている。さらにパーツ数が細かくなり、コアスケルトンも再現された「ハイパーファンクション」や、簡単な構造で組み立てやすい「カスタムグレード」、完成済みの「Zモード」、食玩やカプセルトイフィギュアも発売されている。
2011年11月末時点で累計250万個を超える売り上げであり、これはガンプラ以外では久々の大ヒットシリーズだという。日経トレンディの「2011年ヒット商品ベスト30」でも13位にノミネートされた。バンダイナムコグループの国内トイホビー事業のキャラクター別売り上げでは、『ダンボール戦機』プロジェクトが実質的に始まった初年度（2012年3月期）から年額36億円となっており、バンダイナムコグループにおいてトップ10に入るキャラクター資産へと急成長した。
多くのメディアミックス企画はアニメが終了した2013年末に終了を迎えたが、『月刊ホビージャパン』掲載の公式外伝とそれを基にしたプラモデル商品は2015年まで展開が続けられた。
2018年からの『装甲娘』でもプラモデルが展開されることが予告されているが、そちらはバンダイでなくコトブキヤから展開されることが発表されている。
2019年3月16日よりYouTubeのコロコロチャンネルにてアニメが配信されることになり、連動して4月よりプラモデルの再販が行われることが発表された。再販に際してPSP版に同梱されていたAX-00が一般販売されることも発表された。

## ゲーム内容

### ゲームシステム
自称のジャンル名は「プラモクラフトRPG」である。バトルでは一般的なロボットアクションゲームのように、自分の機体をリアルタイムに操作して相手と戦っていく。機体やパーツが経験値を積んでレベルアップする、バトル中にアイテムを使用できるなどは、一般的なRPGの枠組みがベースになっている。

#### RPGパート
3D空間のマップ上でキャラクターを移動操作し、ストーリー進行や会話、ホビー用小型ロボット「LBX（Little Battler eXperience、リトル バトラー エクスペリエンス）」の本体・パーツの入手などを行う。

#### カスタマイズ
入手したLBXのパーツを組み替えて、性能やデザインをカスタマイズする。
基本構造
LBX本体は、コアスケルトン（内部フレーム）とアーマーパーツ（外装パーツ）で構成され、自由なパーツやフレームの換装が可能。下記に記された武器もあくまで基本装備であり、ほかのLBXの武器を装備したり、ほかのLBXの武器腕を装着することも可能である。フレームは戦士型の「ナイトフレーム」、重装甲型の「ブロウラーフレーム」、軽量型の「ストライダーフレーム」、獣型の「ワイルドフレーム」、タンク型の「パンツァーフレーム」などがあり、同じ型のLBXは体型が似ている。
胸部中央には、コアボックスと呼ばれるブロックが内蔵されている。これはCPU、モーター、コアメモリといった最重要モジュール（コアパーツと呼ばれる）がワンパックに収められたものである。コアメモリは、必殺ファンクション（後述）を入れるために使う。
グレード/カラーバリエーション
LBXにはグレードが存在しており、一般的に市販されているのはNG（ノーマルグレード）と呼称されている。この上にHG（ハイグレード）、さらに上にMG（マスターグレード）が存在する。グレードが上がるごとにHPと防御力が上がるが、重量が増え、スピードが落ちるというデメリットも存在する。

#### 戦闘パート
LBX同士を戦わせるパート。LBXは人間が携帯端末で遠隔操縦する設定となっており、実際のゲームプレイヤーは3DアクションゲームとしてLBXを直接操作する。
必殺ファンクション（ATTACK FUNCTION）
いわゆる必殺技のことで、敵LBXにダメージを与えることでCゲージ（チャンスゲージ）を溜めていき、それを消費することで強力な一撃を繰り出すまたは強力なバフを自身に付与することができる。ほとんどの必殺ファンクションは武器ごとの経験値を溜めることで自由に覚えることができるが、JETストライカーやセラフィックウイングのように、LBX固有の必殺ファンクションも存在する。発動時のCCMの文字メッセージおよび音声メッセージは、英訳の表音「アタックファンクション」となっている。アニメ版第1期では発動時にCCMの画面に「アタックファンクション ○○（技名）」と表記されていたが、アニメ版「W」ではCCMの画面が英語表記に変わった。ゲーム版「W」までは発動時のカットに技名の字幕が表示され、「ウォーズ」では発動時に技名が英語で表記されている。
超必殺ファンクション
必殺ファンクションの中でも特に威力が強く、射程内に入っていれば必ず命中する。しかし、Cゲージを大量に消費するほか、6秒ほど溜め時間があり、溜めの最中に一定ダメージを受けると発動がキャンセルされる。

レギュレーション
LBXバトルにおける戦闘ルールのことで、「スタンダード」「ストリート」「アンリミテッド」「ゼネラル」の計四種類に分類されてある。
スタンダードレギュレーション
初心者向けの3対3で戦うルールで、相手の機体を破壊せずに倒すことが義務付けられる。LBXと操作するプレイヤーの数が欠けている場合は相手を3回（一人なら3回、二人ならどちらかを2回）倒すことで勝敗が決まる。
ストリートレギュレーション
その名のとおり路上などでDキューブを設置して行うバトルで、LBXを破壊しないよう戦うのはスタンダードと共通しているが、こちらはプレイヤーの人数分の機体数のみで戦い、先に相手の機体を全部倒したほうが勝利する。
アンリミテッドレギュレーション
LBXの破壊をはじめとし、通常なら違法とみなされる改造や武器の使用など、どのような戦闘方法も認められるルール。
ゼネラルレギュレーション
アルテミスをはじめとする公式大会専用のレギュレーションであり、スタンダードとストリート同様LBXを破壊せずに戦うのが基本だが、必要であれば相手のLBXの破壊も認められる。
ブレイクオーバー（BREAK OVER）
アンリミテッドレギュレーションとゼネラルレギュレーション場合のみ、自身のLBXが相手の攻撃を受けて、LPが無くなることで戦闘不能となった状態のこと。ブレイクオーバーされた機体のプレイヤーは、この時点での敗北が決まる。
ファイナルブレイク(FINAL BREAK)
相手のLBXを必殺ファンクションまたは超必殺ファンクションにて、戦闘不能にすること。ファイナルブレイクに成功した場合、相手が装備しているパーツまたは武器をランダムで得る事ができる(デクー砲戦型はドロップしない)。ただし失敗した場合は自分のLBXがオーバーヒートしてしまう。また、例外として『W』シリーズのランキングバトル、ピノン戦にて「スパーク3000」をドロップするなどの、コアパーツをドロップすることもある。

状態異常
戦闘時に属性ダメージを受ける、特定のバトルアイテムに当たるなどの際に発生する現象。特定のアイテムで直すことができる。
オーバーヒート
必殺ファンクションのファイナルブレイク失敗時などに発生する。移動・ジャンプ・ガード以外の動作ができなくなる。
浸水　　
移動速度の大幅ダウンに加え、必殺ファンクションが使用不可能になる。
スタン
LBXが麻痺状態となり、移動・攻撃ができなくなる。一定時間で解除される。
ジャミング
『W』より登場。電波異常が起こり、LBXがコマンド入力に対して正しい行動をしなくなる。例外として、チャージ攻撃は行う事ができる。
フリーズ
スタンと同様に、移動・攻撃ができなくなる。ダメージを受けると解除される。
カメラ汚れ
『W』より登場。戦闘画面が見えづらくなり、視界が狭くなる。

LBXの特殊モード
一部のLBXに搭載されている特殊形態。共通の効果として、発光し機体性能を上昇させるが、負荷が激しいため一回の戦闘で一度しか発動できない。また、発動の際CCMが変形することが確認できる。なお、条件となるコアスケルトンとCCMさえ揃っていればどのようなアーマーフレームを使っていても発動可能である。ほかのLBXの場合は戦闘能力向上が目的だが、アキレスのVモードだけは自律稼働型LBXのテストプログラムであり、「V MODE：AUTONOMOUS ACTION ATTACK」（自律動作攻撃）とCCMに表示される。
『W』ではコアスケルトンではなくコアパーツに依存しており、コアパーツを他のLBXに移植すれば自由に特殊モードの使用が可能である。LPが25％以下にならなければ発動できない。
Vモード
AX-00に搭載されているモード。金色に発光。効果は、Cゲージを徐々に上げていく。最初は突然発生する謎のモードであり、アングラビシダスでも起動したが、パンドラから贈られたプログラムを実行したことでデストロイファンクションが解除されてコントロールが可能になり、「アドバンスドVモード」となった。その正体は、フェアリー（AX-03）を完成させるためのテストプログラムだった。
アキレスD9には、同一効果の「WVモード」が搭載されている。
Xモード（エクストリーム）
オーディーンに搭載されているモード。金色に発光。効果は接近攻撃完全無効。銃器系必殺ファンクションも近、中距離であれば無効となる。
オーディーンMk-2には、同一効果の「WXモード」が搭載されている。
Aモード（オルタナティブ）
ゼノンに搭載されているモード。青色に発光。効果は銃器系攻撃完全無効。しかし、銃器系でも近、中距離必殺ファンクションはダメージを受けてしまうので、注意が必要。
サイコスキャニングモード
ジャッジに搭載されているモード。緑色に発光。効果は攻撃を受けてもひるまなくなる。
セラフィックモード
ルシファーに搭載されているモード。白色に発光。効果は光属性攻撃完全無効。『無印』だと状態異常無効。
インフェルノモード
イフリートに搭載されているモード。赤色に発光。効果は炎属性攻撃完全無効。
Dモード（デモニック）
アキレス・ディードに搭載されているモード。赤紫色に発光。効果はVモードと同じ。ベクターにも搭載されている。
ナイトモード
エルシオンに搭載されているモード。金色に発光。効果は銃器系攻撃をはじき返す。ミゼルオーレギオンにも搭載されており、ほかの機体と違い何度でも起動することができる。また、ゲームでは近接攻撃も無効化される。
バーニングモード
ミネルバに搭載されているモード。赤色に発光。効果は攻撃力が異常に上昇する。上記と同じ。
ストライクモード
ペルセウスに搭載されているモード。青色に発光。効果はスピードが異常に上昇する。上記と同じ。
ギガボルテックモード
ゼウスに搭載されているモード。白色に発光。効果は雷属性攻撃完全無効。

### シリーズ作品
初代『ダンボール戦機』とゲームシステムが共通するゲーム作品。ゲームシステムの異なるゲーム作品は「派生作品（ゲーム）」に別記。

#### ダンボール戦機
PlayStation Portable (PSP) およびニンテンドー3DSに対応するシリーズ第一弾。初代PSP版は2011年6月16日に発売され、パッケージ全品に非売品プラモデル「AX-00」が同梱されていた。2011年11月23日には新要素を追加し価格を下げたPSP版『ダンボール戦機 ブースト』（ダンボールせんき ブースト）、3DSへの移植版『ダンボール戦機 爆ブースト』（ダンボールせんき ばくブースト）が2012年7月5日に発売された。初代PSP版以外にはプラモデルは同梱されない。
『ダンボール戦機 ブースト』は、前作からセーブデータの引き継ぎが可能なほか、前作との通信対戦も可能である（ただし、新パーツは使用できない）。新要素は、新LBX・新パーツ・新必殺ファンクションの追加、プレイヤーキャラクターを10人追加、二丁拳銃と二刀流の実装、裏ランキングバトルなどである。また、『ダンボール戦機』と続編『ダンボール戦機W』とを繋ぐシナリオ「エピソード0」（条件はクリアデータが必要）が収録されている。
『ダンボール戦機 爆ブースト』は、6人対戦、13種の新LBX、『W』からの先行登場を含む新プレイヤーキャラクター6人、新大会「アルテミスレジェンド」などが追加要素として含まれている。2012年8月1日（Ver1.1）と12月19日（Ver1.2）に不具合修正の更新データが配信されている。
- スタッフ
  - 企画・プロデューサー・シナリオ - 日野晃博
  - ディレクター - 楠田芳晃
  - キャラクター & LBXデザイン - 園部淳
  - アニメーションパート絵コンテ・演出 - 本郷みつる・追崎史敏
  - アニメーションパートキャラクターデザイン・総作画監督 - 長谷川眞也
  - アニメーション制作 - OLM

#### ダンボール戦機W
PSP、PlayStation Vita、ニンテンドー3DSに対応するシリーズ第二弾で、『ダンボール戦機』から連なる物語が展開される。PSP/PS Vita版は2012年10月18日発売（当初は9月27日に発売予定だったが延期された）。ゲームシステム面の新要素として、LBXのカラー変更機能が搭載されるほか、各武器に新モーションが追加される。また、PSPとPS Vita間での通信プレイに対応する初めてのソフトである。開発元はトライエース。
3DSへの移植版『ダンボール戦機W 超カスタム』（ダンボールせんきダブル スーパーカスタム）は、2013年7月18日に発売された（当初は6月27日に発売予定だったが延期された）。
PSP/PS Vita版では、発売日当日の2012年10月18日（Ver1.01）、11月16日（Ver2.00）、12月6日（ver2.01）、12月21日（Ver2.02）と不具合修正のアップデートが行われた。またVer2.01以降のアップデートで、追加シナリオにして真の完結編にあたる「ミゼル編」がプレイ可能となる。3DS『ダンボール戦機W 超カスタム』では「ミゼル編」が完全収録されているほか、次回作『ダンボール戦機ウォーズ』に登場するLBX数体が先行登場する。

## 派生作品

### ダンボール戦機関連作品
初代『ダンボール戦機』と続編『ダンボール戦機W』とは、ゲームシステムの異なるゲーム作品。
モバイルゲーム
2011年6月6日より、売り切り制でモバイルゲームポータルサイト『ROID』とドコモマーケットで配信されていた、PSP版と異なりバトルをコマンド選択式ターン制にしたモバイル版。ROID版とドコモマーケット版は通信対戦の仕様が異なっている。第1章のみが配信されており、残りは後日配信予定と告知されていたが、結局配信されることはなかった。
データカードダス ダンボール戦機
2011年11月より稼働したトレーディングカードアーケードゲーム。ゲームシステムはオリジナルで、LBXのCGモデルはPSP版を流用している。
2012年12月末リリースの第7弾をもってサービス終了。

ダンボール戦機ウォーズ
2013年10月31日に発売されたニンテンドー3DS用ソフト。ジャンルは「プラモクラフトSRPG」と発表されている。

### 装甲娘
EXNOA（旧商号：DMM GAMES）が提供するPCブラウザおよびスマートフォン（iOS / Android）用ゲーム。ブラウザ版は2018年1月30日に、スマートフォン版は2020年5月21日にサービス開始。ジャンルはシミュレーションRPG。略称は「そうむす」。装着適性のある美少女たちがLBXを模した装甲兼パワードスーツ（LBCS：Little Battler Counter System。非戦闘状態では大元のLBXそのものの形状に圧縮される）を装着して戦う。 『ダンボール戦機』同様にテレビアニメ（後述）・『コロコロアニキ』による漫画化・コトブキヤによるプラモデル発売といったメディアミックスが展開されている。
ブラウザ版は2018年6月より長期メンテナンス状態となり、事実上のサービス休止状態となっていた。同年8月に「再起動」と称したティザーサイトが公開され、開発・運営体制の見直しが発表、これに伴って当初2018年予定だったスマートフォン版のリリース時期も延期となった。その後、数度の延期を経て2020年5月21日より『装甲娘 ミゼレムクライシス』のタイトルでブラウザ版のサービス再開ならびにスマートフォン版のサービスが開始された。
2018年サービス開始時は、「『ダンボール戦機』シリーズが創作物として楽しまれている、原作とは全く異なるパラレルワールド」という設定であったが2019年のリニューアルに際して世界観が一新。原作の『ダンボール戦機Ｗ』と地続きとなっており、『Ｗ』のミゼル編の展開から原作と分岐したパラレルワールドが発生。敵勢力も、それに合わせてミゼレム(ミゼル レムナンツ)に変更。そのため、『Ｗ』に登場したキャラも引き続き登場する事が予告されている。
2021年1月より『装甲娘戦機』のタイトルでテレビアニメ化。装甲娘PROJECTの一環として、装甲娘初期版と並行して企画されていたが、ゲーム版初期版が長期メンテナンスに入り見直しが行われた中でアニメも企画進行中であったため、当初ゲーム初期版と地続きの内容であったものを変更し独自路線を進むこととなった。それにより設定面では装甲娘初期の内容を取り入れたものが多く、世界観を含めて異なる部分が多い。一例として、ミゼレムクライシスと装甲娘戦機はそれぞれ並行世界での出来事となっており、装着するスーツ名がLBXユニットでデザインも軽装スーツに各LBXモチーフの武装ユニットを背部から纏う形式となっており、敵勢力はゲーム初期版と同名称のミメシスとなっている。2021年2月にはミゼレムクライシスとのコラボシナリオが行われた。
2021年7月6日をもってサービスを終了。
| キャラクター名      | LBCS                         | 誕生日   | 血液型 | 声優             |
| ------------------- | ---------------------------- | -------- | ------ | ---------------- |
| ミカヅキ カリナ     | アキレス                     | 8月20日  | B      | 早見沙織         |
| アラヒナ ユウカ     | ウォーリアー                 | 7月11日  | A      | 細野雅世         |
| イワモト スズリ     | DCオフェンサー               | 11月1日  | B      | 中村桜           |
| アイカワ レミ       | AX-00                        | 3月31日  | B      | 中村桜           |
| ハセガワ カエデ     | ソルジャー                   | 6月26日  | A      | 久保田梨沙       |
| タケチ ヒビキ       | カナロア                     |          |        | 森なな子         |
| マツエ フミ         | リュウビ                     | 3月22日  | A      | Lynn             |
| ヤマオカ セン       | ムシャ                       | 5月3日   | A      | たなか久美       |
| オダ キヨネ         | アポロカイザー               | 4月25日  | B      | 秦佐和子         |
| ヤグチ ショウコ     | ビビンバードゴールド         | 11月4日  | B      | 藤田茜           |
| コウケツ ユリ       | ドットフェイサー             | 2月11日  | A      | 白石晴香         |
| タキザワ シズキ     | 月光丸                       | 5月17日  | A      | 山本希望         |
| ハナゾノ リリコ     | オーディーン                 | 11月24日 | A      | 高野麻里佳       |
| アマノ ユリカ       | アキレスD9                   | 8月15日  | A      | 小松未可子       |
| カタクラ ソフィア   | ジ・エンペラー               | 11月8日  | A      | 小清水亜美       |
| ウメヅ トモエ       | ブルド                       | 8月4日   | O      | すずきももこ     |
| マエダ カツラ       | カブト                       |          |        | 桑原由気         |
| クロダ ミハギ       | チョウヒ                     | 6月24日  | B      | 小松未可子       |
| ヤマザキ カイリ     | ビビンバードX-II             | 6月28日  | A      | 深川芹亜         |
| オワリ カスガ       | ショウグン                   | 7月13日  | A      | 久保田梨沙       |
| カラスマ バンリ     | ジャッジ                     |          |        | 本渡楓           |
| ヒナヤマ コウ       | エルシオン                   | 3月13日  | A      | 白石晴香         |
| クルミサワ アイ     | トリトーン                   | 7月18日  | O      | 桑原由気         |
| スワ シズネ         | ハカイオー                   | 1月15日  | B      | 森なな子         |
| フセ アイナ         | ゼノン                       | 6月12日  | A      | たなか久美       |
| ジングウジ リヨ     | ルシファー                   | 10月8日  | A      | 伊藤静           |
| ミクリヤ マココ     | ジョーカー                   | 2月16日  | O      | 小松未可子       |
| シバサワ シズ       | マリーフェイン               |          |        | 藤川マサミ       |
| オノサキ マユウ     | ブルーリボン                 | 12月26日 | O      | 近藤玲奈         |
| スズタニ アコ       | プリンセスM                  | 6月1日   | AB     | 柚木涼香         |
| タツノ ヒロエ       | ビビンバードX-IV             | 12月14日 | A      | 森永理科         |
| ムラセ リオル       | ナイトメア                   | 12月23日 | O      | 久保田梨沙       |
| コウヤマ アンリ     | ヴァンパイアキャット         | 9月9日   | O      | 堀江由衣         |
| フクヤマ コトノ     | フェアリー                   | 10月1日  | A      | 近藤玲奈         |
| ヤナギハラ アイノ   | ナイトメアフィアー           | 5月25日  | A      | 福原綾香         |
| トウモト ケイ       | クノイチ                     | 10月12日 | AB     | Lynn             |
| コノエ キリ         | インセクター                 | 1月6日   | A      | 古木のぞみ       |
| シラハマ ルナ       | スワン                       |          |        | 大野柚布子       |
| カキツ ミハル       | サラマンダー                 | 2月21日  | A      | 黒沢ともよ       |
| ワシオ アンジュ     | オシリス                     |          |        | 大野柚布子       |
| タンゲ ミライ       | エジプト                     | 5月27日  | O      | 高田憂希         |
| イソナミ フジカ     | ミネルバ                     | 10月30日 | B      | すずきももこ     |
| シオミ カレン       | カイザ                       | 9月10日  | AB     | 伊藤静           |
| ウサミ カナメ       | マスカレードJ                | 5月22日  | A      | 森谷里美         |
| アイハラ レンコ     | マッドドッグ                 | 2月19日  | A      | 柚木涼香         |
| ヒフミ ヨシコ       | ビビンバードX-III            | 8月29日  | A      | 森永理科         |
| アキヤマ ミノリ     | ペルセウス                   | 1月17日  | A      | 近藤玲奈         |
| トダ イチカ         | Gレックス                    |          |        | 福原綾香         |
| ヤマシナ アン       | さくら☆零号機                | 5月31日  | O      | 藤田茜           |
| ヒトトセ ナオ       | クノイチ弐式                 | 12月9日  | B      | 森谷里美         |
| イジュウイン アリア | ジル・グレイブ               |          |        | 森なな子         |
| イマイ ムツキ       | イカロス・ゼロ               | 9月12日  | O      | 秦佐和子         |
| シオザキ カズナ     | パンドラ                     | 1月22日  | AB     | 黒沢ともよ       |
| ミナセ リノ         | ハンター                     | 12月2日  | A      | たなか久美       |
| アヤナ ハコ         | インビット                   | 11月30日 | A      | 本渡楓           |
| サクラバ コトハ     | BCライアン                   |          |        | 秦佐和子         |
| テンノウジ ツブラ   | ロビンH                      |          |        | 白石晴香         |
| ヒナガタ ミヤコ     | バスター                     |          |        | 松田利冴         |
| タチバナ マチカ     | オルテガ                     | 9月23日  | B      | 村田遥           |
| ミズシロ チヅル     | グリーンリボン               | 5月10日  | A      | 古木のぞみ       |
| ムラセ レナ         | クイーン                     | 7月27日  | A      | 山本希望         |
| ホヅミ オリカ       | ホーネット                   | 9月18日  | O      | 大野柚布子       |
| アーロン ベル       | マッドバイソン               | 4月7日   | O      | 松田利冴         |
| ホンダ ユズ         | ビビンバードX-V              | 4月15日  | AB     | 高田憂希         |
| ツルサキ ヒメカ     | ジャンヌD                    |          |        | 桑原由気         |
| ベニヤ スバル       | マッドロブスター             |          |        | 桑原由気         |
| カワイ ミシズ       | アキレスタンク               | 3月7日   | A      | 中恵光城         |
| サワタリ サリナ     | ネレイド                     |          |        | 福原綾香         |
| カトリ シホ         | フェンリル                   | 12月13日 | B      | 藤田茜           |
| ワキタ イズミ       | アキレス・ディード           | 4月27日  | AB     | 柚木涼香         |
| タカチホ アノン     | プロト・I                    | 7月3日   | AB     | 深川芹亜         |
| コザクラ ツグミ     | ジ・バニャン                 | 2月3日   | A      | 小桜エツ子       |
| オカノシタ イチゴ   | レッドリボン                 | 1月5日   | B      | 黒沢ともよ       |
| カザマ ショウ       | ビビンバードX                | 3月30日  | A      | 深川芹亜         |
| コウサカ ツヅミ     | ジライヤ                     | 11月14日 | A      | 高橋李依         |
| カワムラ アミ       | パンドラ(アミ)               | 11月12日 | ?      | 井上麻里奈       |
| コウサキ ミア       | マスターコマンド             | 3月29日  | B      | 悠木碧           |
| シミズ サヤカ       | ナズー                       | 7月5日   | A      | 神戸光歩         |
| カイバラ ヒナタ     | ハカイオー絶斗               | 7月30日  | O      | 関根明良         |
| アキバタ アリス     | パーフェクトZX3              | 6月13日  | AB     | 鈴木陽斗実       |
| ヒイラギ ユウコ     | ジェネラル                   | 12月17日 | A      | 瀬戸麻沙美       |
| ラン リンレイ       | セイリュウ                   | 1月30日  | A      | 田中有紀         |
| ヒロセ ツバサ       | ファルコン                   | 5月9日   | A      | 岩淵桃音         |
| サクライ アカエ     | スザク                       | 2月26日  | B      | 上田麗奈         |
| オリベ アヤル       | カンウ                       | 9月3日   | A      | 高橋李依         |
| リュウ セイヒ       | ヨウキヒ                     | 4月5日   | O      | ファイルーズあい |
| コンゴウ ヒノ       | K・アーサー                  | 9月15日  | B      | 飯野美紗子       |
| シラキ ノンコ       | プロトゼノン                 | 8月7日   | O      | 山本希望         |
| クロサキ マリ       | フレイヤ                     | 6月6日   | AB     | 片平美那         |
| アスカイ レイ       | オリオン                     | 10月20日 | A      | 明坂聡美         |
| トナミ ナナコ       | デクー                       | 8月16日  | B      | 吉岡茉祐         |
| ジェシカ・カイオス  | ジャンヌ・D(ジェシカ)        | 9月1日   | ?      | 喜多村英梨       |
| P・E・R・U          | ハーデス                     | 5月5日   | -      | 下田麻美         |
| ウカワ ハヅキ       | グラスター                   | 4月9日   | A      | 藤川マサミ       |
| コジョウ アスカ     | ヴァンパイアキャット(アスカ) | 6月23日  | ?      | 白石涼子         |
| コウヅキ クレア     | イフリート                   | 1月11日  | AB     | 大原さやか       |
| ハヤワタリ チリ     | バル・スパロス               | 1月9日   | B      | 石原夏織         |
| カワハラ アルト     | ジョーカーX                  | 5月11日  | B      | 小松未可子       |
| ナンザキ アイリ     | オーディーンMk-2             | 8月9日   | AB     | 高橋李依         |
| オビス シズナ       | Σオービス                    | 6月18日  | -      | 生天目仁美       |
| ハナサキ ラン       | ミネルバ改(ラン)             | 3月26日  | ?      | 花澤香菜         |
| カガミ リサ         | ゼウス                       | 2月20日  | A      | 佐倉綾音         |
| モリサワ リコ       | アサシン(リコ)               | 5月23日  | ?      | 逢田梨香子       |
| ニノウエ ワカバ     | アルティメットブルド         |          |        | 中恵光城         |
| タカナシ キヨラ     | ドミニオン                   |          |        | 高野麻里佳       |
| カブラギ アカネ     | バル・ダイバー               |          |        |                  |
| ナミタカ シズク     | セイレーン                   |          |        |                  |
| イチノセ シブキ     | ハンターⅡ                    |          |        |                  |
| ソノハラ ナギサ     | ヘリオローザ                 |          |        |                  |
| ミツトモ ヒメノ     | ジ・エンプレス               |          |        |                  |
| シータ              | シータオーレギオン           |          |        |                  |

## ストーリー
ダンボール戦機
2042年、タイニーオービット社から発売された小型バトルロボット玩具『LBX』。だが、高性能すぎるゆえに暴走事故が発生し、LBXは発売中止という危機に陥ってしまう。しかし、その4年後の2046年に強化ダンボールが発明され、強化ダンボールの中で遊ぶという条件付きでLBXは復活を果たした。そして2050年、LBXは究極のホビーとして空前のブームとなった。そんなある日、LBX好きな少年・山野バンは突如出会った謎の女性から1体のLBX『AX-00』を託される。
ダンボール戦機W
パラダイス編
山野バンがサターンを自爆させ、イノベーターの計画を阻止してから1年後の2051年、バンはタイニーオービット社の新型LBXの発表会に行くため会場のトキオシアデパートへ向かっていた。その途中で、ゲームセンターの景品として『ペルセウス』というLBXを手にした少年・大空ヒロと出会う。無事に会場へ着いたバンは、彼のかつての愛機『アキレス』が『アキレス・ディード』として全世界で発売されることを知って嬉しさを見せた。ところが、発表会が終わった直後に突如アキレス・ディードが攻撃し、他のLBXも一斉に人々を襲い始めた。そして明らかになる謎の組織『ディテクター』の存在。バンとヒロ、そして花咲ランの3人はディテクターの計画を阻止するために世界を駆け巡る。
ミゼル編
山野バン、大空ヒロ、花咲ランの3人がオメガダインの宇宙軍事基地『パラダイス』を攻略し、計画は阻止された。世界に平和が訪れたのも束の間、『ミゼル』という謎の少年によって、世界は再び脅威にさらされる。新たなLBXを武器に、3人は真の最終決戦に挑む。

## 用語・設定
以下の設定などは、原作であるゲーム版での設定を中心に記している。アニメオリジナルの設定などはその旨を併記する。

### LBX
2042年にタイニーオービット社が発売した人型のホビー用小型ロボット。開発者は山野淳一郎。正式名称はLittle Battler eXperience（小さな戦士の体験）。当初はあまりに度を超えた危険性を指摘され発売中止に追い込まれるが、2046年、強化ダンボールの発明によりホビー製品として市販が再開された。子供たちを中心にブームとなり、さまざまなメーカーが製品開発・販売に参入している。市販品のほかワンオフ機も存在しており、主要人物の使う機体は市販品であってもカラーリングや性能をカスタムしている場合が多い。再発売された際に「ダンボール戦機」のシリーズ名がつけられ、劇中のLBX製品パッケージに記載されているが、劇中の人物らはもっぱら「LBX」と呼んでいる。劇中登場するLBXキット製品パッケージ上面のボックスアートとグラフィックデザインは、実在の1/1LBXプラモデルのものと同じである。
LBXの構造は、「コアスケルトン」と呼ばれる骨組みに、「アーマーフレーム」と呼ばれる外装パーツを取り付けるもので、さらにコアスケルトンには、バッテリーやモーター、コアメモリといった「コアパーツ」を取り付ける「コアボックス」が内蔵される。これらをプラモデルのようにカスタマイズして、自分の機体を組み立てる。コアパーツには胸部前面から出し入れするものと、背面から出し入れするものがある。動力系については、バッテリーから供給された電力によりモーターを駆動し、アクチュエーターで機体各部を動作させる。モーターの基本構造は特殊なものではなく、一般的な回転軸を持つ電動機である。腕部は武器や道具を保持したり作業を行ったりするマニピュレータだが、機種やパーツによっては腕そのものが武器になっている場合もある。掌には、コンピュータ機器にアクセスするコネクト端子の機能がある。
コアメモリは、LBXの戦闘学習データが蓄積されると同時に、プレイヤー個人のデータが登録されたカードであり、認証された持ち主以外がLBXを操ることはできないようになっている。メモリはLBX自身の活動に用いられるだけでなく、LBX自体を動く記憶媒体として活用することも可能である。この場合、情報は掌の接触端子やCCMの無線送受信でやりとりされる。また2051年まで、市販LBXの腰部関節中央付近にはMチップが内蔵されており、LBXが万一故障などで暴走した場合、CCMによらずにそのLBXを強制停止できるようになっていた。頭部の“眼”は視覚センサーであると同時に、望遠機能やデジタルカメラ機能を備えている。劇中でも、LBXの見た風景を撮影したり録画したりする場面がある。また機種によっては、特殊な透視センサーが備わっている場合もある。
装備した武器の威力は相当なもので、一般的に市販されているものでも、家具を破壊したりできるほど強力であり、初めて世に出てから間もなく「危険なおもちゃ」として一時発売中止になったのはこれが原因である。劇中、悪の組織やそれと戦う主人公たちの機体はさらに強力で、兵器と呼んで差し支えない破壊力を持つ。必殺ファンクションを使えば、城の大扉やビルの壁等を破壊できる。LBXが被った軽度の損傷は市販されるリペアキットで修理可能だが、コアスケルトンの内部などの高度な部位が破損した場合は、一般のLBXプレイヤーはメーカーや専門家へ機体の修理を出さねばならなくなる。
LBXは、おもに「CCM (Controle & Communication Manipulator) 」という携帯端末により無線遠隔操作される（声 - 浪川大輔・星野貴紀・渡辺明乃）。通常のCCMによる操作可能距離は半径100mで、サイバーランス社がゼノン専用に開発したものは1kmまで有効、『W』時点では一般のCCMの有効半経も同距離まで延伸した。スパークブロード通信（後述）による操作可能距離は半径50km。CCMは携帯電話の機能も兼ねており、『ダンボール戦機』、『ダンボール戦機W』では、外観は伸縮式アンテナ付きフィーチャーフォンに似た形状をしている。使用者の持つ機種によって、形状やボタン数などが違うが、特に中折れ式のデザインが多い。CCMのアンテナは非使用時には収納されており、操作キーを叩くと自動的に伸張する。画面にはLBXの状態などが表示され、LBXがプレイヤーの目視視界外に出るとディスプレイがLBX視点のモニターに切り替わる。
一般的ではないが、CCMをワイヤレス接続したパソコンに必要な動作環境が揃えることで、パソコンから操縦することもできる。これを応用し、操作用のコンピュータに「リモートLBXシステム」というソフトウェアがインストールされたLBXコントロール用サーバを構築しておけば、インフィニティネットを介して遠く離れた別のコンピュータからでもLBXを操作できる。LBXコントロール用サーバは、同期していれば、いくつもの端末の何人のユーザーでも利用できる。この場合、プレイヤーは理論上、自分のLBXが世界中どれだけ遠くにあっても操作できる。
「コントロールポッド」と名付けられた、全天周囲モニターを採用したコクピット型の新型CCMもあり、この操縦者は、あたかも自分が小さくなってLBXの機内に乗り込んでいるような感覚となる。従来型CCMを接続して、その機能を拡張するインターフェースモジュールである。もともとは宇宙空間などでの作業を視野に入れ開発された。次世代の高レベル帯域無線通信規格「スパークブロード通信」の採用により、CCMによるLBXの無線操作可能半径を大幅に拡大させた。ただ、スパークブロード通信はリニアモーターカー等の発するプラズマ磁場の悪影響を受けるなど、改善の余地もある。関係各社で研究が進んでいるが、TO社がいち早くその実用化にこぎ着けた。
また、行動を自分で判断する自律稼働型というものもあり、主に警備LBXに使用されている。

### 強化ダンボール
『ダンボール戦機』シリーズのタイトルの由来ともなっている梱包資材。2046年にアスカ工業社長だった霧島平治が発明した、内外の衝撃を80%吸収する「未来の箱」。流通業に革命をもたらしたとされている。実在する通常のダンボールの強度は、ライナーと中芯の複合構造によって実現されているのに対し、「強化ダンボール」の強度は、高度なナノテクノロジーにより分子レベルで構築されている。素晴らしい強度と衝撃緩和能力を持ちつつも、扱い方は従来のダンボールと変わらず、ガムテープによる十字貼りやH貼り等で簡単に梱包を行うことができる。一般的なダンボールと異なり、強化ダンボールは白色をしている。
運搬用として使用されるほか、その耐久性と製造技術を生かしてLBXを戦わせる空間を取り囲む材料としても使われ、劇中ではもっぱらLBXのバトルフィールドとしての意味合いで扱われる場合が多い。
また強化ダンボールは、LBX自体の強化用武装の素材としても使用されている。劇中ではタイニーオービットの技術により、強化ダンボールを粒子状に分解して中央部の機械に集積し、使用時に展開することで防御力と軽量化を兼ね備えた「ビームガーター」という盾や、ビームガーターの技術を応用し、LBXの腹部に収納して使用時に展開する傘状の光学防御デバイス「アンブレラ」などが製作された。
Dキューブ
強化ダンボールを用いて製造された、LBXの戦場となるジオラマが入ったバトルフィールド。強化ダンボールのシートをナノレベルの薄さに加工することで、幾重にも折りたたむことが可能となりサイコロ程度のサイズに折り畳んで持ち運ぶことが可能。
Dエッグ
『W』より登場した、その名のとおりの卵型のバトルフィールドで、スイッチを押して分離すると中央部に円形状の強化ダンボールが配置され、展開と同時にエネルギーフィールドらしきものにプレイヤーごと包まれる。プレイヤーは勝敗が決まるまでエッグの外には出られない。ライトニングランスをはじめとする必殺ファンクションは下手をすればプレイヤーだけでなく、周辺すら被害を被ることが多く、また、プレイヤーのやり逃げ防止を前提に完全決着させるため生み出された。

### 舞台
『ダンボール戦機』は、作中世界における日本の首都とされる「トキオシティ」を主要舞台として展開される。行政区分の区は「エリア」、市町は「タウン」と呼ばれ、主人公たちが居住しているのは「トキオ湾」の海岸線に面した街「ミソラタウン」である。ほかに、「ポートエリア」、「アキハバラ」、「シブヤタウン」、「お台場ビッグシティ」などの地域が登場している。
ミソラタウンは中央部を南北に流れる河川敷を中心として、南東にバン達の家がある住宅街があり、中央部を走る鉄道が街を南北に分割している。街の中央付近にこの鉄道の高架駅「ミソラ駅」があり、駅の西口側にはバスターミナルを含む広いロータリーがありそれに伴うように「ミソラ商店街」が東西に走っている。駅の東口側は宅地が目の前にあり、北東にはバン達の通う公立中学校「ミソラ第二中学校」を控える。線路ガード下の歩道は昼間でも薄暗く、怪しげな「電子チラシ」が壁に貼られ、いかがわしい雰囲気の露店商が目に付く。ミソラ第二中学校の一帯は南を河口域、校舎北面がトキオ湾の海に面する半島状の地形で、敷地の南西端は鉄道の高架線に接する。敷地北東端の一画には「スラム」と呼ばれる廃屋群があり、郷田ハンゾウらを始めとする不良達の根城になっていた。生徒に制服着用は義務づけられておらず、皆私服で登校している。
ミソラ商店街は、旧水路跡の窪地を利用した歩行者専用道を軸として、その両側斜面を背にして階段状に商店が並ぶ構造となっている。商店街には、バン達が学校帰りにLBXバトルやパーツの調達、メンテナンスなどをする「キタジマ模型店」や、「LBXマガジン」の購入に立ち寄る書店「BOOK TATUYA」、檜山が経営するコーヒーショップ「ブルーキャッツ」などがある。ブルーキャッツの地下にはルール無用のLBX大会「アングラビシダス」の会場があり、通常時はならず者のLBXプレイヤー達のたまり場にもなっている。
トキオシティにあるセレブ街「グレースヒルズ」は、街全体が透明な巨大球形ドームに囲まれていて、内部中央には海道義光、海道ジンらの自宅「海道邸」がそびえ立つ。海道邸は海道家の私邸であるが、要塞のような規模・外観の大規模高層建築で、住居機能のみならず、灰原ユウヤの実験・調整はイノベーター研究所でなく海道邸の一室で行われるなどの設備も備える。またグレースヒルズの噴水広場には、海道邸に繋がる地下通路への出入り口が隠されている。ヒロの実家があるのもグレースヒルズである。
そのほか、「TokioSiAデパート（トキオシアデパート）」は海に張り出した円形の埋立地に建ち、バンたちがしばしば出かける大型ショッピングモールで、地下駐車場のさらに下にはシーカーの本部がある。
『ダンボール戦機W』はスタートこそミソラタウンだが、今作は世界を股にかける物語が展開されることから、舞台は日本以外の各国に広がる。その中でも特に北米大陸の大国「A国（エーこく）」は、敵・味方ともに主要拠点が置かれており、登場頻度が高い。経済的にも軍事的にも国際社会の主導的立場にある大国で、公用語は英語、大統領を元首とする共和制を採っており、日本とも友好関係にある。
A国の主な地域として、「Nシティ」、「Lシティ」、「ビッグシティ」、「テキサス」、「ギークストリート」、「アロハロア島」などが登場している。LシティとNシティの間は、磁気浮上列車を用いて運行される長距離高速鉄道「リニアエクスプレス」が結んでいる。Nシティの一部である小島には、世界国家首脳会議の会場と、南端中央付近に大きな女神像があり、像を背中側から囲うようにして高層建築が幾重にも建てられている。ギークストリートはオタクが集まる名所、アロハロア島は本島を中心に大小の島々が点在する南国リゾート地。A国国防軍の主要な基地である「国防基地（National defence headquarters）」は、巨大なクレーターを利用して築かれており、周囲にある小規模なクレーターも衛星状の施設になっている。シャトルの打ち上げ施設もある。内部中央には「宇宙衛星管理センター」があり、大統領承認の起動コードを入力することで、パラダイスを含むA国全ての衛星をコントロールできる。
イギリスの主要都市「ブリントン」は、さまざまな歴史的建造物が存在する。森林公園内の湖に浮かぶ小島に建つ「王立ビルニッジ天文台（Royal Billnege Observatory）」は単なる観測施設ではなく、宇宙観測のためのさまざまな新技術が開発されている研究開発施設でもある。ビルニッジ天文台からさほど離れていない距離には、通信衛星「パラダイス」からの通信で時間の補正をし世界標準時の基準となっている施設「ブリタニア時計台」がある。
そのほか、登場する各国の地域として、中国の人口が多い主要都市でタワー型遊園地「ドラゴンタワー（大龍塔）」をランドマークとする観光都市「シャンパオ」、砂漠に囲まれた街並みで市街地の大半を占めるほどの巨大なピラミッド型ホテル「カイルホテル」があるエジプトの都市「カイル」、オーストラリアの首都で湾岸部に海洋アミューズメント施設「水中ミュージアム」がある「キャンベルン」、インドネシア国内の電力を一手に賄う大きな発電所がある「ジャルタン島」などが登場する。
劇中世界には、日本国内外を問わず紙幣や硬貨といった現金が一切登場せず、「クレジット」という通貨単位に基づき、プリペイドカードや携帯端末による電子決済として描かれている。

### その他
インフィニティネット
インターネットに替わる次世代型ネットワーク。日本語訳表記は「量子ネット」であり、かつてのインターネット漫画喫茶は劇中「量子ネット漫画喫茶」となっている。有線回線だけでなく、「パラダイス」などの通信衛星を用いた衛星無線でも結ばれている。
バーチャルLBX
インフィニティーネットなどの電脳世界にLBXを送り込む技術。「仮想空間スキャナー」などの特殊な装置を用いることで、LBXをデータ変換してインフィニティネットに送り込む。使用するデータは基本的に自身のLBXのデータであるため、操作自体は普段のLBX操縦の延長線上のようなものだが、戦闘での敗北やアクシデントによるデータの破損は、すなわち自機LBXの破壊に繋がることになる。これ以外の目的で運用されるバーチャルLBXも存在し、「ハーデス」や「ウロボロス」などが該当する。仮想空間スキャナーでデータ化が可能なのは、2050年では二体までだったが、2051年ではオタクロスの改良により三体同時に変換することが可能となった。
スタンフィール・インゴット
宇宙航行用船舶の材料として開発された希少金属。「レアメタル中のレアメタル」と呼ばれるほど市場にも滅多に出回らない代物であり、パラダイスにも一部使用されている。高純度の物であれば、エターナルサイクラーの過剰な熱にも耐えうるほど耐熱性を秘めている。主に中国で算出、生成されており、原材料を発掘する炭鉱所と精錬所が一纏めに存在する。オーレギオンが奪われた後、ゲーム版では「竜源社を通じて新たなインゴットを取り寄せた」が、アニメ版では世界中のインゴットがミゼルに奪われてしまい、中国の江西省に位置する唯一の生成拠点も脱出の際に坑道を破壊してしまったため、再入手は絶望的となった。
LBXマガジン
「LBX総合情報誌」と銘打たれている週刊誌。通称「Lマガ」。表紙のロゴにある正式な誌名は『LBXマガジン』だったり『ダンボール戦機 LBXマガジン』だったりと一定していない。劇中初めて登場したのは2050年度の「23号」である。劇中での描写では紙媒体として流通しており、判型はA4〜AB判くらい、製本は左開きの中綴じ、記事のレイアウトは横組みである。
日本の雑誌であるが、A国でも流通している。ただし、A国の公用語は英語だが、Lシティ駅プラットホームにある売店では、菓子類などと共に日本語の『LBXマガジン』が売られていた。なお、同じ駅でバッヂが読んでいた『L-CITY NEWS PAPER』は、公用語どおりに英字新聞である。
ゲーム版ではLBXの文化史の研究資料として、「Lマガ42年創刊号」「Lマガ45年151号」「Lマガ47年263号」の捜索を依頼されるクエストがある。いずれも閲読はできないが、アイテムリストから目次の文章のみ確認が可能。「42年創刊号」ではLBXが「夢のおもちゃ」として紹介されているが、「45年151号」では「LBX存続の危機！！なぜ？」と、続発するLBXが原因の事故について特集が組まれている。強化ダンボールの開発から1年が経った「47年263号」の目次には、「新シリーズ、スタート！『ダンボール戦機』を超全力特集！」という記述がある。これら3冊はLBXの発売、販売中止、「ダンボール戦機」としての再出発という重大なニュースが掲載されていることから流通量が少なく、依頼者は「古本屋でも見かけない」と発言している。

### LBX大会
アキハバラキングダム
アキハバラの王を決めるLBX大会。タイニーオービット社主催で、アキハバラの王はすべてのハッカーを従わせるほどの権力を持つ。ハッカー軍団の協力を得るためにバン達も参加し、マスターキングを下して新チャンピオンとなった。会場である「ホコ天コロシアム」は、中央通りに架かるJR総武線ガードとその直下にある家電量販店「OLAX Home Electronics Store」、そしてその南隣にある「ナノデン」（Nanoden）に隣接する交差点地下に格納されており、開催時歩行者天国になると地上にせり出す仕組みになっている。
アルテミス
オメガダイン主催のLBXの世界大会。正式名称「LBX世界大会アルテミス」（THE LBX WORLD CAMPIONSHIP ARTEMIS）。世界各地で行われる大会で優勝した、選りすぐりのプレイヤーが集められ、各選手は最大二人までのサポートメンバーを同行させることができる（実際に出撃できる人数は試合のレギュレーションによって異なる）。
出場資格は、世界各地の地区別選手権ないしそれらと同等の権威を持つ他のLBXバトルの大会で優勝した者（チーム）、スポンサー枠公式宣伝チームになった者、といった条件で選抜される。劇中ではアジア地区（森上ケイタ）、北米地区（ポールゴードン＆ジョン・ハワード）、中南米地区（アレキサンダーシスターズ）といった地区チャンピオンが登場したほか、「アングラビシダス」「アングラテキサス」「ワールドブルドカップ」といった大会がアルテミス出場者選抜に関わっている。また、前大会のファイナリストには無条件で「LBX世界大会アルテミス出場御招待通知書」 がメールで届く。
アングラテキサス（ANGRA TEXAS）
世界最悪と噂されるルール無用の大会で、通常なら禁止とされる武装改造や戦法も自由に扱うことができる。予選は先に10勝した者3名に振り分けるガンスリンガーバトル、決勝はトラップが敷き詰められた六角形強化ダンボールでのバトルロワイアルを行う。主催者はマダム・ブルホーンで、優勝者にはアルテミスへの出場権が与えられる。ゲームには未登場。
アングラビシダス
破壊の祭典と呼ばれているルール無用の大会で、通常なら禁止とされるアイテムや戦法も自由に扱うことができる。主催者はレックスで、レックスが店長を務めるコーヒーショップ「ブルーキャッツ」の地下に会場がある。優勝者にはアルテミスへの出場権が与えられるが、その性質から、一般プレイヤーからはよく思われていない。
BCエクストラズ（ビッグシティ エクストラズ）
A国ビッグシティで開催されるLBX大会。略記でない正式な表記は「BIG CITY EXTRAS」。ギークストリートのカルチャーを色濃く反映した大会であり、大会規定としては二人一組でチームを組み、コスプレをしていること（コスチュームの貸出あり）が参加条件。また、衣装とLBXは変更可能で、コスプレの出来が悪くても失格などの処分はないが、観客のブーイングの中で戦闘しなければならない。優勝チームには世界最大の容量の高性能メモリ『マイスターX3』と高級コスプレ衣装2着が贈られる。ゲーム版『W』にも同名の大会が存在するが、内容は異なる。

## 登場人物
以下の設定などは、原作であるゲーム版での設定を中心に記している。アニメオリジナル設定などはその旨を断ることにする。日本人キャラクターの場合、未成年のキャラクターはファーストネームがカタカナ表記、成人キャラクターは漢字表記で揃えられている。
※使用LBXは、ストーリー上メインで使っているもののみ記載。修理中などを理由に別の機体を借りて使用しているものは除く。

### 『ダンボール戦機』の登場人物

#### 基本プレイヤーキャラクター
『ダンボール戦機』本編では「山野バン」を主人公に、「川村アミ」、「青島カズヤ」を初期パーティーメンバーとして、ストーリー進行に合わせ「郷田ハンゾウ」、「仙道ダイキ」、「海道ジン」が順次プレイヤーキャラクターとなる。このほか、機能追加版である『ブースト』および『爆ブースト』では、本編ではパーティーに含まれなかった一部のキャラクターがゲームクリア後に操作可能となる追加要素がある。

##### 初期パーティーメンバー
山野バン（やまの バン）
声 - 久保田恵
- LBX：AX-00 → アキレス → オーディーン → （ゲーム版のみ：イプシロン）→ エルシオン、ブルド（使用は一度だけ。エルシオンの代用）、Σオービス（機体制御担当） → イカロス・ゼロ 、オーレギオン（使用は1度だけ）、アキレスD9（使用は1度だけ）→ オーディーンMk-2、Bキッド（ゲーム版のみ。マスクドBとして）

『ダンボール戦機』および『ダンボール戦機W』の主人公。ミソラ第二中学校に通う中学生（開始時は一年生）。13歳→14歳（W）。LBXの開発者・山野淳一郎を父に持ち、メカやプラモデル、父との絆の証でもあるLBXを好んでいる。正義感が強く、素直で人当たりのいい性格で、LBXを悪事に使われることが許せず果敢に立ち向かう。LBXの操作に関しては、店でレンタル用のLBXを借用して遊んでいた頃から実力があり、「AX-00」と「アキレス」を入手してからは、さまざまな出来事を通じて多くの大会で優勝するまでに成長する。
『W』では、LBX関係の雑誌に特集記事が掲載されるなど、LBXプレイヤーの間では有名人になっている。ディテクター事件の勃発を境に世界を守るため新たな脅威に立ち向かう。ディテクター事件やミゼルとの戦いではヒロとランの3人で行動することが多く、ほかの仲間たちにも率先して作戦の指示を送るなど、LBXプレイヤーたちのリーダー的存在となる。
川村アミ（かわむら アミ）
声 - 井上麻里奈
- LBX：クノイチ → パンドラ（スレイブ状態：ダークパンドラ）

バンとは同じクラスで、近所に住む少女。13歳→14歳（W）。クラスメイトや先生からも好かれる優等生であり、優れた洞察力でさまざまなことを見抜く。性格は柔和ながら気丈で、相手を挑発したり仲間に発破をかけたりすることもある。LBXに対する知識やチューニング力はバンたちより上であり、自身の機体は専用カラーに塗装して徹底的にチューンナップしている。
『W』では、当初カズ共々ディテクターに囚われ、中国・シャンパオのスレイブ・プレイヤーにされてしまう。しかし、バンたちの活躍で解放され、一時日本にて入院した後、バン・ヒロの戦列に復帰した。
青島カズヤ（あおしま カズヤ）
声 - 浪川大輔
- LBX：ウォーリアー → エジプト（催眠状態で使用） → ハンター → フェンリル → アキレス・ディード

バンの隣のクラスのLBX仲間。バンと川村アミの親友で、愛称は「カズ」。13歳→14歳（W）。少し不良っぽいところもあるが、人付き合いは良い。気弱な一面もあり困難を前に怯むこともあるが、仲間のためなら立ち向かう勇気も持つ。
『W』ではディテクターに連れ去られ、スレイブ・プレイヤーとされていた。しかし、事故により偶然正気に戻り、その際仮面の男（山野博士）の正体と真意に気付いたことから、自ら協力していた。ディテクターの正体がバン達にも明らかになって以降は、再び彼らと共闘している。筋肉質となった身体に右頬の傷、勇しくなった内面など、ディテクターとして活動している間にバンたちも驚くほどの劇的な変化を遂げている。

##### 順次追加メンバー
郷田ハンゾウ（ごうだ ハンゾウ）
声 - 早志勇紀
- LBX：ハカイオー → ハカイオー絶斗 → ハカイオー怒愚魔（初戦はスレイブ状態）

ミソラ第二中学校の不良グループ「四天王」のリーダーで、番長を張っている（開始時は中学三年生）。15歳→16歳（W）。長ランに下駄履きという格好で、体育館裏のスラムを根城にしている。父親はプロメテウス社の経営者で、同社製の試作機「ハカイオー」が愛機である。相手のLBXを徹底的に破壊する戦闘スタイルから「地獄の破壊神」と呼ばれ校内で恐れられているが、仲間思いな一面もあり、それを知る人物からは慕われている。
『W』では、アルテミス出場後にオーストラリア・キャンベルンのスレイブ・プレイヤーにされてしまうが、バンたちによって解放されて帰国し一時入院した後、バンたちのバックアップに回る。
仙道ダイキ（せんどう ダイキ）
声 - 勝杏里
- LBX：ジョーカー（3体） → ジョーカーMk-2 → ナイトメア → ナイトメアフィアー（初戦はスレイブ状態）

ミソラ第一中学校の番長格。15歳→16歳（W）。友情を否定し、自分自身の腕のみを信じている自信家。「箱の中の魔術師」の異名をとるLBXプレイヤーで、LBXを同時に3体操る実力を持つ。ミソラ第二中学校を仕切っている郷田ハンゾウとは、性格も信条も正反対であり常に対立関係にあったが、郷田とのLBXバトルに敗れてからは協力関係を築く。タロットカードを常に持ち歩いており、タロットになぞらえて予言めいた言動を取る。
『W』では、アルテミス出場後にオーストラリア・キャンベルンでスレイブ・プレイヤーにされてしまうが、バンたちによって解放されて帰国し一時入院した後、バンたちのバックアップに回る。
海道ジン（かいどう ジン）
声 - 小田久史
- LBX： ジ・エンペラー → エンペラーM2 → プロトゼノン → ゼノン → トリトーン、ムシャ（使用は一度だけ。トリトーンの代用）、イカロス・ゼロ（使用は1度だけ。アニメ版のみ）

山野バンのクラスに転校してきた少年で、海道義光の義理の孫。13歳→14歳（W）。トキオブリッジ崩落事故で両親を失い、身寄りがなくなったところを海道に引き取られた。物静かでクールな性格をしており、必要最低限の発言しかしない。LBXバトルでは、相手を一分以内に撃破することから「秒殺の皇帝」と呼ばれた天才LBXプレイヤー。当初はイノベーターの刺客としてバンたちの前に立ちふさがるも、バンと何度も戦ううちにライバルとなり友情が生まれる。イノベーターの実態を知ったことで、イノベーターを離れシーカーの活動に合流する。決別後も義光を心底憎むことはできず、義光が殺されていたことを知ってからは、犯人を見つけ出すためにイノベーターと戦うことを誓う。自身にとってLBXは趣味というより、海道義光から練磨された特技であったため、一時はLBXをやめることも考えていた。
『W』では、A国への留学中にマングースからの要請を受けてバン達と合流し、NICSメンバーに加わった。前作同様、冷静な見解と洞察力を以てチームのブレインとして機能するほか、メンバーが抱える悩みや問題に気づき、解決へ向かうようにアドバイスを送るなど、非常に頼りになる存在である。
灰原ユウヤ（はいばら ユウヤ）
声 - 梶裕貴
- LBX：ジャッジ → リュウビ、デクー（使用は一度だけ。リュウビの代用）、イカロス・フォース（使用は1度だけ。アニメ版のみ）

第3回アルテミスにイノベーターの刺客として送り込まれた少年。13歳→14歳（W）。イノベーターによる人体実験を受けており、「サイコスキャニングモード」によってLBXと精神を同調させ直接操作することができたが、サイコスキャニングモードの暴走によってLBXと自身の精神ともに制御不能になり、シーカーに保護される。
『W』では体調も回復し、後ろ髪が伸び雰囲気も穏やかになっている。中国での事件解決後にシーカーの仲間としてプレイヤーキャラクターに加わる。

#### シーカーとその協力者
シーカーに途中から加わった人物や、タイニーオービットの社員など関係の深い人物もここで述べる。
山野淳一郎（やまの じゅんいちろう）
声 - 小松史法
- LBX：ジ・エンプレス（ゲーム版のみ）、マスカレードJ（マスクドJとして）、アキレス・ディード（仮面の男として）、オーレギオン（ゲーム版のみ。裏ランキング2位として）

山野バンの父親でありLBXの発明者。44歳→45歳（W）。タイニーオービット社の研究開発室に勤務していた2042年にLBXを完成させ、天才的な工学博士、エンジニアとして名を馳せる。LBXの研究が本業だが、その研究過程でバンたちの戦いを助ける発明品も生み出す。イノベーターから身を潜めている間も、謎のLBXプレイヤー「マスクドJ」としてバンたちの前に現れ手助けをしている。科学者として「新たなテクノロジーに携わる者こそ人間の良心を忘れてはならない」との信念を持ち、LBXが兵器として扱われる現状に苦悩しながらも、バンに励まされて子供たちとLBXの未来を信じる。
『W』（アニメ版）において、アキレス・ディードを乗っ取り操っていた人物（第29話以降は青島カズヤ）であり、ブリントンでバンたちをサポートしつつ実際はディテクターの首領「仮面の男」として活動していた。ブレインジャックによるテロはパラダイスを利用して世界征服を企むオメガダインを攻撃し、同時にバン達にその実態と野望を知らせるためであり、ブレインジャックに使ったコンピューターはすべてパラダイスと何らかの関わりがあった。アルテミスのナズーの爆発は彼の狙撃によるものであり、バンにその事を聞かれた際には肯定している。
同じレベルファイブ作品である『妖怪学園Y 〜Nとの遭遇〜』第57話にも登場した。
宇崎拓也（うざき たくや）
声 - 中村悠一
- LBX：アキレス・ディード（『W』1話のみ。機体紹介として）、ホーネット、シャルナック

山野淳一郎の元助手で、シーカーの創始者。父はタイニーオービット社創業社長の宇崎彰一郎で、兄は同社二代目社長の宇崎悠介。LBXの軍事利用を断った父が、海道義光によって殺されたことを知り、シーカーを創設する。当初は海道に対する恨みが先行していたが、次第に考えを改めていく。シーカーでは指揮官としてさまざまな指示を出し、バンたちの活動をサポートする。最初は少年少女を軽んじていたものの、共に戦ううちに信頼を固めていった。本業はタイニーオービット社の開発部部長で、悠介の死後は社長に就任している。ディテクター事件の影響から社長を辞任した際はNICSに加入し、同事件の終結後は再び社長に復帰している。
宇崎悠介（うざき ゆうすけ）
声 - 四宮豪
- LBX：パンドラ

LBXのトップメーカー「タイニーオービット」の二代目社長で、宇崎拓也の兄。謎の人物「J」こと山野淳一郎から、高性能な新型LBXの設計図を定期的に受け取り製造している。父・宇崎彰一郎が海道義光に殺されたことを知りながらも、穏便に行動しているように見えることから、海道に復讐すべきと主張する拓也と仲違いしている。しかし実際は、陰で海道を告発するための資料を集めたり、窮地に陥った山野バンたちを陰ながら支援していた。イノベーターによるタイニーオービット社襲撃の際に、イノベーターのトラックから霧島を庇い轢死する。
財前宗助（ざいぜん そうすけ）
声 - 中村悠一
- LBX：カンウ

新任の若き総理大臣。所信表明演説の言葉から、イノベーターにとっての脅威と判断され、命を狙われている。国会答弁では、尊敬する科学者の言葉として山野淳一郎を挙げている。娘のトウコがいる。
『イナズマイレブン』シリーズにも同名の人物が登場している。
石森里奈（いしもり りな）
声 - 広瀬有香
山野淳一郎の元助手の女性。タイニーオービット社研究開発室時代から山野の助手を務めており、山野、檜山蓮らと共にイノベーターに捕われ「白の部隊」に所属させられていた。檜山に続いてイノベーターの研究施設から脱走し、山野から託されて「AX-00」を山野バンに手渡した。イノベーターを脱走後も、妹・ルナ（声：中村知子）の病気治療に必要な人工臓器技術を海道義光に握られていたため、イノベーター側のスパイも務めていたが、妹の治療がなかなか進まないことを海道に抗議した際に、海道が既にアンドロイドにすり替わっていたことを知らないまま誤って「射殺」したことで、イノベーターにいられないと感じ完全に離反。それ以降はシーカーの活動に専念する。
八神英二（やがみ えいじ）
声 - 星野貴紀
- LBX：ジェネラル

警察官で、トキオブリッジ倒壊事故の遺族。監督官庁の大臣として謝罪の名目で接近してきた海道義光を当初は快く思わなかったが、海道の秘書となり活動を間近で見るうちに信用してしまい、さらにイノベーターに加入し諜報部隊「黒の部隊」の司令官となった。しかし、殺人まで行うようになったイノベーターを見限り、シーカー側に協力するようになる。その後、財前宗助から総理大臣直属の諜報員としてのスカウトを受け、表向きには「八神探偵社」を名乗り部下のエージェント3人組と共に活動する。セキュリティカードを兼ねた政府機関の身分証を所持している。
エージェント - 真野晶子（まの しょうこ） / 細井将志（ほそい まさし） / 矢壁塀太（やかべ へいた）
声 - 岡村明美（真野晶子） / 徳山靖彦（細井将志） / 奈良徹（矢壁塀太）
- LBX：デクー → デクーエース（真野晶子） / デクー → デクー改（細井将志） / デクー → デクー改（矢壁塀太）

八神英二が率いる組織のメンバー。元々はイノベーターで八神が統括していた「黒の部隊」の構成員で、任務時は黒いスーツを着用し仮面で顔を隠していた。後に八神がイノベーターから離反する際に同行し、後に八神探偵社の所員となる。三人組のリーダー格である女性の晶子は元凄腕のハッカーで、将志は元凄腕のエースパイロット、塀太は元凄腕のエンジニアであり、三人共その腕は今でも健在。
霧島平治（きりしま へいじ）
声 - 星野充昭
アスカ工業の元社長で、強化ダンボールの発明者。自社がタイニーオービット社に吸収された後、神谷重工に偽りを吹き込まれてタイニーオービットを恨み、イノベーターの手先としてタイニーオービットへの襲撃に加わる。宇崎悠介の死後タイニーオービット社と和解し、シーカー・タイニーオービットの一員として、技術開発に協力するようになる。
西原誠司（さいばら せいじ）
声 - 櫻井トオル
- LBX：ムシャ、クノイチカスタム

サイバーランス社開発部開発局長、次世代LBX研究室主任研究員。同業のタイニーオービット社をライバル視しているが、さまざまな事件を経るうちに、テロと戦うタイニーオービット社に協力することになる。
霧野紗枝（きりの さえ）
声 - 川瀬晶子
- LBX：さくら☆零号機、クイーンカスタム

タイニーオービット社の社長秘書を務める女性。宇崎家と海道義光との因縁に詳しい。沢村宗人が社長に就いている間も社長秘書を続けているが、宇崎拓也たちシーカーへの内通者としても動いている。
結城研介（ゆうき けんすけ）
声 - 奈良徹
- LBX：ムシャ

タイニーオービット社開発部の技術者。シーカーの技術開発にも協力している。
矢沢リコ（やざわ リコ）
声 - 真堂圭
- LBX：クイーン

四天王で、郷田ハンゾウが率いるゴウダ三人衆の1人。唯一の女性メンバー。背が低くて、注連縄で縛った長いポニーテールと長ランが特徴の典型的スケ番風の外見をしている。演歌が大好きで、いつも鼻歌で歌っている。 口ぐせは「演歌だねえ」。郷田に従いシーカーの一員となり、山野バンたちのことも仲間として認めるようになる。
鹿野ギンジ（しかの ギンジ）
声 - こぶしのぶゆき
- LBX：マッドドッグ

四天王で、郷田ハンゾウが率いるゴウダ三人衆の1人。舌が長く、顔色が悪くゾンビのような風貌をしており、「ウヘヘ」という笑い声から気味悪がられる事も多い。戦闘ではマッドドッグのステルス機能を最大限駆使して戦う。 郷田に従いシーカーの一員となり、山野バンたちのことも仲間として認めるようになる。
亀山テツオ（かめやま テツオ）
声 - 四宮豪
- LBX：ナズー

四天王で、郷田ハンゾウが率いるゴウダ三人衆の1人。人一倍大柄な体に反してちょっとお惚けなところもあるが、LBXに関しては恐ろしく詳しい。丸まったおちょぼ口で「ごわす」と語尾につけて喋るのが口癖である。郷田に従いシーカーの一員となり、山野バンたちのことも仲間として認めるようになる。
三影ミカ（みかげ ミカ）
声 - 渡辺明乃
- LBX：アマゾネス

山野バンの同級生。13歳→14歳（W）。言葉を単語ごとに区切って片言で話す。ゲームでは序盤からバンとLBXバトルをするが、アニメではシーカーに入るまでバンたちにLBXを所持していたことを知られていない。
大口寺リュウ（だいこうじ リュウ）
声 - 千葉進歩
- LBX：ブルド → ブルド改

山野バンの同級生。13歳→14歳（W）。重機マニアでパンツァーフレーム機体に愛着を持っており、「チーム・アーミーチャリオット」の大ファン。小心者でLBX操作の腕も良くないが、シーカーでは知識面を買われている。

#### イノベーターによる事件の関係者
イノベーターが引き起こした事件の首謀者や実行犯。
海道義光（かいどう よしみつ）
声 - 藤本譲
- LBX：月光丸、カイザ（AX-02）

海道財閥会長で、LBXを管轄する先進技術庁の長官（アニメでは「先進開発省大臣」）、国会議員。海道ジンの義理の祖父でもある。9年前から先進技術庁長官を務め続けており、財前宗佑内閣となってからは、LBXの扱いを巡り財前と政敵として対立する。正規の政治活動とは別に、この国を正しい方向に導き理想の世界へ変革するためとして、秘密結社「イノベーター」を結成しているが、その実態は、軍需とエネルギーの利権を海道義光自身に集中させるための組織で、首領としてテロ活動を仕掛けている。イノベーターの内外で善良な意図を持つ人物を演じており、イノベーターの部下・八神英二や義孫の海道ジンも、海道義光の悪事が露見し始めた当初は、善良だった人物が心変わりしたと思っていた。
檜山蓮（ひやま れん）／レックス
声 - 東地宏樹
- LBX：Gレックス → イフリート

コーヒーショップ「ブルーキャッツ」のマスターで、同店の地下で行われるLBX大会「アングラビシダス」の主催者。28歳。伝説のLBXプレーヤー「レックス」という別の顔も持っている。宇崎拓也と同じく山野淳一郎の元助手で、山野と共にイノベーターに捕われていたが、一足先にイノベーターの研究施設から脱走している。
実は、蓮の父親はかつて次世代エネルギー研究所の建設途中に起きた事故で海道義光から事故の全責任を着せられたまま死亡した上、一家は世間のバッシングを避けるために離散していた。蓮はシーカーの一員として行動しつつ、海道を暗殺しアンドロイドとすり替えた。しかし「管理戦争」という世界の闇を知ってしまい、海道の裏にある大きな悪意を倒すとの考えから、世界中の首脳が集まるNシティにサターンを墜落させて彼らを粛清するというテロを実行しようとした。
黒木（くろき）/ 目黒（めぐろ）
声 - 樋口智透（黒木）/ 渡辺明乃（目黒）
- LBX：アヌビス

イノベーターの白の部隊所属の2人の少年。アルテミスにて灰原ユウヤのチームメイトとして出場し、灰原ユウヤへの攻撃の指示、白の部隊へのCCMスーツの調整実験の報告やデータ収集等を行った。
神谷コウスケ（かみや コウスケ）
声 - 古島清孝
- LBX：ルシファー → シャドールシファー

神谷グループ会長である神谷藤吾郎の息子で、幼いころからLBXの英才教育を受けている天才プレイヤー。17歳→18歳（W）。LBX工学を学ぶために海外に留学していたが、イノベーターから灰原ユウヤが失われたため、彼に代わる切り札として帰国した。自分は神に選ばれた男だと発言する所詮ナルシストで、「灰原ユウヤの代わり」と呼ばれることを快く思っていない。左右の瞳の色が違うオッドアイだが、普段は眼帯で片方の目を隠している。
神谷藤吾郎（かみや とうごろう）
声 - ふくまつ進紗
神谷グループの会長。神谷コウスケの父。海道義光の側近的存在で、神谷重工を通じてイノベーターに密かに武器やLBXの供給を行う。軍需による自社利益のために「戦争」を待ち望んでおり、海道の謳う「理想の世界」に同調している。
司令官 - 加納義一（かのう ぎいち） / 藤堂三良（とうどう みつよし） / 貞松四郎（さだまつ しろう）
声 - 高瀬右光（加納義一） / 徳山靖彦（藤堂三良） / 高口公介（貞松四郎）
イノベーターの各実動部隊の司令官たち。加納義一は科学部隊「白の部隊」の司令官で、灰原ユウヤの人体改造を執り行うマッドサイエンティスト。藤堂三良は政治工作部隊「青の部隊」の司令官で、財前宗助を暗殺すべくジャッカルを雇い刺客として送り込んだ。貞松四郎は軍事部隊「赤の部隊」の司令官で、海道の理想を信じ、タイニーオービット社への襲撃などを行う軍人。

#### アキハバラ関係者
オタクロス
声 - 田久保修平
- LBX：さくら☆零号機、ZX3壱号機、ZX3弐号機、ZX3参号機、パーフェクトZX3、パーフェクトZX4

敏腕ハッカーの老人。アキハバラの長老と呼ばれており、市販されていたLBXパーツが少なかったころから、フルスクラッチでLBXを製作していた。シーカーの少年たちに道標を示すこともある一方で、陽気で奔放な性格から、女性に言い寄ったりLBXの八百長試合に乗ったりすることもある。チョンマゲのように結った髪とあご髭に、ピンク色のジャージ、歯が自在に伸縮する一本歯下駄という出で立ち、語尾の『～デヨ』が特徴。アニメ版『W』では、エンディング後の解説コーナー「オタクロスのオタ知識」を担当している。
オタレンジャー - オタレッド / オタブルー / オタイエロー / オタピンク / オタブラック
声 - 河本啓佑（オタレッド） / 高橋研二（オタブルー） / 最上嗣生（オタイエロー） / 中村知子（オタピンク） / 櫻井トオル（オタブラック）
- LBX：ビビンバードX、パーフェクトZX3（BCエクストラズ準決勝）（オタレッド） / ビビンバードX-II（オタブルー） / ビビンバードX-III（オタイエロー） / ビビンバードX-IV（オタピンク） / ビビンバードX-V（オタブラック）

オタクロスの弟子のLBXプレイヤーたち。ジャージ姿にLBX「ビビンバード」の形の覆面を被るコスプレをして、「アキハバラの平和を守る戦隊ヒーロー」を演じている。リーダーのオタレッドの本名は「ユジン」だが、ほかのメンバーの本名は明かされていない。コスプレのほかにも、特撮オタクのオタレッド、アイドルオタクのオタブルー、LBXパーツのコレクターのオタブラックなど、メンバーそれぞれがオタク趣味を持っている。また、LBXバトル時などには各自が個々に設定したキャラクターを演じていて、レッドはヒーローを気取った格好や行動をとり、ブルーは自己陶酔したナルシスト口調、ピンクはぶりっ子口調、ブラックはSFに登場するロボット兵器のような口調で話す。
ハッカー軍団 - ヤマネコ / グンソウ / マジョラム
声 - 日野未歩（ヤマネコ） / こぶしのぶゆき（グンソウ） / 瑚海みどり（マジョラム）
- LBX：グレイメイド / レッドリボン → ブラッディリボン（ヤマネコ） / グリーンリボン（グンソウ） / ブルーリボン（マジョラム）

アキハバラの凄腕ハッカー集団。幹部メンバーとして、攻撃的な口調で話す小柄な少年の「ヤマネコ」をリーダー格に、巨漢な男性の「グンソウ」、痩身で背が高く魔女のような風貌の女性「マジョラム」などが登場する。基本的にキング（最も強い者）の言うことしか聞かず、当初ヤマネコは山野バンのことを侮るが、バンがマスターキングに勝利したことで実力を認め、インフィニティネットのハッキングやLBX戦闘でバンたちに協力する。
マスターキング
声 - 前田綾乃
- LBX：アポロカイザー

LBX大会「アキハバラキングダム」の王者の5歳児。母親（声 - 〆野潤子）からは「マーくん」と呼ばれているが本名は不明。性格は生意気だが、天才的頭脳を持ちLBXの腕も立つ。
シブネキクゾウ
声 - 遠藤大智
オタクロスが製作した音源ソフトウェア。人工知能が搭載され、ホログラム映像によりダンディな中年男性の外見をしている。オタクロスに代わってさまざまな専門用語などを山野バンたちに解説する。

#### 複数の事件の関係者
イノベーターの事件に関与していながら、その後も登場する人物。
沢村宗人（さわむら むねと）
声 - 高口公介
タイニーオービット社の役員でありながら、海道義光の側近としてイノベーターの内通者となっていた人物。それが発覚し解雇されるも、「W」でディテクターの事件の影響でタイニーオービットがクリスターイングラム社の傘下に入った際に、一時タイニーオービットの社長として送り込まれる。
ジャッカル
声 - 高口公介
- LBX：アサシン、マッドドッグ

要人暗殺を請け負う人物。青の部隊の依頼により財前宗佑を、「W」でアルフェルド・ガーダインの依頼でクラウディア・レネトンの命を狙うが、いずれも未遂に終わっている。レネトンを狙った後に逃亡するも、八神たちによって捕えられた。

#### 主人公たちの関係者
主人公たちと関係が深いが、戦いには直接的に関与しない人物。
山野真理恵（やまの まりえ）
声 - 岡村明美
- LBX：プリンセスM（ゲーム版のみ。マスクドMとして）

山野バンの母親。気丈なしっかり者で、夫の山野淳一郎が行方不明になって以来、バンをLBXから遠ざけていたが、バンが真相にたどり着いたことで応援する立場に回る。
北島夫妻 - 北島小次郎（きたじま こじろう） / 北島沙希（きたじま さき）
声 - 高瀬右光（小次郎） / 渡辺明乃（沙希）
- LBX：グラディエーター（小次郎） / クノイチ → クノイチ弐式（沙希）

山野バンたちの行きつけの店「キタジマ模型店」の店長・小次郎とその妻・沙希。小次郎は熱いキャラクターで来店する子供たちから人気があり、LBX対戦の練習相手にもなっている。LBXの腕もそこそこで改造技術も高い。沙希は男勝りな性格だがよくドジを踏む。LBXの実力は小次郎を上回るほどだが、手加減が苦手なので大会以外ではあまりやらない。店舗については、地域密着型の店舗を目指す小次郎に対し、沙希は積極経営を指向している。アニメ第1期では、エンディング後の解説コーナー「店長の豆知識」を小次郎が担当していた。
秋谷マーヤ（あきたに マーヤ）
声 - はやみけい
駅前にある青島カズヤの行きつけのゲームショップ「ゲームズマーヤ」の店長。常連客のカズを気に入っている。東京都江戸川区に実在する同名ゲーム店の店主がモデル。アニメには未登場。
執事
声 - 四宮豪
海道家に仕える執事。海道ジンの世話係も務め家族同然に思っており、ジンがイノベーターから離れた後も気に掛けている。

#### 大会関係者
ガトー
声 - 三宅健太
- LBX：ブルド改

山野バンのアングラビシダス一回戦の対戦相手。相手のヘッドパーツを切り落として勝利するパフォーマンスから「首狩り（くびかり）ガトー」の異名で知られており、大会では人気の選手。
『ミゼル編』ではトキオシティの最終決戦にも参加していた。
ピンキー
声 - 代永翼
- LBX：クノイチ

アングラビシダス1回戦で川村アミとバトルしたプレイヤー。頭に薔薇の花輪を着けており、レオタードを着ている。
自身が使用するクノイチの事を「カトリーヌ」と呼んでいる。バトルはフィギュアスケートの様にトリプルアクセル等のトリックを決めながらのバトルを行う。
太一
声 - 林勇
- LBX：グラディエーター

アングラビシダス1回戦で青島カズヤと対戦したプレイヤー。常に鼻水を垂らしている。ハンターのライフル射撃を全弾回避する等腕前は確かだが、勝利の為なら不意打ちや嘘泣き等の卑怯な技を平気で使う。その事で青島カズヤの逆鱗に触れ、ハンターのライフル乱射を喰らい敗退した。
マイケル / ジャネット
声 - 棟方真梨子（ジャネット）
- LBX：グラディエーター（マイケル）/ ズール（ジャネット）

アルテミスAブロック1回戦でレックスと郷田のチームとバトルしたプレイヤー。最終的にジャネットは郷田、マイケルはレックスによってブレイクオーバーとなった。『ミゼル編』ではトキオシティの最終決戦に参加していた。
神崎ショウ（かんざき ショウ）
声 - 宮崎寛務
- LBX：グラディエーター

アルテミスBブロック予選決勝戦でマスクドJとバトルした北部エリアチャンピオンのプレイヤー。バトルでは「スーパーマッハアタック」「ウルトラマッハアタック」「グレートマッハアタック」等と名付けた連続攻撃をメインに使用する。バトルは初めは優勢だったが、後に攻撃パターンを見抜かれマスカレードJに踊るかの様なステップによる回避（アルテミスMC曰く「まさに一人仮面舞踏会」）でかわされ、最終的にマスカレードJの「ストームソード」でブレイクオーバーとなった。
森上ケイタ（もりがみ ケイタ） / 中林レイナ（なかばやし レイナ） / 木下コウジ（きのした コウジ）
声 - 下田レイ（森上ケイタ） / 中嶋アキ（中林レイナ）
- LBX：ウォーリアー（森上ケイタ） / アマゾネス（中林レイナ） / ブルド（木下コウジ）

山野バンたちのアルテミスCブロック予選決勝戦の対戦相手。前年にアジアチャンピオンとなったチームで、ウォーリアーを使わせたら右に出るものはいないと言われている。Cブロック予選決勝後、バトルロワイヤルに臨むバンに水月棍を託した。ゲームでは、青島カズヤが憧れているプレイヤーという設定（アニメではこの設定はない）。
ジョン・ハワード / ポール・ゴードン
声 - 小松史法（ジョン・ハワード） / 高口公介（ポール・ゴードン）
- LBX：オルテガ（ジョン・ハワード） / タイタン（ポール・ゴードン）

山野バンたちのアルテミスCブロック予選一回戦の対戦相手で、北米LBXチャンピオン。幼少の頃からコンビを組んでいる2人。ジョンは女性人気が高く、俳優業もこなしている。
ジェイソン・クロサワ
声 - 高橋研二
- LBX：ムシャカスタム

山野バンたちのアルテミスCブロック予選二回戦の対戦相手で、通称「北欧のサムライ」。それなりに大会出場経験を持ち、後にアキハバラキングダムにも参加する。アニメではアキハバラキングダムで初登場、ステレオタイプな侍を誤解した外国人のような性格設定がなされた。後に『ミゼル編』ではトキオシティの最終決戦にも参加した。
チーム・アーミーチャリオット
- LBX：ブルド、ブルド改カスタム、タイタン

山野バンたちのアルテミスCブロック予選準決勝の対戦相手で、通称「無敵の重機軍団」。プロメテウス社のスポンサー枠として出場した公式宣伝チーム。アニメには未登場。
風間アタル（かざま アタル） / 森野ショウ（もりの ショウ）
声 - 南山祐希（風間アタル）/ 村上裕哉（森野ショウ）
LBX：オルテガ
アルテミスにて仙道ダイキのサポートメンバーとして共に出場したLBXプレイヤー。しかし仙道にとっては勝つ為だけの駒に過ぎず、最終的にDブロック予選決勝戦のユジンとのバトルにて仙道に裏切られ自身のLBXを盾にされた挙句、仲間を巻き込んでの必殺ファンクションによりビビンバードX共々吹っ飛ばされブレイクオーバーとなった。
アル・シャヒーンブラザーズ
声 - 四宮豪（兄）/ 星野貴紀（弟）
- LBX：ブルド改

仙道ダイキチームがアルテミス予選一回戦でバトルした石油王の兄弟。弟は何故か「ブヒブヒ」としか喋らない。豊富な資金を惜しみなく注ぎ込んで作り上げた特注LBXと購入した超火力の武器が見所。
作中では「贅沢な武器」とされるレーザーキャノンで仙道ダイキチームとバトルしたものの、最終的にはジョーカーMk-2の残像による幻影に騙され弟のブルド改に誤射してしまった上、仙道ダイキと風間アタルの連携攻撃によりブレイクオーバーとなった。
ハンニバル・ハーン
声 - 最上嗣生
- LBX：カブト

アルテミスEブロック決勝戦にて灰原ユウヤチームとバトルした南半球エリアチャンピオンのプレイヤー。南半球LBX選手権統一チャンピオンで、公式戦255戦253勝2引き分けと言う戦績を持っている。作中では灰原ユウヤチームとのバトルをイノベーターの調整実験に利用され攻撃を全部回避された挙句、最終的にはコマンドハンドガンの攻撃で駆動部にダメージを与えられブレイクオーバーとなり、公式戦初敗北となった。
アルテミスMC
声 - 千葉進歩
- LBX：究極ブルド（ゲーム版のみ）

LBX世界大会「アルテミス」の司会者。特徴的なファッションと高いテンションで試合を司会・実況する。
受付嬢
声 - 〆野潤子
アルテミスの受付で選手登録をしているガイノイド。胸元の部分が展開する仕掛けになっており、そこに優勝賞品のメタナスGXを格納している。
角馬王将（かくま おうしょう）
声 - 稲田徹
アキハバラキングダム大会とBCエクストラスのMC。『イナズマイレブン』シリーズにも登場している。
二階堂友紀人（にかいどう ゆきと）
- LBX：月光丸カスタム、ジ・エンプレスカスタム

ランキングバトルで7位に君臨しているLBXプレイヤー。色白で泣きぼくろが特徴。
海道を先生と仰いでおり、服装は八神と同じく黒の部隊のものであるが、ストーリー本編には登場せず詳細不明。
ピノン
声 - はやみけい
- LBX：ジライヤ → Kアーサー

ランキングバトルで頂点に君臨する謎のLBXプレイヤー。額に乗せた大きなゴーグルが特徴。『ブースト』の裏ランキングバトルでは、バトルネームが「スーパーピノン」になっている。

### 『ダンボール戦機W』の登場人物
前作『ダンボール戦機』から継続して登場する人物は#『ダンボール戦機』の登場人物を参照。

#### 基本プレイヤーキャラクター (W)
『ダンボール戦機W』本編では、前作『ダンボール戦機』から引き続き「山野バン」を主人公として操作するほか、もう一人の主人公である「大空ヒロ」をパーティーメンバーに加えて、さらに「花咲ラン」がストーリー序盤からプレイヤーキャラクターとして登場する。ほかに、新規の登場人物として「ジェシカ・カイオス」と「古城アスカ」、前作から引き続いて「海道ジン」、「川村アミ」、「青島カズヤ」がパーティーメンバーとなることに加えて、前作では操作できなかった「灰原ユウヤ」がプレイヤーキャラクターとなっている。また、『W』の本編『パラダイス編』ではライバルキャラクターである「風摩キリト」が『ミゼル編』からはパーティーに加わる。このほか、ゲームクリア後に操作可能となる追加メンバーが存在する。

##### 初期パーティーメンバー (W)
大空ヒロ（おおぞら ヒロ）
声 - 下野紘 、佐藤恵（幼少期）
- LBX：ペルセウス、ウォーリアー（使用は一度だけ。ペルセウスの代用）、Σオービス（攻撃、Σドライブソード発動時）→ イカロス・フォース → アキレスD9

『ダンボール戦機W』のもう一人の主人公。山野バンたちの一学年下の中学生で、ビデオゲームと特撮が好きなオタク少年。13歳。人工知能の世界的権威・大空遥を母にもつ。母は仕事に夢中で家を空けることも多いが、親子仲は良好で母を思い仕事の妨げにならないよう心掛けている。
LBXに関しては初心者であるが、対戦ゲームにおける高い反射神経と緻密な動きを見出され、山野淳一郎からLBX「ペルセウス」を託される。
物語初期では眼鏡をかけていたが、伊達眼鏡で本人曰く「雰囲気で着けている」とのこと。服装については、トキオシアデパートでのLBXの襲撃時に服やズボン共に破けてしまい、やむなく衣服店にあったものを着込んでいる。
花咲ラン（はなさき ラン）
声 - 花澤香菜
- LBX：ミネルバ、クノイチ（使用は一度だけ。ミネルバの代用）、Σオービス（防御）→ ミネルバ改

大空ヒロと同学年の中学生。13歳。明朗快活な性格で、カラテに精通し挑戦的な気概の持ち主。一方で、任務の合間にはジェシカとショッピングに行ったり、オタクロスに声援を頼まれて恥じらったりと年相応の少女らしい一面も持つ。
実家は「花咲流真拳空手」という道場を営んでおり、道場師範である祖父から次期師範と目されている。昨年度のアルテミス優勝者の山野バンに憧れてLBXを始めており、その身体能力と格闘センスを買われて、山野淳一郎からLBX「ミネルバ」を託される。LBXの戦闘スタイルは自身の格闘スタイルと同じく、相手の攻撃を避けずに攻撃を打ち込む「剛よく剛を制す」戦法が反映されている。

##### 順次追加メンバー (W)
ジェシカ・カイオス
声 - 喜多村英梨
- LBX：ジャンヌD、アマゾネス（使用は一度だけ。ジャンヌDの代用）

NICS長官オーウェン・カイオスの娘で、優秀なLBXプレイヤー。15歳。ディテクター事件を調査するために、NICSの一員として山野バンたちと同行している。記憶力と観察力に優れ、対戦するLBXプレイヤーの過去の戦法や武装などに対する知識も豊富だが、強気でやや自信家な面もある。面倒見が良く、LBXの後輩である大空ヒロや花咲ランを指導している。
古城アスカ（こじょう アスカ）
声 - 白石涼子
- LBX：ヴァンパイアキャット

第4回アルテミスの優勝者。14歳。なんにでも首を突っ込みたがる自由奔放な性格で、勝ち気で相手を翻弄するしたたかさを併せ持つ。トマトジュースが好物。
女性ではあるが、金髪のロングヘアを仕舞い込んでいるキャップ帽、ネクタイ、半ズボンといったボーイッシュな服装と、「俺」という一人称など少年らしい言葉遣いで喋ることから、山野バンや大空ヒロたちには当初男性だと思われていた。オタクロスに美少女の声援を求められた際、真っ先に声を上げ、その声援を「可愛くない」と切り捨てられ怒るなど、自身が女性であるという意識はある模様。
オメガダインにスレイブ・プレイヤーにされて以降、NICSと合流してバンたちと行動を共にするようになる。LBXプレイヤーとしての実力は高く、愛機ヴァンパイアキャットは弟のタケルが製作したLBXである。
風摩キリト（かざま キリト）
声 - 平川大輔
- LBX：デクーOZ、ジョーカー・キリトカスタム、ハカイオー・キリトカスタム、フェンリル・フレア

オメガダインのテストプレイヤーの青年。囚人服のような横縞の服を着ており、コーラを愛飲する。在住地はA国Lシティで、恋人のエイミーもA国人だったが事故死している。自分がデートに遅刻したせいでエイミーが事故に遭ったと気に病んでいる。オメガダインのことはAI開発のために利用しているだけで、NICSとディテクターの戦いにも興味はなく、エイミーのAIを完成させるためにただ強いプレイヤーを求めており、バンたちに執拗にバトルを挑んでくる。
使用するLBXはワンオフ機でなく、一般機をチューンナップすることを好み、LBXを3体同時に操作できる実力も持つ。『ミゼル編』からはバンたちの仲間として、プレイヤーキャラクターに加わる。

#### NICSとその関係者
NICSと関係の深いA国人やNICSの協力者についてもここで述べる。
オーウェン・カイオス
声 - てらそままさき
次世代国際宇宙局「NICS」の長官。ジェシカ・カイオスの父親で、誠実実直な性格。A国NシティのNICS本部からディテクターやオメガダインの動向を探り、山野バンたちと協力して、事件を防ぐため彼等に指示を出す。
クラウディア・レネトン
声 - 寺内よりえ
2050年に当選、就任一年目になるA国の女性大統領。数々のLBX事件を解決してきたNICS及び山野バンたちに信頼を寄せている。テロリストの脅しにも屈しない姿勢をとる一方で、軍縮も進めている。
大空遥（おおぞら はるか）
声 - 遠藤綾
大空ヒロの母親で、人工知能の世界的権威とされる科学者。知的好奇心が旺盛な性格で、ヒロには自分の職業を英国の「次世代テクノロジー研究所」の研究者だと言っていたが、実際は科学者としての興味から人工知能アダム・イブを研究開発し、オメガダインの悪事を知った上で協力していた。ヒロと同様の集中能力を発揮している場面がみられたこともあるが、本人はヒロの能力については知らなかったようである。
コブラ
声 - 佐藤健輔
山野淳一郎の元から派遣されたエージェントの男の1人。「コブラ」とはコードネームで、本名は明かされていない。マングースとは同じエージェント同士だが反りが悪く、コブラは山野バンたちと行動を共にすることが多い一方、マングースは大抵別行動を取っている。
マングース
声 - 浪川大輔
山野淳一郎の元から派遣されたエージェントの男の1人。「マングース」とはコードネームで、本名は「早乙女（さおとめ）」。
ジャック・ジェラート
声 - 祐仙勇
- LBX：プロト・I

A国のLBX実験部隊「ファイアースウィーツ」の隊長で、階級は中尉。LBXの操作テクニックは高く、LBXの性能もあり山野バンたちからの攻撃を一時は防ぎ、三人相手に優位に立った。ガーダインの悪事を知ってからは、バン達に協力する。
メタモ
『ダンボール戦機』シリーズの各エリアに存在する自立稼働型ロボット。白くて丸いフォルムをしており、浮遊しながら様々な場所に移動し、LBXバトルの結果などを記録する。人工知能が搭載されており「メタモ！〜するモ！」といった口調で話す。神谷重工が格安で受注生産しており、その安さから神谷を怪しんでいるものもいる。また、ダンジョンなどで何度か出くわす警備ロボットもこのメタモとほぼ同系統のフォルムをしている。バンからはLBXの宣伝マスコットと思われていた。
ゲームプレイ上ではセーブポイントとなり、バトルやストーリーのデータのセーブの他に、通信対戦やパスワード入力によるLBXの入手などができ、またプレイヤーは再プレイする際にセーブしたメタモが存在する場所から始める事になる。アニメには未登場。
メタモR
声 - 渡辺明乃
『W』でダックシャトルを操縦するメタモ。操縦の他にも機内の整備・調整などを行っている。一般的なメタモと異なり、ダックシャトルを操縦するためのパイロットシステムが搭載されており、そのためか胴体部分には両腕が付いていて、青いラインと自身の名称と同じ「R」の文字が入っている。AIはオタクロスによって製作・搭載されており、人工知能の権威である遥ですら感服するほどの知能レベルを持つ。普段はコクピットに固定されたような形態でダックシャトルを任されているが、コクピットから離れて他のメタモと同様に単独で活動する事も可能。
メタモS
ダックシャトル等でLBXのメンテナンスとショップを担当するメタモ。必要な料金の支払いに応じて買い物とLBXのメンテナンスを承ってくれる。メタモRと同じく胴体部分には両腕が伸びていて、オレンジ色のラインと自身の名称と同じ「S」の文字が入っている。アニメには未登場。

#### オメガダインによる事件の関係者
アルフェルド・ガーダイン
声 - 相沢まさき
- LBX：ゼウス

A国副大統領。テロ組織に対抗するためとして、大統領のクラウディア・レネトンに軍拡をたびたび進言する。政界入りする前の青年時代は軍人だった。政治家だった父が当時の大統領によって汚職の濡れ衣を着せられたことから、自らは「正しい政治」のために強大な権力を志向し、人工衛星「パラダイス」による世界征服を企んでいる。A国の国防基地をガーダイン一派の拠点としており、基地司令もガーダインに与する同志となっている。
アラン・ウォーゼン
声 - 土師孝也
LBX管理機構「オメガダイン」の総帥で、敵対するディテクターの動向を独自に探っていた男。アルフェルド・ガーダインの手先であり、LBXやパラダイスを使い世界征服を企んでいた。しかし、オメガダインの悪事がNICSらに露呈したことで、オメガダインとガーダインの関係が知られないように、ビショップにより暗殺される。
Dr.マミー / 檜山真実（ひやま まみ）
声 - 東地宏樹（Dr.マミー）、芝原チヤコ（檜山真実）
- LBX：ゼウス

オメガダインでキラードロイドの開発を行っている科学者。マミー（ミイラ）のように全身を包帯で覆い、電動車椅子に乗り、かすれ声で無感情な片言でしゃべる。その正体は、檜山蓮の妹の檜山真実であり、アラン・ウォーゼンの部下やアルフェルド・ガーダインの仲間としての振る舞いは偽装で、兄が実現させられなかったテロ活動の完遂を狙っていた。
ビショップ
声 - 浪川大輔
- LBX：オリオン（ゲーム版のみ）

アラン・ウォーゼンの右腕の男。しかし、実際はウォーゼンを監視するためにアルフェルド・ガーダインが送り込んだスパイである。ウォーゼンを見限って暗殺した後、ガーダインの下に戻る。
ミゼル
声 - 山本泰輔
- LBX：ベクター、ベクターがゴーストジャックしたLBX、オーレギオン → ミゼルオーレギオン

『ミゼル編』から登場した謎の少年。その正体はアダムとイブが送りだしたウィルスプログラムであり、少年の身体はオメガダインが極秘開発していたアンドロイドである。通常は人間の姿をしているが、山野バンたちとの対面時などには全身がライトグリーンの光を帯びて発光し、宇宙人のような姿へと変化する。CCMを介さずにLBXのコントロールを行うことができる。

#### 主人公たちの関係者 (W)
花咲大門（はなさき だいもん）
声 - 広瀬正志
花咲ランの祖父で「花咲流真拳空手」の頭目。ランを次期師範と称するなど高く評価しており、ディテクターとの戦いに挑む確固たる覚悟があることを理解すると、「修行とは道場のみにて行うものにあらず」と告げて快く送り出した。
ユキ
声 - 藤東知夏
- LBX：ウォーリアー

花咲ランの親友でLBXプレイヤーの少女。ランとは対照的に生真面目な性格で、彼女の大雑把な言動を嗜めている。ランキングバトルでは87位にランクインし、呼び出しバトルでも戦うことができる。
M・ゴジョー
声 - 佐々木誠二
- LBX：シン・エジプト

クリスターイングラム社のテストプレイヤー。エジプトのブレインジャックで大空ヒロたちと共闘した後、一時スレイブ・プレイヤーにされるも、正気に戻った後は再び共闘する。当初は、自分の口で話さずにLBXを介して発言していたが、打ち解けた後は直接話すようになった。『イナズマイレブン』に登場する「五条勝」に似た容姿である。

#### 大会関係者 (W)
マダム・ブルホーン
声 - さとうあい
ルール無用のLBX大会「アングラテキサス」の主催者。豊満な女性。
マスタング・マックス
声 - 武虎
- LBX：ブルド

アングラテキサス第1試合のジェシカの対戦相手。警官のような恰好をしており、相手が気に入らない言動をとるたびにそれをカウントしヒートアップする。通常5発のところを200発撃てるように改造したショットガンでジェシカを追い詰めた。
ハリー・キャラバン
声 - 佐藤美一
- LBX：カブト

アングラテキサス第2試合のランの対戦相手。ジャージ姿で覆面を被っている。偉そうな態度を取っているが、実際は極度のマザーコンプレックスで、最終的にランのミネルバに敗北し号泣して母親に慰められていた。
ビリー・スタリオン
声 - 三木眞一郎
- LBX：ジョーカー

前回のアングラテキサス優勝者で今回も優勝候補。通称早撃ちビリー。女性に特に人気がありジェシカもビリーが気になっているが、当の本人はLBXバトル一筋で異性に興味は無いようである。
青く塗装したジョーカーのカスタム機に拳銃「スナップリボルバー」を二丁装備させている。
オタゴールド / オタシルバー
声 - 三宅健太（オタゴールド） / 渡辺明乃（オタシルバー）
- LBX：ビビンバードゴールド（オタゴールド） / ビビンバードシルバー、スレイブ状態：ビビンバードカオス（オタシルバー）

A国在住のオタクロスの弟子で、オタゴールドは黒人男性、オタシルバーは白人女性。オタレッドと3人でチーム「オタレンジャーZ」を組み、第4回アルテミスに参戦する。　
チャールズ / ロバート
声 - 水谷直樹（チャールズ）/ 吉開清人（ロバート）
- LBX：グラディエーター（チャールズ）/ タイタン（ロバート）

第4回アルテミスに出場した古城アスカの予選第1試合の対戦相手。公式戦37連勝中で、優勝候補と注目されている。
ウィルソン / スティラー
- LBX：ムシャ（ウィルソン）/ アヌビス（スティラー）

第4回アルテミスに出場したA国LBXリーグチャンピオンの2人組。トーナメントCブロック準決勝にて郷田・仙道チームと対戦した。
チーム・アレキサンダーシスターズ
- LBX：クイーン（ブレンダ）/ アマゾネス（ジャスミン）

第4回アルテミス出場チームで、姉ブレンダ・アレキサンダー（声 - 川﨑芽衣子）と妹ジャスミン・アレキサンダー（声 - 安済知佳）の姉妹2人組。中南米LBX選手権優勝者で、「カリブの赤いハリケーン」の異名をもつ実力者。使用するクイーンとアマゾネスは赤く塗装されている。呼び出しバトルでも戦うことができる。
チーム・テリブル - ボビィ/ オコチャ / アンディ
声 - 浪川大輔（ボビィ）/ 広瀬有香（オコチャ）/ 星野貴紀（アンディ）
- LBX：ブルド（ボビィ）/ ブルド改（オコチャ、アンディ）

第4回アルテミスに出場したワールドブルドカップチャンピオンのチーム。DブロックにてオタレンジャーZとバトルを行った。
シャーリー
声 - 足立友
- LBX：クノイチ

BCエクストラズに「センシガール」のコスプレで参加した女性で、『宇宙英雄センシマン』の台詞を完璧に把握しているセンシマンマニア。当初はアリスと出場する予定であったが、急遽ペアを変更し、意気投合したヒロと「宇宙英雄センシマン」チームを組むことになり、この時にヒロとは即席ペアとは思えないほどのコンビネーションを見せる。ゲームには未登場。
アリス
声 - hie
- LBX：グレイメイド

BCエクストラズに「コズミックプリティ レイナ」のコスプレで参加した小柄な少女。当初はシャーリーと組むはずであったが、シャーリーがヒロと組んでしまったため、同じく余ってしまったユウヤと共に「地獄の復讐軍団」チームを結成した。2つのノート『許さないですノート』と『可愛いんですノート』を常時携行しており、前者は「アリスを傷つけた人の名前を書くと天罰が落ちる」らしく、後者はコスプレのアイデアを書きためている。LBXバトルでは普段からシャーリーの援護を担当しており、あまり得意ではないが、チーム『O・T・A』戦で彼女の叱咤により徐々に積極性が増し、決勝でリベンジを果たしている。得意なのはコスプレ衣装を仕立てることで、パートナーのシャーリーからもっぱら頼られているほか、準決勝から決勝開始までの隙間時間でユウヤ用のリュウビのコスチュームをあつらえてみせた。ゲームには未登場だが、彼女のコスプレするコズミックプリティ レイナが『W』でのランキングバトルに登場する。また、コスプレでない普段着は自身の名前と同じ『不思議の国のアリス』のような衣装である。
マジカルシスターブラザーズ - ベア / モーガン
声 - 佐藤健輔（ベア）/ 高口公介（モーガン）
- LBX：ブルド改（ベア）/ ブルド（モーガン）

BCエクストラスに魔法少女のコスプレで出場した中年男性2人組のチーム。バトルではAブロック第四試合で宇宙英雄センシマンチームとバトル。LBXの斧やランチャー等の武器攻撃で「マジカルスティック」や「センチメンタルハーモニー」と言った魔法少女風の技名を付ける。コスプレに興味は無く、ただ単に優勝賞品のマイスターX3だけが狙いで出場した。その為会場からはブーイングの嵐を受けた上、ヒロの逆鱗に触れ、そのままヒロとシャーリーの連携攻撃によって倒された。ゲームには未登場。
黄昏の竜騎士チーム - ボブ / サム
- LBX：カブト（ボブ）/ ウォーリアー（サム）

BCエクストラスBブロック第一試合にて地獄の復讐軍団チームとバトルしたチーム。バトル当初は優勢だったが、アリスのグレイメイドのロデオライフルを借りたユウヤのリュウビが駆動部を撃ち抜いた事で転倒し形勢逆転。そしてそのままリュウビの必殺ファンクションで2機同時にブレイクオーバーとなった。ゲームには未登場。

## 登場メカニック
以下の設定などは、原作であるゲーム版での設定を中心に記している。アニメオリジナル設定などはその旨を断ることにする。
ゲーム内には「LBX図鑑」が存在しているがかなり簡素であり、プラモデルや公式ファンブック、TCGのフレーバーテキストなどに載るまで詳細な設定が不明なLBXが多い。また、一部の関連書籍ではメーカー名が異なっていることがあるが、ここではゲーム内のショップなどで確認できるメーカーを優先している。

### LBX

#### 企業・団体

##### タイニーオービット
日本の玩具メーカー。以下「TO社」と略する。
アキレス
山野バン専用の騎士型LBX。ナイトフレーム。古代ギリシャの騎士の兜のような鶏冠やマントが特徴。コアスケルトン「AX-00」が、謎の人物「J」（山野博士）が設計し、タイニーオービットが開発したアーマーフレームを装着した姿。キタジマ模型店を経由してバンの元に渡り、以後バンの愛機となる。
LBXの設計思想を超越した一種のアートと呼べる機体であり、従来機とは一線を画する性能を持つ。ゲーム版で配信されたクエストでは、ヘッドパーツには変型機構を盛り込もうとした形跡があることが判明した。基本装備は長柄のランス「アキレスランス」と、盾「アキレスシールド」。
ほかにも一時的にハカイオーの右腕を装備したり、森上ケイタから譲り受けた水月棍やアサルトAR3などのさまざまな武器を扱っている。
特殊モードとして「Vモード」が搭載されており（正確にはAX-00の機能）、発動後はCCMが変形してLBXが金色に輝き、パワーや反応速度が大幅にアップする。当初は制御不能の暴走モードだったが、LBXパンドラにプログラムをもらったことで、制御可能なアドバンスドVモードとなった。その正体は、フェアリーに搭載されている自律制御プログラムのテストプログラムであった。
第3回アルテミス決勝ではエンペラーM2の自爆攻撃により大破してしまい、それ以降バンはオーディーンを使用している。
アキレスタンク
タンク型のアキレス。パンツァーフレーム。アキレスの設計段階で生み出された幻の試作機で、火力と装甲に優れる。基本装備は武器腕「アキレスタンクアーム」。
アキレスII
アキレスの改良型のLBX。ナイトフレーム。通常プレイではゲーム内に登場しないDLC専用機体。基本装備は槍「アトラスランス」と、盾「アトラスシールド」（LBX烈伝では、槍「ツインパイルランス」と盾「フレイムディフェンダー」に変更されている。）。
LBX烈伝ではタイニーオービットの技術の粋を集めて作られた最高傑作である。マントは放熱を兼ねた可変型の防御装置になり、頭部はアキレスD9やオーディーンMk-2のセンサーが用いられた。そのため、改修機と言うよりも新造機に近い機体になった。
アキレスIIカスタム
エンペラーM5とディ・レギウディアとの戦いで破損したアキレスIIをオーディーンMk-2の部品やアーマーフレームを組み込んで強化した形態。
背面にオーディーンMk-2の腕を除く上半身で構成された飛行ユニットを取り付けた事で単体での飛行を可能にし、音速に近いスピードを出せるようになった。基本装備の槍「ツインパイルランス」、盾「ネオビームガーター」だが、ツインパイルランスにはリストレイヤーのビーム機構を取り込み、打撃と斬撃の双方が可能。
アキレス・ディード
市販用として開発されたアキレス。ナイトフレーム。バンの使ったアキレスの「製品版量産型」であるが、劇中に登場し稼働しているのは、ディテクター事件の発端となった1機のみである。黒いカラーリングと各所に増設されたバーニアが特徴で、より機械的な外観となった。
基本性能はアキレスと同等だが、より操作性やカスタマイズが扱いやすくなっているほか、小型ノズルにより短時間の飛行も可能。さらに、機体性能を向上させる「デモニックモード」を搭載している。基本装備は片手銃「ダークシューター」と、盾「ダークシールド」。盾自体、オーディーンのグングニルにも耐える防御力を持つ。
TO社の新たな主力商品として大々的に売り出される予定であったが、ディテクターのブレインジャックにより操られ、彼らのコントロールするLBXの指揮官的な存在となってバン達の行く先々で暗躍する。基本性能はアキレスと同等とされているが、ブレインジャック後はオーディーンを圧倒する力を発揮している。
ディテクターの実態が発覚した後は、カズの専用機となっている。
アキレス・ディードカスタム
LBX烈伝にて、アラタの使用するアキレス・ディードを元にドットブラスライザーのコアスケルトン、アキレスD9のアーマーフレームを使用して改修したLBX。サクヤの「常にコントロールポッドで行うわけではない」という意見に基づき、コントロールポッドでの操作に最適化されたドットブラスライザーではなく、アキレス・ディードのCCMによる操作性を基準としている。ドットフェニックスは完全な追加装甲扱いになっている。
アキレス・ディード本体には「ルミナスシューター」が装備されており、劇中ではそのまま槍として使用している。ドットフェニックスにはアキレスD9のソードビットが追加されている。
暗黒騎士アキレス
ジンのジ・エンペラーをイメージしたカラーのアキレス。ナイトフレーム。『無印』では通信対戦で100回勝利するとショップに追加される。このLBXを揃えることで、槍系の必殺ファンクション「グロリアスレイ」を使用できるようになる。

アマゾネス
華麗に戦場を駆ける女戦士型LBX。ストライダーフレーム。そのフォルムから女性の人気が高い。クノイチに対抗して開発された製品で、ナノハニカム装甲により耐久力はクノイチに勝る。市販品は黄色だが、三影ミカが使用する機体は青色に、ジャスミンが使用する機体は赤色に塗装されている。基本装備は槍「パルチザン」と、小形の盾「ハードバックラー」。
ウォーリアー
スタンダードな戦士型LBX。ナイトフレーム。入門用LBXとされ、扱いやすさから愛好者は多い。バランスのとれた性能を持つ。用語解説の代表機体として登場が多い。カズヤ専用ウォーリアーは、暗めの緑に塗装されている。基本装備は「ブロードソード」と、盾「ライトバックラー」。
ウォーリアーSP
迷彩柄のウォーリアー。別名、青島カズヤスペシャルとも呼ばれており、通常プレイでは登場しないパスワード専用機体。

オーディーン
山野バン専用の可変型LBX。ナイトフレーム。アキレスの後継機で、LBX史上初の飛行形態への変形機構を持つ。また、機体性能を大幅に向上させるXモード（エクストリーム モード）を搭載している。
山野博士がプラチナカプセルに隠していた設計図を元に、コアスケルトンVX-13と共にTO社で製造された。
飛行形態に変形して相手に猛スピードで突撃する専用必殺ファンクション「JETストライカー」を持つ。基本装備は柄の両端にビーム状の刃を持つ双槍「リタリエイター」。終盤以降は盾「ビームガーター」も同時に装備していることが多い。
聖騎士オーディーン
アキレスカラーリングのオーディーン。
クイーン
ホバーを装備した女性型LBX。脚部はパンツァーフレームだが、上半身はストライダーフレーム。ホバーの採用により、地形対応力と高機動の両立を実現している。
市販品はボディのラインが青だが、リコ専用機はラインが赤く塗装されている。基本装備はハンドガン「クイーンズハート」と、スカート状のホバーユニットに装備された「グレイスミサイル」。
『W』では、従来はストライダーフレームだった上半身もパンツァーフレームに設定変更されている（重量や耐久力の値がパンツァー準拠になっている。外観はストライダーのまま）。
『WARS』では、全身がパンツァーフレームだったのが廃されて上半身がストライダーフレーム、下半身がナイトフレームに設定変更されている。
クイーン.LBX
全体が青みがかったクイーン。主題歌を歌うLittle Blue boXをイメージしたLBXで、パスワードを入力することでショップに追加される。

グラディエーター
マッシブな戦士型LBX。ウォーリアーの後継機ながらブロウラーフレームに変更され、バランスの良さと耐久力を併せ持っている。北島店長の機体はカスタマイズが行き届いており、性能は高い。基本装備は剣「グラディウス」と、盾「ラウンドシールド」。
サウラス
恐竜をモチーフとしたLBX。ブロウラーフレーム。ヘッドパーツだけではなく、ボディとレッグにも恐竜の顔がデザインされた機体。元々はヴァンパイアキャット同様、コロコロコミックで募集された読者考案LBX。基本装備は剣「レックスベルセルク」。
サラマンダー
火竜をモチーフとしたLBX。ブロウラーフレーム。フォルムは人気だが、扱いは難しい。基本装備は「メタルナックル」。
Gレックス
レックスこと檜山蓮専用LBX。ブロウラーフレーム。サラマンダーを元に大幅なチューンナップが施された機体。基本装備は「バーンナックル」。
レックス専用機だったはずだが、『W』では色違いも登場している。アルテミス2051の会場内売店でオタクロスが大人買いしていた。
破壊王G-LEX（はかいおうジーレックス）
郷田のハカイオーをイメージしたカラーのGレックス。ブロウラーフレーム。ゲームでは、呼び出しバトルで全勝すると店頭に並ぶようになる。
ジョーカー
トランプの「ジョーカー」をモチーフとしたLBX。ストライダーフレーム。クセが強く扱いにくい機体とされる。市販品は白を基調としているが、仙道は黒く塗装したカスタム機を、ビリーは反応速度を極限まで向上させた青色のカスタム機を使用している。基本装備は、大型の鎌「ジョーカーズソウル」。
ジョーカーMk-2
仙道ダイキ専用のLBX。ストライダーフレーム。仙道がアルテミスのために用意したジョーカーのカスタム機で、カラーリングが赤くなったほか、ヘッドパーツのデザインが変更されている。アニメ版ではディテクター仕様の機体もあり、カラーリングは灰色。基本装備は、「ジョーカーズソウル」。
ジョーカーX
ジョーカーの後継機。ストライダーフレーム。ジョーカーの性能を全体的に向上させ、デザイン性も追求したLBX。
市販品は薄紫色を基調としているが、仙道の機体は自ら愛用してきたジョーカーやジョーカーMk-2を意識した黒と赤を基調とした塗装が施されている。基本装備は、大型の鎌「呪怨Sスラッシャー」。

ズール
戦士型のLBX。ナイトフレーム。TO社に買収された企業がかつて製造していたLBXで、LBXが禁止される以前から存在している旧型だが、愛好者は多い。基本装備は、螺旋状に溝が掘られた槍「スパイクランス」。
ソルジャー
騎士型のLBX。ナイトフレーム。ウォーリアーのアドバンスドモデルで、次世代型LBXの基準となるバランスのとれた高性能な機体。基本装備は「煌剣オーラブレード」と、盾「オーラバックラー」。
ドリュー
アメフト選手をモチーフにしたLBX。ブロウラーフレーム。球状の装甲でダメージを軽減する。基本装備は、ナックル「ラグナナックル」。
ナイトメア
仙道ダイキ専用LBX。ストライダーフレーム。その名のとおり、「悪夢」のようなイリュージョン攻撃で相手を圧倒する。
ジョーカーの後継機として開発され市販前に先行量産機として1機のみ製造されたが、何者かに持ち出され行方不明に。その後、仙道の手に渡った経緯は不明である。基本装備は大型の杖「ナイトメアズソウル」。
ハンター
青島カズヤ専用の狼型LBX。ワイルドフレーム。アキレスと同様、「J」の設計図をもとにTO社が製造した。
ほぼ同時期にロールアウトしたアサシンと同じく長距離射撃を得意としており、従来のLBXよりもより高精度のセンサーを組み込んでいる。「長距離センサー、光学補正ジャイロ、弾道予測プログラム搭載」という高度な射撃管制システムを誇り、本物の狙撃手の任務をおこなえるほど。LBX本体の機動性も高められており、長距離射撃機でありながら俊敏な動きを得意とする。基本装備はハンターの性能に合わせて設計された狙撃銃「ハンターライフル」と、背中に装備された「スティンガーミサイル」。
ハンターII
ハンターの強化版。ワイルドフレーム。ハンターの攻撃性能を徹底的に追及してカスタマイズした機体。背中のミサイルやビットの個数が従来よりも増えている。基本装備は、両手銃「ストライクライフル」。

パンドラ
宇崎悠介専用の白いLBX。ストライダーフレーム。元々は同社の試作機で、クノイチを凌駕する機動力を有するほか、指向性電磁パルスによる電子攻撃能力を持つ。後にアミの手に渡りさらなるカスタマイズが加えられ「新型パンドラ」となり、ボディも赤く塗り替えられた。『W』ではアミがディテクターに拉致される際に破壊されたが、彼女の復帰時に新たな機体（カラーリングは初期状態のまま）が渡されている。基本装備は、ダガー「ホープ・エッジ」。
シャルナック
パンドラのデータを元に量産化した高機動型LBX。ストライダーフレーム。全体的に暗い配色になり、大型化された腰部のブースターが目立つ。基本装備は、ナックル「ラグナニードル」。

フェンリル
カズヤ専用の狼のような姿をした狙撃型LBX。ハンターの後継機。ワイルドフレーム。山野博士が設計したデータをもとにTO社が製造した。機動力が特に向上しており、大型の狙撃銃を担いだまま狙撃ポイントまで素早く移動できる。風摩キリトもTO社のテストプレイヤーとなる報酬の前渡しとしてこの機体を受け取っており、後にこれをカスタマイズして「フェンリルフレア」となる。『ゲーム版』のWではスティンガーミサイルが使用可能であり、同型のフェンリルフレアも搭載している。基本装備は、狙撃銃「ドミニオンライフル」。
ホーネット
ホバー型のLBX。脚部はパンツァーフレームで上半身はストライダーフレーム。その名のとおりハチをイメージしたデザイン。クイーンの技術をもとに、さらに安定性が向上している。宇崎拓也は兄、悠介のパンドラと同じ白とライトグリーンに塗装された専用機を使用している。基本装備は、マシンガン「インペリアルハート」。
『W』では、従来はストライダーフレームだった上半身もパンツァーフレームに設定変更されている（重量や耐久力の値がパンツァー準拠になっている。外観はストライダーのまま）。
『WARS』では、全身がパンツァーフレームだったのが廃されて上半身がストライダーフレーム、下半身がナイトフレームに設定変更されている。

##### 神谷重工
日本の総合重機メーカー。
アサシン
特殊任務用LBX。ワイルドフレーム。財前総理暗殺計画に臨み神谷重工が完成させた最新鋭機であり、「暗殺用LBX」と称される。優れた隠密性、長距離狙撃能力、デクーを凌駕する接近戦闘力、計画失敗時の自爆機能など、多様な能力を持つ。
主にイノベーター「青の部隊」で運用されており、財前総理の暗殺の際にも使用された。基本装備は狙撃銃「イグゼキューショナー」。対人殺傷はもとより、実物の自動車を破壊、爆発させるほどの攻撃力を有する。
インビット
警備用の自律型LBX。ワイルドフレーム。人間が直接警備することのできない狭い空間の監視用LBXで、無人で活動する。AIで設定された条件に基づいて行動し、狭い空間での警備監視作業や、CCMでの操作が難しい遠距離での攻撃行為などに優れる。
装甲は特殊合金製で銃弾をも跳ね返すほど強固であるが、自律型というだけにセンサー類を破壊されると無力化されるという欠点を持つ。アニメ版ではセンサーに装甲と同じ材質のシャッターを組み込んだ改良型も登場した。ゲームではロシウス、クルセイドで色を塗り替えた機体が確認されている。基本装備は武器腕「インビットアーム」。
バーサーカー
インビットの発展型。ワイルドフレーム。腕は武器腕ではなくなった。名前のとおり、高い攻撃力を誇る。基本装備は、戦斧「ラグナアックス」。

エジプト
特殊任務用のワンオフ機。ナイトフレーム。プレイヤーを持たない状態で目の前の人間の意識を奪う催眠機能を持つ。タイニーオービット社のウォーリアの3倍のパワーを持つという。砂漠ジオラマを得意とする。基本装備は、彎刀「ナイルブレード」。
アヌビス
イノベーター専用LBX。ナイトフレーム。エジプトの量産機で、催眠機能はないが基本性能は向上している。基本装備は、彎刀「ファラオブレード」。
シン・エジプト
クリスターイングラム社のテストプレイヤー=M・ゴジョー専用LBX。独自に発声機能が付加されている。ピラミッドを模した頭部など、よりエジプト色を濃くした外観になっている。基本装備は、2枚刃のショーテル「スフィンクスブレード」。

カイザ
高性能自律型LBX。AX-00の量産型で、開発コードは「AX-02」。AX-00から発展する過程で、フレームがナイトフレームからストライダーフレームに変更されている。学習能力を持つAIが搭載されており、戦闘経験を積むことで性能が向上する。黒いボディと桃色のビームウイングが特徴。基本装備は、紫色のビーム状のエネルギーで出来た刃を持つサーベル「インペリアルブレード」。
月光丸（げっこうまる）
海道義光専用の武将型LBX。ナイトフレーム。神谷重工の技術の粋を集めた強力な機体で、後に製作されたLBXにも引けをとらない非常に高い性能を誇る。基本装備は刀「ムラマサ」。
ゲンブ
四聖獣である玄武の名を冠するLBXで、その力は未知数。パンツァーフレーム。濃緑色のボディに存在感のある肩と脚部のホバーユニットが特徴のLBX。通常プレイでは登場しないDLC専用機体だが、クエストBBSで一回だけ登場する。基本装備は自身と同名の両手銃「四聖獣ゲンブ」。
サイクロプス
サイとサイクロプスをイメージしたLBX。ワイルドフレーム。頭の巨大な角と、尻尾の鉄球が特徴。「一つ目の巨人」の名を持つマッチョな機体。基本装備は、ハンマー「サイクロプスハンマー」。
ジェネラル
八神英二専用の将校型LBX。ブロウラーフレーム。デクーの上位機として極秘に開発された。非常に高い性能を誇るだけに扱えるものが少ない。センサー系の精度が高く、デクーとは比較にならないほどの厚い装甲と脚部のブースターによる機動力を併せ持っており、非常に優秀な長距離狙撃能力だけでなく、格闘戦も得意としている。基本装備は両手銃「アーチャーライフル」と、「05」の数字が記された盾「ジェネラルシールド」。アニメではイノベーター事件後、デクー、マスターコマンド、デクーエース等神谷重工のイノベーター用LBXは大半が市販化されたが、このジェネラルは出回っていない。
アーミージェネラル
カズ専用ウォーリアーをイメージしたカラーのジェネラル。ブロウラーフレーム。迷彩塗装が施されている。『無印』ではDLCを除く全てのLBX、ウェポン、盾を揃えるとショップに追加される。このLBXを揃えることで、片手銃系の必殺ファンクション「メガショットシェル」が使用できるようになる。

ジ・エンペラー
海道ジン専用の騎士型LBX。ナイトフレーム。ほとんどのLBXを数秒以内に撃破するほどの圧倒的な戦闘能力を持つ。
デクー、デクー改といった汎用機のデータを元に、神谷重工が総力を挙げて作り上げた一点物のLBX。技術試験的な意味合いも含まれており、通信系、駆動系などを含め、全体が最新鋭の設計となっている。基本装備は大型鍵鎚「ティターニア」。
エンペラーM2
ジ・エンペラーの改良型。外観に変化はないがCPUが最高級のものに変更されており、総合的に性能が上昇している。
基本装備は多連装ミサイルを内蔵したハンマー「エンペラーランチャー」。ジン当人にも知られていない自律稼動自爆プログラム「デストロイ」を内蔵している。
エンペラーM3
エンペラーM2を更に強化したLBX。ナイトフレーム。設計思想こそ引き継がれているものの、外観はジ・エンペラーおよびエンペラーM2とは大きく異なる。
通常プレイでは登場しないDLC専用機体の一つ。基本装備はエンペラーランチャーを強化したハンマー「ゴッドランチャー」。
LBX烈伝ではエンペラーM5の前身として旧神谷重工から設計図がサルベージされた。スタンフィールインゴットやコマンド解析システムは搭載されていないがエンペラーM5と互角に戦える性能を持っている。エンペラーM5の暴走後に神谷コウスケが開発し、海道ジンに手渡された。基本装備は「ティターニア」。
エンペラーM3カスタム
エンペラーM5とディ・レギウディアとの戦いで破損したエンペラーM3にマグナオルタスを組み込んで改修したLBX。
加速力に優れたデュアルアクセラレイターを搭載できるマグナオルタスを組み込む事で、エンペラーM5との戦いで露呈した機動力の低さを補う事に成功した。しかし、結果として安定性は低下し、その分はプレイヤーのジンの腕でカバーする事になった。カスタマイズに使われた機体は木場カゲトが予備パーツを使って製作したもので、法条ムラクが使用する機体とは別物である。武装はマグナオルタスと同様。
エンペラーM5
LBX烈伝に登場するLBX。次世代自立型LBXの開発を目指す神谷コウスケがエンペラーM3の設計図を元に作り出した。マントは二重構造になっている。上記のエンペラーシリーズと比較すると頭部と両肩の変更が著しく、プロトゼノンに近い悪魔的なデザインになっている。自立稼働のモーションには海道ジンを初めとした伝説的なプレイヤーのデータが入力されており、ある程度の入力で戦闘全てをこなせるコマンド解析システムと組み合わせる事で、更に高度の戦闘が可能になった。武装と装甲にスタンフィールインゴットが用いられており、攻撃力と防御力も飛躍的に向上した。
武装と盾を両立するMGS「シールドウェポン」が腕に装備されており、基本装備である「ティターニア」と合わせる事で「タイラントティターニア」へと強化する事が出来る。
聖騎士エンペラー
バンのアキレスをイメージしたカラーのジ・エンペラー。『無印』では、ランキングバトルで全員を倒すとショップに追加される。

ジャッジ
灰原ユウヤ専用の戦士型LBX。ナイトフレーム。ユウヤと精神を同調させる「サイコスキャニングモード」により凄まじい力を発揮するが、精神が崩壊する危険が伴う。基本装備は「ジャッジソード」と、盾「トゥループロテクター」。
「W」でも複数の量産機が登場。最新鋭機にも劣らない性能を見せている。
スザク
四聖獣である朱雀の名を冠するLBXで、その力は未知数。ストライダーフレーム。朱色のボディに光り輝く大きな翼が特徴のLBX。通常プレイでは登場しないDLC専用機体。基本装備は、自身と同名の片手銃「四聖獣スザク」。
セイリュウ
四聖獣である青龍の名を冠するLBXで、その力は未知数。ナイトフレーム。群青色のボディに、頭部から生えた尻尾や袴のような脚部が特徴のLBX。通常プレイでは登場しないDLC専用機体だが、クエストBBSで一回だけ登場する。基本装備は、自身と同名の剣「四聖獣セイリュウ」。
デクー
イノベーター専用LBX。ブロウラーフレーム。非常にバランスのとれた汎用性の高い機体で、装備を換装することも可能。基本装備は「スキャッターガン」と、「タイディシールド」。イノベーター崩壊後は市販された。
デクーエース
指揮官型デクー。ストライダーフレーム。デクーの発展型だが、ほとんど別設計となっている。ストライダーフレームによる高速戦闘が得意。基本装備は、一発の威力が高い拳銃「スナップリボルバー」。イノベーター崩壊後は市販化され、アルテミス2051の会場内売店でオタクロスが大人買いしていた。
デクー改（デクーかい）
デクーの後継機。ブロウラーフレーム。設計が全体的に見直されており、旧型デクーより大幅に性能が向上している。肩と膝にスパイクが追加されているのが外観上の特徴である。イノベーター崩壊後は市販された。基本装備は「ロケットランチャー」。
デクーカスタムC（砲戦型）
デクーのカスタムタイプ。CはCannonの意。パンツァーフレーム。右腕を武器腕「デクーキャノンアーム」、左腕を大型の盾「電磁シールド」、脚部をホバーに変更したデクー。デクーキャノンアームと電磁シールドがCPU専用装備のためか、LBX図鑑には登録されない。おもにイノベーターの施設通路内を浮遊して侵入者を追跡、攻撃する。
デクーカスタムL（軽装型）
デクーのカスタムタイプ。LはLightの意。ブロウラーフレーム。装甲を軽量化することで機動力を向上させている。現在はイノベーターの訓練用に使用されており、実戦には投入されていない。基本装備は「スキャッターガン」。
デクーカスタムR（監視型）
デクーのカスタムタイプ。RはReconnの意。ブロウラーフレーム。頭部センサーが強化されており、重要施設の警戒に使用される。武器は対物ライフルの「AMBライフル」。

トロイ
自律型のLBX。ナイトフレーム。デクーを元にした試作機で、非常に高い火力を誇る。基本装備は、ガトリング砲を装備した武器腕「デスバレル」。
初出はHIRO作画の漫画『海道ジン外伝』であり、漫画版からゲームに逆輸入された機体である。
ハーデス
冥界の神ハーデスをイメージした大型のバーチャルLBX。ブロウラーフレーム。 「ゴッドゲート」を越えた先に仕掛けられていた防衛プログラム。分裂しながらオールレンジ攻撃を仕掛ける「ディメンションΣ」や、高い威力を誇る「ワールドエンド」の二つの専用ファンクションを所持しており、高い戦闘能力と特異な行動パターンを持っているため、カズからは「チート野郎」と称された。基本装備は、錨のような形状の大鎌「ケルベロス」。CPU専用機。
ビャッコ
四聖獣である白虎の名を冠するLBXで、その力は未知数。ワイルドフレーム。雪色のボディにバイオレットの鬣が特徴のLBX。通常プレイでは登場しないDLC専用機体。基本装備は、自身と同名のナックル「四聖獣ビャッコ」。
ファルコン
鳥獣型のLBX。ワイルドフレーム。ワイルドフレームながら鳥型を採用した珍しい機体で、スピードとパワーを両立させたLBX。基本装備は、斧「神斧ファルコンヘッド」。
フェアリー
AI制御の妖精型LBX。ストライダーフレーム。AX-00の完成型で、開発コードは「AX-03」。「Vモード」が当時制御不能だったのは、このLBXの自律稼働AIのテストプログラムだったためであった。アーマーフレーム背面には、ルシファーやヴァンパイアキャットなどと同じ仕組みの浮遊ユニットが備わり、左ユニットには「AF」のマーキングがある。前頭部〜頭頂部はクリアレッドの頭蓋パーツで覆われているが、その中には黄色い球体がある。
腹部中央に超小型メガトン爆弾「ドングリ」を内蔵している。すさまじく俊敏な動作と精密な射撃能力を誇り、さらに光学迷彩により姿を消すこともできるが、行動パターンを見抜ければ勝ち目もある。それでも最新機種を複数相手にしても遜色ない。華奢で小さな姿からは想像もできないパワーを持ち、アニメ版ではフェンリルとパンドラをそれぞれたった一発のみでブレイクオーバーに追い込んでいる。基本装備は光弾を連続で射出する片手銃「ビームサブマシンガン」。
フェアリールージュ
アミ専用クノイチをイメージしたカラーのフェアリー。ボディは白からピンクに、クリアパーツで構成された部分は赤から緑に変更されている。『無印』では、クエストBBSを制覇するとショップに追加される。

マスターコマンド
イノベーター専用の自律稼働型LBX。ブロウラーフレーム。頭部から5本、背部から2本、両肘から2本の伸縮コードを接続しハッキングを行う能力を持ち、鉄道車両を乗っ取る悪事を働いた。基本装備は「キラーガトリング」。イノベーター崩壊後は市販化され、アルテミス2051の会場内売店でオタクロスが大人買いしていた。
マスターコマンド改
マスターコマンドの改良型。外観は一部のラインが緑色になった程度で、ほとんど変化はない。『W』では航空機のハッキングをおこなっていた。

ルシファー
神谷コウスケ専用LBX。ナイトフレーム。天使と悪魔、二つの顔を併せ持つ。神谷重工のノウハウとA国の最新技術が注ぎ込まれたLBX。背面の大型ブースターは常に浮遊しており、重量を負うことなく加速性能を得ることができる。ブースターとしての機能は円盤状の部分のみで、ビーム翼はこのLBXを監修した神谷コウスケの美意識により追加された。
強力な専用必殺ファンクション「セラフィックウイング」と「デビルソード」を持ち、状態異常を無効化する「セラフィックモード」を発動することができる。基本装備は剣「ヘブンズエッジ」と、盾「天帝ネメシスシールド」。

##### サイバーランス
日本のIT企業。
インセクター
昆虫がモチーフのLBX。ストライダーフレーム。昆虫の構造を応用しており、俊敏さと硬い装甲を併せ持っている。基本装備は、ドリルのような形の剣「神剣ドリルホーン」の二刀流。
オルテガ
三角形を基調としたデザインのLBX。ワイルドフレーム。処刑人を思わせる不気味な存在感が特徴だが、意外にも人気は高い。市販品は紫色だが、ジョンのオルテガは灰色に塗装されている。基本装備は、ジェット推進器つきの三角形の斧「ギガントアックス」。
クノイチ
女忍者型のLBX。ストライダーフレーム。スピードを重視した設計になっており、バトルでは機動性を生かしたヒットアンドアウェイを得意とする。
市販品は紫色だが、アミが使用する機体は徹底的にカスタマイズされており、ピンク色に塗装されている。また、呼び出しバトルで使用される北島沙希のクノイチは黄緑色に塗装されている。基本装備は、二本のクナイ状の武器「コダチ」。
クノイチ弐式
女忍者型のLBX。ストライダーフレーム。装甲強化してクノイチをさらに強く美しくドレスアップさせたLBX。
北島沙希は、黄緑色に塗装された専用のカスタム機を使用する。DLCによって手に入るアミ仕様のクノイチ弐式は、ピンク色に塗装されている。基本装備は、柄が黒色になったコダチ「クロガネノコダチ」。

ゼノン
ジン専用LBX。ナイトフレーム。プロトゼノンを最終調整した姿。機体性能を一定時間大幅に向上させるAモード（オルタナティブ モード）を搭載している。基本装備は、鍵鎚「ゼノンハルバード」。プロトゼノンに比べ全体に装飾が減って装甲形状が単純化され、飛行機能も撤去されている。
『W』の『ミゼル編』では、全世界から送られてきたデータを破壊しようと企んだミゼルの手によりバーチャルLBXとして登場しており、かつての使用者であったジンと対峙する。この際のジンの発言から、トリトーンと比べパワーはゼノンの方が勝っているらしい。
プロトゼノン
ジン専用LBX。ナイトフレーム。背面の大型ウイングに搭載された数基のブースターによる飛行が可能。基本装備は、鍵鎚型メイス「オベロン」。「店長の豆知識」によるとLBXにCPUは1つだけしか搭載されていないはずだが、このプロトゼノンの場合アニメ版では「CPUはビートルH2、デビルテイルV3、デビルホーンX搭載で、演算処理能力は通常のLBXの7倍」だとされている（ゲーム版では、これらの内デビルテイルV3はモーターの、デビルホーンXはバッテリーの名前である）。また、本機に在来型のCCMは非対応であり、サイバーランスが独自に新開発したCCMが用意されている。このCCMは操作可能半径が1kmに延伸されている。

トリトーン
ジン専用機として開発された次世代型LBX。その操作能力に対応する、ゼノン以上の高い規格外な情報処理能力を持つ。前述の機体フォルムが黒騎士に例えるなら、後述は海神王子である。特殊装備として、「粘着ジェル」を両掌に内蔵している。基本装備は、錨型のハンマー「シーホースアンカー」。ただし、インフィニティーネット内でのゼノンとのバトルでパワーはゼノンの方が高いことがわかる。
ナズー
水陸両用型のLBX。ブロウラーフレーム。海上フィールドでもマイナス補正が掛からない。市販品は茶色だが、テツオのナズーは青色に塗装されている。基本装備は、武器腕「ナズーアーム」。
ピギーバンク
桃色のナズー。テレビアニメのエンディングテーマである「僕の貯金箱」から豚の貯金箱をイメージしたLBX。パスワードを入力することでショップに並ぶようになる。基本装備は、武器腕「ピギーバンクアーム」。
リズー
ナズーの強化発展型。ブロウラーフレーム。各部のスラスターが大型化され、腕は武器腕ではなくなっている。基本装備は、単発銃「ラグナショット」。

フレイヤ
女性型のLBX。ストライダーフレーム。「戦う貴婦人」がコンセプトである。基本装備は、パラソルをイメージした槍「天槍ブラックパラソル」と市松模様の盾「ゴシックガーディアン」。
マッドドッグ
カメレオン型のLBX。ワイルドフレーム。一時的に透明状態になる必殺ファンクション「インビジブル」を持つ。市販品は青緑色だが、ギンジのマッドドッグは緑色に塗装されている。基本装備は、武器腕「マッドドッグアーム」。
マッドロブスター
ザリガニ型のLBX。ワイルドフレーム。水中での機動力を追求し、このデザインに到達した。基本装備は両手銃「ハイパーマシンガン」、武器腕「ロブスタークロー」。
ムシャ
戦士型のLBX。ナイトフレーム。AX-00入手以前のバンがキタジマ模型店で借用していた。性能だけでなく、和を意識したデザインから人気は高い。基本装備は「斬馬刀」。
カブト
武将型のLBX。ナイトフレーム。ムシャの後継機で、フォルムと性能がより洗練されている。基本装備は「カブトハンマー」。
ショウグン
武将型のLBX。ブロウラーフレーム。カブトの後継機で、その名のとおり、将軍のようなフォルムをしている。パーツ一つ一つに職人技が施されているという。基本装備は、軍配をイメージした斧「将扇：風林火山」。

##### プロメテウス
日本の自動車メーカー。
ガニメデ
ホバー型のLBX。パンツァーフレーム。頑丈さと凶悪なフォルムが特徴。ほかのパンツァーフレームと異なり、付加属性に強い耐性を持っている。基本装備は、レシーバーが上下に大きく拡張されたショットガン「SGハイバースト」の二丁拳銃。
『WARS』では、全身がパンツァーフレームだったのが廃されて全身がナイトフレームに設定変更されている。
クルセイダー
戦士型のLBX。ブロウラーフレーム。装甲の厚さを重視している。基本装備はレイピア「ラグナボルグ」、盾「ラグナアイギス」。
タイタン
タンク型のLBX。パンツァーフレーム。キャタピラとドリルというデザインから人気が高い。市販品は緑色だが、ポールのタイタンは茶色に塗装されている。基本装備は、武器腕「タイタンドリル」。
『WARS』では、全身がパンツァーフレームだったのが廃されて全身がブロウラーフレームに設定変更されている。
トゥルーパー
戦士型のLBX。ナイトフレーム。接近戦仕様であり、耐久力に優れる。プロメテウスでは珍しい二足歩行型。基本装備は、片面が平たく棘がついている巨大なハンマー「メガトンパニッシャー」。
ドミニオン
タンク型LBX。パンツァーフレーム。直線主体の無骨なデザインで、こちらも装甲重視である。基本装備は「ラグナランチャー」。
『WARS』では、全身がパンツァーフレームだったのが廃されて全身がブロウラーフレームに設定変更されている。
ハカイオー
郷田ハンゾウ専用LBX。ブロウラーフレーム。プロメテウス社が開発した一点物のLBX。本来の名前は別にあるが、容赦なく相手のLBXを破壊する姿から、いつしかハカイオーと呼ばれるようになった。
近距離戦では巨大なヘビーソード「破岩刃」によるパワーを生かした攻撃を得意とし、遠距離戦では胸部に内蔵された高威力の「我王砲（ガオーキャノン）」での砲撃による隙のない攻撃が可能。
アニメ版ではディテクターによって量産されている。カラーリングは灰色。
ハカイオー絶斗（ハカイオーぜっと）
郷田専用LBX。ブロウラーフレーム。ハカイオーの後継機で各部の性能が上昇しているほか、胸部の砲門が2つになりさらに威力がアップした「超我王砲」が最大の武器。「絶斗」とは「Z」の意味であり、ハカイオーの最終形態として名づけられた。基本装備は、チェーンソー型の剣「絶・破岩刃」。
ハカイオー王牙（ハカイオーおうが）
ハカイオーの強化型LBX。絶斗のような後継機とは異なり、こちらはハカイオーの強化発展型。カラーリングが黒と金に変更されているほか、肩に獅子の顔を模した装飾が施されている。基本装備は、破岩刃を鍛え破壊力を上げた「破山刃」。
ハカイガー
量産型ハカイオー。ブロウラーフレーム。性能は市販用に若干抑えてある。外観の変化は銀色だったパーツが黒色に変更された程度である。基本装備は同じく「破岩刃」。

ブルド
タンク型のLBX。パンツァーフレーム。走行装置に二足歩行ユニットではなく装軌式を採用しており、地形走破能力に優れるがスピードに劣る。市販品は緑色だが、リュウの機体はオレンジ色,バンが研究施設で借用した機体は群青色に近い色である。基本装備は「ブルドアックス」。
『WARS』では、全身がパンツァーフレームだったのが廃されて全身がブロウラーフレームに設定変更されている。
ブルド改
ブルドの改良型。パンツァーフレーム。ブルドよりも、よりマッシブなフォルムになっている。走行装置は装軌式ではなく4輪装輪式になったが、ファンからは賛否両論。頭部センサーはモノアイ型に変更されている。
『WARS』では、全身がパンツァーフレームだったのが廃されて全身がブロウラーフレームに設定変更されている。
市販品は青紫色だが、リュウの機体はオレンジ色。基本装備は、鉄製のハンマー「アイアンハンマー」。
究極ブルド（アルティメットブルド）
パンツァーフレームの中で最強の性能を誇るLBX。ブルドファンのブルドファンによるブルドファンの為のLBX。究極と冠するに相応しい強固な装甲と無尽蔵な体力で物理耐性も凄まじいが、火や水といった付加属性には極端なマイナス補正が掛かっている。基本装備は、特大ランチャー「フォークラスターL」。
『WARS』では、全身がパンツァーフレームだったのが廃されて全身がブロウラーフレームに設定変更されている。

##### オメガダイン
A国にあるLBXの管理機構。風摩キリトのカスタムLBXも設定上はオメガダイン製となっている。
XF-05
実戦を想定して開発されたLBX。ワイルドフレーム。各部の形状は神谷重工のインビットによく似ており、自律稼働型である点も共通する。デクーカスタムCの下半身と同型の「高機動ユニット」に換装した機体も多数存在。一方、下半身がインビットレッグのままの機体は「XF-05B」とマーキングされている。オメガダインの施設防衛のため配備されており、怪しい敵を察知すると即座にスクランブルを行う。
ウロボロス
オメガダインの「ディスティニーゲート」に侵入した外部データを排除するための撃退プログラムであるバーチャルLBX。外見はキラードロイド「ミノタウロス」と酷似しているが、頭部が蛇型に置き換えられている。ハーデスと同様の機体構造をしており、部位破壊ができない。基本装備は、中央に蛇の目の装飾が付いた丸鋸の形状をした2枚の盾「ウロボロスシールド」。腕部と兵装はワイヤー状のビームでつながっており、振り回すことで広範囲に渡って攻撃することができる。
クリムゾンエンペラー
風摩キリトのカスタムLBX。ナイトフレーム。エンペラーヘッド、プロトゼノンボディとプロトゼノンアーム、ゼノンアーム、ジャッジレッグを組み合わせており、その名の通り全身が真紅に塗装されている。使用しているアーマーフレームは全て旧世代のものだが、最上級のLBXにも匹敵する程の実力を誇り、「究極のカスタマイズ」の称号に相応しい、キリトの理念を象徴する存在となっている。
シーサーペント
水中型のLBX。ブロウラーフレーム。ジャッカルがCCM電波を洋上で中継するために使用したルーターLBX。肩や脚に装備されたハイドロジェットモーターによる推進力で、優れた水中運動性能を発揮する。神谷重工のジェネラルを元にオメガダインが製造したLBXで、胴体や腕の形状も原型機に酷似している。基本性能は下がっているが水中に特化した仕様となっている。基本装備は、潜水艦の形をした水中用多連装ランチャー「マリンランチャー」。天文台襲撃の際には、ブルド改の脚部を用いてルーターとして扱われた。
ジョーカー・キリトカスタム
風摩キリトのカスタムLBX。ストライダーフレーム。赤いジョーカーヘッド、ルシファーボディ、ナイトメアレッグに青いマスターコマンドアームを組み合わせている。基本装備はハンマー「クレセントムーン」。
ルシファーやマスターコマンドのパーツも使用されているが、データ上（重量など）は全身がストライダーフレームとなっている。キラードロイド「ワイバーン」とのテストプレイで撃破され失われたが、その後新たな機体が登場した。
ミゼル編でゴーストジャックされた後、最終決戦時にミゼルトラウザー内部に出現。
ゼウス
ガーダインとDr.マミーが最終決戦のために用意したLBX。ブロウラーフレーム。白色の装甲に幾つのもトゲ状のパーツが特徴。状況に応じて槍・剣・鎚の三つの形状に姿を変える武器「ケラブノス」を装備している。専用必殺技「GODネメシス」や特殊モード「ギガボルテックモード」を持つ。
現存する全てのLBXを凌駕する性能を持ちながら、風摩キリトから強奪した人工知能「パーフェクトブレイン」を搭載することで、LBXのひとつの完成形へと到達した機体となった。バンたちに追い詰められた際にアダムとイブに融合。アダムとイブの人工知能とパーフェクトブレインの戦闘データ、さらにキラードロイド「ペガサス」と合体し、ゼウス・デストロイモードとなる。
デクーOZ（デクーオズ）
神谷重工のデクーをベースに、風摩キリトのフルカスタマイズにより極限まで性能を高められたLBX。ブロウラーフレーム。外観上は頭部と腕部のデザインが異なるだけだが、内部構造や素材も刷新されている。「オタクロスのオタ知識」では、その真紅の塗装から「赤い乱舞」の異名を持つと解説された。基本装備は斧「OZトマホーク」と、盾「OZシールド」。
ミゼル編ではミゼルによって再生され、ミゼルトラウザー内部に出現。
ハカイオー・キリトカスタム
風摩キリトのカスタムLBX。パンツァーフレーム。ハカイオーヘッド、ハカイオーボディとタイタンドリル、タイタンレッグを組み合わせている。外見上スタイルはアンバランスだが、使用したフィールドが氷原であったことにより、無類の強さを持つ。
ミゼル編でゴーストジャックされた後、ミゼルトラウザー内部に出現。
バスター
A国のLBX実験部隊ファイヤースゥイーツが制式採用している量産機。ナイトフレーム。TO社のウォーリアーの開発データを極秘に盗用したうえで、プロト・Iのノウハウも利用している。外観は盗用元のウォーリアーとよく似ており、頭部の形状、腰部装甲形状、背中の前進翼付きブースター追加、といった点が異なる程度である。基本装備は、アキレス・ディードの「ダークシューター」と同型の片手銃「コンバットショット」。
フェンリルフレア
風摩キリトのカスタムLBX。ワイルドフレーム。宇崎拓也から贈られたフェンリルをカスタムした機体で、原型機の狙撃用途から一転、近接戦闘力が強化され赤く塗装されている。基本装備は剣「フレイムソード」と盾「ダイヤシールド」。
プロト・I（プロト・アイ）
試作型のLBX。ナイトフレーム。“高次元多関節機構”を備えており、各関節が180度回転し機敏な動きをするなど、従来のLBXでは不可能な挙動が可能。山野博士がTO社に在籍していた頃に開発していた試作機だが、従来より格段に複雑になった関節を制御する技術が足りず、実用化は見送られていた。しかし、経緯は不明だが博士のあずかり知らぬ間にオメガダインが試作機を手に入れており、A国国防基地のファイヤースウィーツ隊に配備されていた。ファイヤースウィーツ配備後も、長時間戦闘を続けると関節の制御でCPUに過負荷がかかり機能停止するという欠点が残されている。基本装備は、両手銃「アドバンスドライフル」と片手剣「コンバットナイフ」。

##### アーマー&クラウン
イギリスのLBXメーカー。
パーシヴァルF
騎士をモチーフにしたLBX。ストライダーフレーム。デザインの評価が高い。基本装備、は剣「ラグナボルグ」と盾「ラグナアイギス」。
ロビンH
弓術士型LBX。ストライダーフレーム。
K・アーサー
中世の国王をモチーフにしたLBX。ナイトフレーム。大型の背面ブースターを持ち、飛行形態に変形する能力を持つ。

##### 竜源
中国のLBXメーカー。
カンウ
歴史上の英雄の名を持つLBX。ワイルドフレーム。強烈なパワーを持つパワータイプの機体。基本装備は、薙刀「ラグナグレイブ」。
リュウビ
中華系武将型LBX。ナイトフレーム。頭部と尻尾の火炎装飾が特徴、特殊機能は付いていないがトータルバランスの良さと、その名称と相まって歴女にも人気が高い。基本装備は、長剣「武の剣」と円盾「鏡の盾」。市販品は白系のカラーリングだが、ユウヤは専用カラーに塗装したカスタム機を使用している。
ヨウキヒ
女武闘家をイメージしたLBX。ストライダーフレーム。

##### クリスター・イングラム
A国のLBXメーカー。
オリオン
戦士型のLBX。ナイトフレーム。ステルス爆撃機を模した飛行形態に変形する能力を持つ。
ケートス
海獣をイメージした水中戦重視のLBX。ワイルドフレーム。
スワン
白鳥をイメージしたLBX。ストライダーフレーム。その優雅な姿から、女性に人気があるという。

##### NICS
NICSでカスタムされたLBX。
ジャンヌD
ジェシカ・カイオス専用ガンマン型LBX。ストライダーフレーム。アーマー&クラウンのロビンHを元に大幅にカスタムされており、トキオシティのLBX暴走事件以後はMチップも外されている。専用必殺技「サイドワインダー8」は両腕に装備された8発のミサイルを同時発射する必殺ファンクション。基本装備は「スナップピストル」の二丁拳銃。

##### ディテクター
ディテクターが使用する自律型及びスレイブ・プレイヤー用のLBX。プレイヤーの本来の使用機体をベースとしている。
鬼クノイチ（おにクノイチ）
黒いカラーのクノイチ。ストライダーフレーム。アキレス・ディードやダークパンドラと共にバンたちを襲った。基本装備は「鬼クナイ」。
シャドールシファー
黒いカラーのルシファー。ナイトフレーム。スレイブ・プレイヤーとなった神谷コウスケ専用機としてディテクターが用意した。元のルシファーとは頭・肩・バックパックのデザインが異なっている。特に積載量ギリギリの大型バックパックによって、直線軌道における大幅な推進向上が図られている。前述が天使の翼に例えられるなら、こちらは悪魔の翼と言える。基本装備は、エネルギー刃をもつ剣「ヘルズエッジ」と盾「魔王クエイサーシールド」。
LBX烈伝では旧式に分類されるが、コアスケルトンをAXシリーズに変更する等のコウスケのメンテナンスもあり、2056年現在で生産されている機体にも引けを取らない。ルシファーと同様にセラフィックモードを搭載している。エンペラーM5との交戦後、クエイサーシールドに射撃機構を組み込んだ「魔王弓フィーニス」を装備している。
ダークパンドラ
ダークブルーのカラーのパンドラ。ストライダーフレーム。スレイブ・プレイヤーとなったアミが操る。元のパンドラとは肩のデザインが異なり、頭飾りに一本角がある。基本装備は三方向ダガー「デスペレイトエッジ」。
『ミゼル編』ではミゼルが放ったバーチャルLBXの1体として再登場し、イカロス・フォースに追従出来るほどの機動性を見せつけた。
ナイトメアフィアー
白いカラーのナイトメア。ストライダーフレーム。スレイブ状態の仙道が使用する。元のナイトメアとはヘッドパーツのデザインが異なり、メインカメラが省略され不気味な歯がデザインされている。基本装備はスタッフ「ディープフィアー」。必殺ファンクションは原型機から変化していない。撃破され持ち主がスレイブプレイヤーでなくなった後も、後継機として再び登場し使用されている。
ハカイオー怒愚魔（ハカイオー ドグマ）
ダークブルーのカラーのハカイオー絶斗。ブロウラーフレーム。スレイブ状態の郷田が使用。原型機とはヘッドパーツのデザインが異なり、メインカメラがスリット状になっている。基本装備として大剣「破岩刃・怒愚魔」を所持しているが、これまでのハカイオーシリーズと異なり二刀流で運用している。必殺ファンクションは原型機から変化していない。撃破され持ち主がスレイブプレイヤーでなくなった後も、後継機として再び登場し使用されている。
ハンター牙（ハンターきば）
黒いカラーのハンター。ワイルドフレーム。アキレス・ディードと共にバンたちを襲った。基本装備は狙撃銃「ファングライフル」。
ビビンバードカオス
黒いカラーのビビンバードX。ナイトフレーム。スレイブ状態のオタシルバーが使用。ヘッドパーツが元の「X」ではなく、オタシルバーの仮面とほぼ同じデザインになっている。ゲーム版ではオタゴールド以外の専用機が用意されている。基本装備は「カオスランチャー」。
フライトデクー
神谷重工のデクーにアキレス・ディードと類似する飛行能力を持たせた改修機。背中に飛行ユニットを背負い、肩と脛にバーニアが付いている。また頭部にはデクーカスタムRに似たHMD型センサーが追加されているが、左耳だけではなく両耳で懸架する方式になっている。ゲーム版『W』の劇中最序盤からアキレス・ディードに率いられて登場するが、アニメには全く登場しない。
ブラッディリボン
紅いカラーのレッドリボン。ストライダーフレーム。スレイブ状態のヤマネコが使用する。元のレッドリボンとは頭部のデザインが異なる。基本装備はレイピア「ブラッディレイピア」。撃破され持ち主がスレイブプレイヤーでなくなった後も、後継機として再び登場し使用されている。

#### 個人製作

##### アキハバラ
2050年の秋葉原は一般的にはカタカナ表記で呼ばれており、オタクロス、あるいはハッカー軍団達の拠点となっている（つまりメーカー名ではないが、便宜上このエリアに居るキャラの所有するLBXを本節に記載した）。
彼らの使用するLBXはそのほとんどがハンドメイドであり、性能は企業が開発した市販品LBXよりも高いものが多い。基本的にはほとんどのLBXが一点ものであり、デザインは一般のLBXよりもマニアック。
アポロカイザー
マスターキング専用の黄金に輝くLBX。ナイトフレーム。「太陽神」の異名を持ち、強力な必殺ファンクション「神速剣」で相手を圧倒する。基本装備は「ヒーローソード」。
グレイメイド
ハッカー軍団専用のメイド型LBX。ストライダーフレーム。高性能なCCMを使用することで、通常より遠距離からコントロールすることが可能。基本装備は、ライフル銃「アサルトSR3」。なお、「W」の時代では一般流通もされているようである。ディテクター仕様の機体もあり、カラーリングは灰色。
レッドリボン
ハッカー軍団幹部のヤマネコ仕様のLBX。グレイメイドの強化発展型で、頭部がツインテール調に変更されている。基本装備は、ライフル銃「アサルトAR5S」。
ブルーリボン
ハッカー軍団幹部のマジョラム仕様のLBX。グレイメイドの強化発展型で、頭部が両把頭調に変更されている。基本装備は、ライフル銃「アサルトAR5S」。
アニメ版ではディテクター仕様の機体もあり、カラーリングは灰色。
グリーンリボン
ハッカー軍団幹部であるグンソウ仕様のLBX。グレイメイドの強化発展型で、左目にモノクルを付けており、西洋風な出で立ち。基本装備は、ライフル銃「アサルトAR5S」。
アニメ版ではディテクター仕様の機体もあり、カラーリングは灰色。

さくら☆零号機（さくら ぜろごうき）
オタクロスがフルスクラッチしたメイド型LBX。ストライダーフレーム。オタクロスの愛情が注ぎ込まれている。
オタクロスオリジナルの機体は白とピンクを基調としたカラーリングだが、市販品は白と黄色を基調としたカラーリングに変更されている。アニメでは、オタクロスの声を借りて彼を応援する姿がある。
パーフェクトZX3（パーフェクトゼットエックススリー）
オタクロスが所持するオリジナルのZX3壱号機、ZX3弐号機、ZX3参号機が合体した大型LBX。
戦闘の際には、「Z=スプレッダー」、「Z=トマホーク」、「Z=ジャベリン」を合体させた大剣「ユニオンソード」を振るう。専用ファンクションである「超電磁ショック」は豪快なエフェクトをもち、超必殺技「メガサンダークロス」は最後の切り札として高い威力を誇る。CPU専用機体。
ZX3壱号機
オタクロスの情熱が宿るLBX。パンツァーフレーム。三体合体時、頭部を構成する。基本装備は、電気エネルギーを発生させる拳銃「Z=スプレッダー」、と盾「Z=ディフェンダー」。
『WARS』では、全身がパンツァーフレームだったのが廃されて全身がブロウラーフレームに設定変更されている。
ZX3弐号機
オタクロスの情熱が宿るLBX。ブロウラーフレーム。三体合体時、胸部、腕を構成する。基本装備は、電気エネルギーを発生させる斧「Z=トマホーク」。
ZX3参号機
オタクロスの情熱が宿るLBX。ストライダーフレーム。三体合体時、腰、脚部を構成する。基本装備は、電気エネルギーを発生させる槍「Z=ジャベリン」。
パーフェクトZX4
パーフェクトZX3の強化発展型LBXで、全体が赤や橙を基調としたカラーリングに変更されている。従来の3倍の速さと400倍の攻撃力を（オタクロスの脳内設定では）誇る。合体前のLBXが登場しないため、合体LBXであるかどうかは不明。基本装備は、ユニオンソードの強化版ともいえる大剣「ユニオンソードII」。CPU専用機体。
ビビンバードX
オタレッド（ユジン）専用の、スーパー戦隊をモチーフとした鳥型LBX。ナイトフレーム。赤いカラーリングで性能のバランスがとれたLBX。基本装備は、拳銃「ビビンバードガン」。
ビビンバードX-II
オタブルー専用のLBX。ナイトフレーム。ビビンバードXのバリエーションの一つで、カラーリングは青。水属性に強いが、火属性に弱い。
ビビンバードX-III
オタイエロー専用のLBX。ナイトフレーム。ビビンバードXのバリエーションの一つで、カラーリングは黄色。光属性に強いが、雷属性に弱い。
ビビンバードX-IV
オタピンク専用のLBX。ナイトフレーム。ビビンバードXのバリエーションの一つで、カラーリングはピンク色。火属性に強いが、水属性に弱い。
ビビンバードX-V
オタブラック専用のLBX。ナイトフレーム。ビビンバードXのバリエーションの一つで、カラーリングは黒。他のバリエーションと性能が若干異なり、水属性と雷属性に耐性を持つが、光属性に極端に弱い。
ビビンバードゴールド
オタゴールド専用のLBX。ナイトフレーム。ビビンバードXのバリエーションの一つで、カラーリングは金色。基本装備は「ビビンバードソード」。
ビビンバードシルバー
オタシルバー専用のLBX。ナイトフレーム。ビビンバードXのバリエーションの一つで、カラーリングは銀色。基本装備は「ビビンバードランチャー」。

##### 山野淳一郎製LBX
山野淳一郎が製作したオリジナルLBX（パッケージにはYAMANO HANDMADEと記されている）。本稿では開発したコアスケルトンも含める。
アキレスD9（アキレス ディーナイン）
アキレスの後継機。ナイトフレーム。山野博士を中心とする開発チームが対オーレギオン用に開発した最初のLBX。ミゼルに対抗するべく、世界中の協力を得て開発された。世界中のLBXメーカーやプレイヤーのデータを結集し、すべての性能が高い次元で両立されている。動力源として、エターナルサイクラーを搭載している。
原作ゲーム版では、竜源から提供された残り最後のスタンフィールインゴットでエターナルサイクラー搭載を実現した。一方アニメ版では、スタンフィールインゴットを使わずにエターナルサイクラーを搭載した初のLBXだが、熱の問題をどう解決したかについては触れられていない。
アーマーフレームのデザインは初代アキレスとペルセウスの意匠を併せ持ち、戦闘特性も剣士としてのベーシックなもの。飛行能力を持たないため、空中移動にはライディングソーサや飛行形態となったオーディーンMk-2などのサポートを必要とする。
機体の性能を高める「WVモード」を発動可能。背中のバックパックには、計八本のソードビットが展開される。これはオールレンジ攻撃が可能となるほか、自機もしくは僚機が飽和攻撃にさらされた場合の同時多目標防空誘導弾としても機能する。初陣ではイカロス・ゼロからその場で機種転換してバンが使用、2機のベクターを鎧袖一触に葬り、さらにオーレギオンをも追いつめた。そして、エネルギー基地防衛戦後にヒロに託された。基本装備は、右手用の片手剣「オートクレール」と左手用のレイピア「デュランダル」。
イカロス・ゼロ
山野バン専用LBX。ナイトフレーム。プロト・Iを改修して作られたLBXで、無変形で飛行が可能。高次元多関節機構により、ウェポンフォーム（2本の剣）へ変形する能力をもつ。ウェポンフォームに変形したイカロス・フォースを手に構えることで、合体必殺技「メテオブレイカー」を放つ。基本装備は、槍「ゼロ・ランス」と盾「ゼロ・シールド」。
アニメのミゼル編ではトリトーンがブレイクオーバーしたジンがトリトーンの装備を持った上で使用している。
イカロス・フォース
大空ヒロ専用LBX。ナイトフレーム。プロト・Iを改修して作られたLBXで、ペルセウスと同じく高機動タイプとなっている。無変形での飛行も可能。高次元多関節機構により、ウェポンフォーム（大剣）へ変形する能力をもつ。ウェポンフォームに変形したイカロス・ゼロを両手に構えることで、合体必殺技「00ソード」（ダブルゼロ ソード）を放つ。基本装備は剣「フォース・ブレード」の二刀流。
アニメのミゼル編ではリュウビがブレイクオーバーしたユウヤがリュウビの装備を持った上で使用している。
イプシロン
山野バン専用LBX。ナイトフレーム。オーディーンに次ぐ機体として開発された次世代型LBX。基本装備は双槍「イプシロングレイブ」と、ビームシールド「イプシロンガーダー」。
『ブースト』のPVや公式サイトでは「3番目の主人公機」とされているが、実際のところはクリア後のボーナス機体扱いであり、本編ストーリーに直接絡むことはない。
イプシロンUC（イプシロン アーバン・カモフラージュ）
性能の高さはそのままに、都市迷彩を施したイプシロン。通常プレイでは登場しないDLC専用機体。
AX-00（エーエックス ゼロゼロ）
イノベーターが開発したコアスケルトン。ナイトフレーム。あくまでもコアスケルトンの名称であり、青い外装パーツはただのカバーパッドに過ぎないが、ゲームシステム上は青いカバーパッドを装備したLBXを便宜上AX-00と呼んでいる。
シナリオ開始当初はLBX図鑑内でもメーカー不明扱いだったが、ある程度ストーリーを進めると山野淳一郎のアイコンに切り替わる。『W』では考案当時の技術では実現不可能とされていた「AX-000」の設計思想を実現可能なレベルにして生み出された機体とされている。基本装備は、鉄の棒「鋼鉄棍」。
なお、イノベーター研究所内で造られたこのAX-00をはじめ、AX-02、03（のアーマーフレーム、カバーパッド）の胴体には、「X」の字の付いた半透明の球形パーツがある。AX-00の場合、装着するのをカバーパッドでなく、タイニーオービット社で製作されたアキレスにすると、その文字が「V」になる。また、ジ・エンペラーの胸部にもほぼ同様な球状パーツがあり、「M」と記されている。これらの機体はまた、何らかの自律稼働に関連したテストプログラムが搭載されている点も共通する。
AX-000（エーエックス トリプルゼロ）
山野博士がイノベーター研究所で設計した、後の山野製LBXの原点とも言えるコアスケルトン。ただし、設計自体は山野博士がタイニーオービット社研究開発室時代に開発を進めていたプロト・Iよりもさらに前に開始されていたらしい。イノベーター研究所に所属していた頃の設計ながらも、現存するLBXを遥かに凌駕する性能から、「究極のプロトタイプ」と称される。それゆえ、発案当初の技術では実現不可能とされ、後に実現可能なレベルにして生み出されたのが「AX-00」と「アキレス」であり、また「オーディーン」や「プロト・I」の改修型である「イカロス」もこの設計思想から派生した形で考案・開発されたLBXである。
山野博士が里奈を研究所から脱出させた際に、イノベーターの手に渡らぬようデータを消去したが、バン達がミゼルへの対抗策を得るために研究所に潜入して、サーバーに残留している設計図の痕跡からデータを回収し、遥がデータを復元してエターナルサイクラーなどの開発に必要な素材を収集したことによって実現可能となり、これを素体として究極のLBX「オーレギオン」が開発された。
エルシオン
山野バン専用の戦士型LBX。ナイトフレーム。ディテクターに対抗するために極秘に開発された3機のLBXのうちの1機。Σオービスでは頭部、腕部、脚部、バックパックを担当。同時期に設計開発されたペルセウスやミネルバと比べると、スピードとパワーを両立したバランス重視型となっている。装甲は新素材によって軽量化が図られているが、オーディーンのような可変機能は無い。
基本装備は槍「エルシオンハルバード」と、盾「エルシオンシールド」。特殊モードとして「ナイトモード」を搭載しており、遠距離攻撃をはじき返すことができるようになる。
オーディーンMk-2 (オーディーン マークツー)
オーディーンの後継機。ナイトフレーム。青紫を基調としたオーディーンとは異なり、白を基調としたカラーリングとなっている。デザインもまた、旧オーディーンの基本的レイアウトを踏襲しつつも、神話的意匠から一変、ジェット戦闘機をイメージした外観となった。
エネルギー基地防衛戦後に山野博士がアキレスD9をヒロに託したバンのために製造した機体で、アキレスD9の開発時に得られたノウハウを元に開発されており、アキレスD9と同等の基本性能を持つ。エネルギー源としてエターナルサイクラーを搭載しており、推進力が大幅に強化されたことで、通常形態での飛行も可能となった。さらに、飛行形態に変形すれば超音速で飛行可能となる。
基本装備は、槍「リストレイター」と盾「ネオビームガーダー」。一時的に機体性能を高める「WXモード」のほかに、アキレスD9との合体必殺ファンクション「ダブルレイウイング」を発動できる。
オーレギオン
山野博士が持つLBXの技術をすべて結集したという究極のLBX。ナイトフレーム。究極のプロトタイプLBX「AX-000」が素体。エネルギー源としてエターナルサイクラーを搭載し、そのコアボックスの素材には、起動の際に生じる過剰なエネルギー熱に耐える耐熱性を持つレアメタル「スタンフィール・インゴット」が用いられている。飛行形態への変形機構を持ち、ハカイオーの「我王砲」やハンター「スティンガーミサイル」、オーディーン「JETストライカー」といった特定の機体の専用必殺技をも発動することができる。基本装備は、「レギオンランス」と「レギオンシールド」。その能力は凄まじく、LBXベクターはおろか空母「カール・ジョンソン」を旗艦とするA国第9艦隊を全滅させるほど。防御力も桁外れであり、A国国防軍によるミサイル空爆を受けても傷一つ付かない。
ミゼルへの対抗手段として開発されたが、AX-000の設計図データの時点で彼のウイルスに感染していたことによってバンの制御を離れてミゼルの手に渡り、以降は彼のLBXとなる。
エネルギー基地の制圧戦では後詰として参戦し、ヒロのイカロス・フォースを一蹴するが、援護に来たアキレスD9との戦闘で小破したために撤退した。その後、修復が完了した後にミゼルが自身の精神（データ）をオーレギオンに転送したことによって機体が変貌し、「ミゼルオーレギオン」となった。
キャプテントリトーン
ジンのトリトーンを、山野博士が改修したLBX。肩のスラスターが大型化され、推進力が強化されている。頭部は、アイパッチや海賊帽を模したデザインになっている。
ジ・エンプレス
ランキングバトルに登場する女性騎士型のLBX。ストライダーフレームながら、ナイトフレームに匹敵する装甲値を誇る。また、付加属性に強いことが多い従来のストライダーフレームとは打って変わって、パンツァーフレームにも匹敵する凄まじい物理耐性も持ち合わせている。そのかわりに、付加属性に対する耐性は光属性以外は極端に低い。
外観はジ・エンペラーに似ているが、カラーリングはアキレスに近い。基本装備は金色のメイス「聖鎚アフロディーテ」。
『ブースト』では設定が「ストライダーフレームのようなシルエットをもつナイトフレーム」に変更されており、ナイトフレームとして扱われる。
『WARS』では、ナイトフレームからストライダーフレームに設定変更され、元に戻っている。
Σオービス
LBXエルシオン、ペルセウス、ミネルバの3機がコアスケルトンごと分離し、変異結合型電磁石で機能的に結合した大型LBX。ペルセウスを母体にエルシオンが増加パーツ、ミネルバが武器に変形する構成になっている。各部の出力・強度は大幅に強化されており、従来のLBXを凌駕する「スーパーLBX」と呼べる機体。バンが姿勢制御・ヒロが攻撃・ランが防御を担当する。
基本装備は、二つの銃身を持つビームライフル「Σツインブラスター」とビームシールド「Σガーダー」。また、バックパックのミネルバの腕は分離させて防御兵器として利用できる。Σツインブラスターの銃身から巨大なエネルギー刃を発生させ相手を切り裂く専用必殺技「Σドライブソード」を持つ。
『ミゼル編』では、ダークパンドラ、ゼノン、イフリートの3体を倒したバンたちの前に新たにミゼルが放ったバーチャルLBXとして登場した。高い戦闘力でバンたちを苦戦させるも、バンたち3人のコンビネーションまで再現できなかったことが災いし、ランに攻撃から防御に切り替えるときに隙ができることを気づかれ、その隙をつかれて撃破された。
ジャンヌF（ジャンヌ フォックス）
ジェシカのジェンヌDを山野博士が改修したLBXで、耐久力が増している。耳や尾が付いており、名前のとおりキツネをイメージしたデザインになっている。
Bキッド
謎のヒーロー「マスクドB」専用LBX。ナイトフレーム。基本装備は槍「ラグナランス」。
プリンセスM
謎のアイドル「マスクドM」専用LBX。ストライダーフレーム。基本装備は杖「ラグナハート」。
ペルセウス
大空ヒロ専用の戦士型のLBX。ナイトフレーム。ディテクターに対抗するために極秘に開発された3機のLBXのうちの1機。Σオービスでは、頭部、胴体、腰部バックパックを担当。装甲には軽量な新素材を用いており、エルシオンやミネルバと比べ機動力重視の機体となっている。
基本装備は、クラブソード状の双剣「ペルセウスソード」。特殊モードとして、スピードを大幅に向上させる「ストライクモード」を搭載している。
マスカレードJ
謎の仮面男「マスクドJ」専用LBX。ストライダーフレーム。各部に市販のLBXには見られない独自の機構が採用されている。基本装備は、細剣「デュエルレイピア」。
ミネルバ
花咲ラン専用の女性型LBX。ストライダーフレーム。ディテクターに対抗するために極秘に開発された3機のLBXのうちの1機。Σオービスでは、武器と各部のブースターを担当。ペルセウスやエルシオンを凌駕するパワーと厚い装甲を持つ、近接格闘戦用の機体。
基本装備は、爪付き手甲「ミネルバクロー」。優勝者の手に渡るようにシブヤタウン武道大会の副賞として用意された。特殊モードとして、攻撃力を大幅に向上させる「バーニングモード」を搭載している。
ミネルバ改
ミネルバの改修型。Σオービスへの変形合体機能を廃止し、宇宙用LBXへと改修強化したもの。各所に多数のスラスターが設置されており、大気圏内外で単独飛行が可能になっている。両腕は武器腕「ミネルバストライク」となり、ナックルに加え単発銃の機能も加わっている。最終決戦では、アキレスD9を庇ったミゼルオーレギオンの我王砲によって大破される。
リュウビホウオウ
ユウヤのリュウビを山野博士が改修したLBX。背中に翼が生え、頭や脚も鳥を模したデザインになっている。

##### その他ハンドメイドLBX
プレーヤーが自身の手でフルスクラッチしたオリジナルLBX。
イフリート
イフリートの名の通り炎を自在に操るLBX。ブロウラーフレーム。炎の魔神、モンスターなどと称されており、外観は従来のブロウラーフレームよりも一回り大きい。圧倒的な力を発揮する「インフェルノモード」を持つ。檜山蓮／レックスが極秘で作り上げたLBXであり、そのメカニズムは謎に包まれている。また、バンとの戦いの最中でCPUに自我が芽生え始めており、絶望、悲しみ、怒り、憎しみなどを理解し暴走を引き起こす。『アニメ版』では、暴走時にカメラアイの部分に眼が出現する演出が加えられている。
専用ファンクションを二つ持ち、「ヴァルソダース」は強力な突進攻撃を放つ。そして、グラビティ・ポンプと一体となることで発動する超必殺技「プロミネンスレイド」は、作中に登場する必殺ファンクション中でも屈指の威力を誇る。武器の基本装備は無く、赤熱した拳で格闘戦を行う。
『W』の『ミゼル編』ではミゼルが放ったバーチャルLBXとして登場しているが、ほかの2機（ダークパンドラとゼノン）と同等程度のスペックしかもっていなかったらしく従来ほどのスペックは見せていなかった。
ヴァンパイアキャット
古城アスカのLBX。ナイトフレーム。名前のとおり吸血鬼とネコをイメージしたコミカルな姿をしているが、ペルセウスとエルシオンなどを倒すほどの強力なLBX。アスカの弟、古城タケルが製作した一点もののLBXで、その設計思想は市販品とは大きく異なっている。基本装備は、三又の槍「トリプルヘッドスピアー」。
元々はコロコロコミックで募集された読者考案LBX。「触れれば鬼をも殺す!」のセリフも発案者のもの。

#### メーカー不明
誰が製作したのかさえ分からないLBXも存在している。スペック欄には「UNKNOWN」と表記されている。
イフリート改
イフリートに酷似したシルエットを持つ漆黒の機体。ブロウラーフレーム。裏ボスバトルのみに登場する詳細不明の機体。
ジライヤ
ランキングバトルのピノン専用LBX。ナイトフレームだがストライダーフレームに匹敵する機動性を持つ。忍者のような外観で、身につけた赤いマフラーには「伍」の文字があしらわれている。
弱点となる属性が無いが、耐性をもった属性も無い。このため、このLBXだけはカラーバリエーションに耐性や弱点の変化がなく、ただ単に色が違うだけという特殊な仕様になっている。基本装備は、黒色の刃を持った刀「妖刀ヤタガラス」。
デジトニアスI（デジトニアス ワン）
大型カブトムシのようなツノを持つ、黒いLBX。ナイトフレーム。『劇場版』ではサンが使用する。基本装備は、大型の斧「サトゥルヌスサイズ」。
デジトニアスII（デジトニアス ツー）
クワガタムシのようなツノを持つ、白いLBX。ナイトフレーム。『劇場版』ではサンが使用する。基本装備は、両手銃「ウーラノスガン」。
ブルーノーグ
クワガタムシのようなツノをもつ、青いLBX。ワイルドフレーム。基本装備は、片手銃「ユーピテルマシンガン」。
ベクター
ミゼルの操るLBX。ブロウラーフレーム。触れた機械・LBXを支配下に置く「ゴーストジャック」という能力を持つ。ミゼルの分身となって働くベクターたちは、オメガダイン本部施設内の工場で大量生産されている。掌にハッキング用の端子があり、これをLBXなどのコンピュータで制御される機器に接触させることでゴーストジャックを行う。大量に現れ、あらゆる機械を暴走させていくその姿はまさに『媒介者』（=ベクター）と言える。
接近戦タイプのLBX2機（イカロス・ゼロ、フェンリルフレア）を相手に引けを取らず、むしろ圧倒するほどのパワーを兼ね揃えており、通常の必殺ファンクションよりも威力の高い『メテオブレイカー』を受けてようやくブレイクオーバーするほどの高い耐久力を持つが、内部フレーム自体は通常のLBXと同程度の強度しかなく、攻撃を受け続けると機能不全を起こして停止することもある（相当な火力が必要な上に、再起動する可能性もある）。通常のLBXにあるはずのコアパーツが存在しない。基本装備は、ハンドガン「ベクターガン」、斧「ベクターアックス」、ヘビーソード「ベクターソード」。
ヘリオローザ
蝶のような翅をもつ、ピンク色のLBX。ストライダーフレーム。『劇場版』ではフランが使用する。基本装備は、片手剣「ウェヌスブレード」。
ミゼルオーレギオン
アキレスD9とオーディーンMk-2に対抗するため、ミゼルが自身の意識をオーレギオンに移し改造したLBX。ナイトフレーム。オーレギオンにデータを転送した際に機体の各所に幾つもの結晶状のパーツとバイザーが出現し、原型機以上に攻撃的な印象を受ける。機体各部には原型機の名残が存在するが、バックパック周辺の変貌は凄まじく、特に変形時に機首となる両翼部はほとんどが結晶体に置き換わっており、『スティンガーミサイル』の発射数が減った代わりに衝突角としての役割を果たすほどの硬度を誇る結晶体が出現した。
ミゼルによって内部システムを改ざんされているため、機体出力・強度・機動力が人知を超えた領域にまで引き上げられている。また、ミゼルの新たな肉体となっていることから、一切の無駄がない動作で稼働する。
ペルセウスの『ストライクモード』、エルシオンの『ナイトモード』、ミネルバの『バーニングモード』の三つの特殊モードを連続で使用することができる。基本装備は「レギオンセイバー」と「レギオンガーダー」。
レッドソル
カブトムシのようなツノを持つ、赤いLBX。ブロウラーフレーム。基本装備は、槍「ネプトゥヌスランス」。
センシマン
大空ヒロが憧れる2040年代に放映された正義の特撮ヒーロー。正式名は「宇宙英雄センシマン」。正確にはLBXではないが、条件を満たすことでLBXとして使用可能になる。ナイトフレーム扱い。また、同様に必殺技である「ビッグバンパンチ」もナックル系必殺ファンクションとして他のLBXでも使用可能となる。基本装備は、自身の拳「センシパンチ」と2丁拳銃「センシブラスター」だが、エピソード0内のみでしか使用できない。
『W』では「宇宙英雄センシマンカスタム形態」としてゲームセンターの景品にもなっている。
銀河大帝スカルザー
特撮ヒーロー番組「宇宙英雄センシマン」に登場するセンシマンの宿敵。『ダンボール戦機 ブースト』ではエピソード0および裏ボスバトルでバーチャルLBXとして立ちはだかる。行動パターンはハーデスと同様であり、展開する「グレートアクギンガフィールド」もインフィニティネットに酷似しているが、ステータスはこちらの方が高い。
戦闘員
『銀河大帝スカルザー』の忠実なしもべ。特撮作品によくある全身黒タイツの姿である。正確にはLBXではないが、条件を満たすことでLBXとして使用可能になる。ナイトフレーム扱い。エピソード0ではDキューブではなく、能力が3倍に上昇する「アクギンガフィールド」を展開してヒロが扮するセンシマンに襲いかかる。
ヘブンズ・アーサー
神谷コウスケ専用カラーのK・アーサー。ナイトフレーム。

#### メーカー不明（特殊カラー）
特典やDLCで配布される特殊カラーのLBXも、データ上はメーカー不明（UNKNOWN）となっている。
アーミー・イカロスZ
暗い迷彩色で塗装されたイカロス・ゼロ。店舗特典。
イカロス雷門Z（イカロスらいもんゼロ）
『イナズマイレブン』の、雷門中のユニフォームを模したカラーで塗装されたイカロス・ゼロ。劇場版前売り券特典。
宇宙英雄ペルセウスS
「宇宙英雄センシマン」を模したカラーで塗装されたペルセウス。パスワード専用。
炎帝ミネルバ
白いボディに赤い炎のペイントが施されたミネルバ。パスワード専用。
銃士パーシヴァル
ジェシカのジャンヌDをイメージしたカラーのパーシヴァルF。
新月光丸
ジンのトリトーンをイメージしたカラーの月光丸。
聖騎士ペルセウス
バンのエルシオンをイメージしたカラーのペルセウス。
白龍リュウビ
白いカラーのリュウビ。店舗特典。
ブラックカイザー
仙道専用ジョーカーをイメージしたカラーのアポロカイザー。ナイトフレーム。『無印』ではLBXカードをほぼすべて集めるとショップに追加される。このLBXを揃えることで、マスターキングのアポロカイザーが使用していた「神速剣」を自分も使えるようになる。
ミネルバ改・天
アーミー・イカロスに合わせた暗い迷彩色で塗装されたミネルバ改。基本装備は、武器腕「ミネルバロケット」。店舗特典。
勇者エルシオン
ヒロのペルセウスをイメージしたカラーのエルシオン。
ローズ・ジャンヌD
赤と青のカラーで塗装されたジャンヌD。店舗特典。
竜帝ルシファー
雷龍をイメージしたカラーのシャドールシファー。
ジ・バニャン
ジバニャンをイメージしたカラーのヴァンパイアキャット。ナイトフレーム。

### 特殊パーツ
アルテミスの優勝商品や特殊武器など、シナリオに深く関連するLBXパーツ。
サイロップスAI
オメガダインが開発した特殊なAI。LBXバトルの経験置を積ませることでそれらの戦闘データを記録・蓄積し、経験値が100%に達すれば「パーフェクト・ブレイン」へと進化し、搭載したLBXの性能を格段に向上させる。風摩キリトはテストプレイヤーの勧誘を受けた際に、これをパーフェクト・ブレインに完成させればアンドロイドに人間と同様の感情を持たせることができる（＝エイミーを蘇生させることができる）と教えられたため、バンたちにバトルを挑んできたが、実際はLBX専用のAIであるためアンドロイドへの転用はできず、キリトはパーフェクト・ブレイン完成の為の駒として利用されていただけであり、パーフェクト・ブレインとなった直後に奪取されてゼウスに搭載される。『ゲーム版』では、パーフェクト・ブレインのデータが原因でアダムとイヴは暴走している。バンたちの活躍によって、ゼウス諸共消滅した。
シグマDX9
タイニーオービット製の最新式超高速モーター。アニメではアングラビシダスの直前に北島店長からもらう。しかし『ゲーム版』では、大きい・低出力・高燃費等の欠点ばかりの産廃モーター。
スパーク3000
アルテミス2051の優勝商品となったモーター。クリスターイングラム製。『W』では、ランキングバトル1位でピノンからのドロップアイテムどして使用可能。
ドングリ
イノベーターが開発した「超小型メガトン爆弾」で、その名のとおりドングリと同程度のサイズだが、その外見に反してメガトン級の威力を有している。
ビームガーター
タイニーオービットの全ての技術が詰め込まれた盾。オーディーンの追加兵装として霧島から託された。『アニメ版』では詳しい説明がされており、強化ダンボールを粒子状に分解して中央部の機械に集積し、使用時に展開する事で防御力を維持したまま重量の削減に成功した。また、出力を高めることで防御範囲を広めることも可能。イフリートの必殺ファンクションのヴァルゾダースによって破壊される。
後にこの技術をつかった後継装備が複数登場している。
マイスターX3
BCエクストラズの優勝商品。世界最高容量のLBX用メモリ。
プラチナカプセル
AX-00に内蔵されたカプセル。中身はエターナルサイクラーの設計図である。無理やりこじ開けようとする者を毒矢で抹殺し、同時にデータを抹消する「デスロック」が内蔵されている。
メタナスGX
アルテミス2050の優勝賞品となったCPU。クリスターイングラム製。「ゼタFLOPS級の高速演算子をコプロセッサ化し超並列演算を可能にした夢のCPU」であり、「しかも製造される数が極端に少ないことから稀少価値も高く、価格をつければ一つ数億クレジットはする」、その処理能力は「通常のLBX搭載CPUの200倍」と、劇中説明されている。ただ、劇中でLBX用CPUとして活用されることはなく、プラチナカプセルの解読コードが隠されているキーアイテムとしておもに扱われた。また、アルテミス会場では実行委員会により、正体を伏せた精巧なガイノイドに組み込んで受付嬢として動作させてみせた後、彼女が人間でないことを観客に明かし、その高度な処理能力をサプライズ演出するのに使われた。
ルミナスシューター
結城が対ベクター用に開発した新型狙撃銃。基本フレームに強化ダンボールの衝撃吸収力を使用し、超小型粒子加速器を搭載したことで従来の火器を上回る火力を獲得した。ただし、発砲時には強化ダンボールでも打ち消しきれないほどの反動が発生し、機体を物理的に固定できない空中では使用不可能である。また、再充填に30秒もかかるため、速射が利かないという短所も存在する。劇中では長距離射撃を最も得意とするカズに託され、アキレスディードの新専用銃となった。
その後、結城が量産化に取り組んだが難航し、ミゼルとの決戦までには8丁の追加製作が成ったに留まっている。トキオシティでの決戦の際に、一部のプレイヤーに託されている。1発1発が貴重であるため、2機のベクターが1列縦隊になった瞬間を狙ってまとめて撃ち抜く戦法が多用された。

### LBX以外の登場メカニック
この中には劇中でLBXと対戦するものもある。
CCM （Control&Communication Manipulator）
声 - 浪川大輔・渡辺明乃・星野貴紀
LBXの操作をする携帯端末の総称。
アダム・イブ
声 - 遠藤大智（アダム）・岡村明美（イブ）
大空遥が開発した、パラダイスに搭載されている一対の制御用人工知能。男性と女性の思考ルーチンを併せ持つことにより、従来型のコンピューターを上回る情報処理能力を持つに至っている。
フューチャーホープ号での戦いの際に開発者の大空遥の手によって一度完全停止したが、パラダイスにたどり着いたガーダインが再起動し、最終決戦時はDr.マミーのコントロール下にあったが、大空遥の声に反応し、パラダイスのメインレーザーによる攻撃を停止した。
ゲーム版ではその後、暴走したゼウスと接触し、パーフェクト・ブレインに記録された戦闘データや破壊・殺戮・抹殺などネガティブな情報が導入されたことで暴走を始め、ゼウスと共にメインレーザーによる人類の抹殺を企てるが、最期はバンとヒロの猛攻に敗れ、遥によって全メモリを消去された。
アニメ版では暴走した理由が異なっており、フューチャーホープ号の時に停止させられたことがトラウマとなり、停止（≒死）を恐れたためとされているが、山野淳一郎曰く「彼らの存在意義は"思考すること（＝存在し続けること）"であり、フューチャーホープ号で一度完全停止したことで"擬似的な死（一種の臨死体験）"を経験し恐怖を覚えた」。
メモリ消去の間際に生み出した意思を持つウイルスプログラムがオメガダインに送信されたことでミゼルが誕生したため、ミゼル事件の元凶とも言える。
イジテウス
神谷重工製の重機で、霧島平治が搭乗する。両腕の大型アームの先端の三本爪は物資の運搬に使われるほか、ドリルのように回転させることもでき、車体下部にはドーザーブレードが、頭部にはカメラとレーザー溶断機が搭載されている。「エンジェルスター」でバン達のLBXを破壊しようとするが、乱入したパンドラとバンたちの連携で撃破される。
エクリプス
イノベーターが製造した強襲用全翼機。劇中では機種のカテゴライズを「ステルス司令機」としている。エンジンは胴体に1基と各翼に3基ずつの計7基で、ステルス機能が備わっており、強襲の際には「ハープーン」と呼ばれる先端がドリルのような形状をした連絡管を用いる。また、LBXの発進機構や光学迷彩も搭載している。アニメ第1期とゲーム版では共通のCG造形で、紡錘形の胴体と窓の無いのっぺりとした機首形状をしていたが、「W」では実在のステルス爆撃機に近い姿にデザインが変わった。
八神たちがイノベーターからの離脱時に使用した後はシーカーに接収され、シーカーの母艦として運用されるようになった。
『W』ではその巨体のために状態は不明だったが、キャンベルンにおいて、その姿が確認された。なお、『W』では翼下に増槽状の機器を装備している。
ミゼル編では、ゴーストジャックされて行方不明となったが、Nシティでの騒動時にミゼルと共に姿を現した。行方不明時に改造を受けており、「ミゼルトラウザー」としてミゼルの主戦力になった。
ミゼルトラウザー
ミゼルが奪ったエクリプスの内部構造を改造し、自らの移動拠点としたもの。改造により、まるで悪魔を思わせる巨大ロボットへ変形する能力を得ており、手持ちの槍を使った攻撃は一瞬で町一つを吹き飛ばすなど、高い戦闘能力を有す。また、ステルスシステムも残っており、普段はこれを展開して移動している。指令室は胴体部に有る。セト-50強奪後は胴体部の指令室に弾頭が格納され、世界各国に対する脅しや、起動してから5分後に起爆する自爆装置として利用された。

キラードロイド
LBXを破壊するためだけに造られた兵器。敵・味方を問わず全てのLBXを破壊しつくすまでは、開発者であるDr.マミーでも停止させることはできない。火力・装甲・スピードの全ての面において、LBXを凌駕している。LBXとは別次元の巨大さを誇り、デザインも禍々しいものである。本来は「LBXによるテロの阻止」の目的で開発されていたが、現状は敵味方問わずLBXを襲撃するうえに、胸部のコアや各部から露出しているケーブルなどが弱点になるなど、未完成な状態である。
テレビと映画では、ワイバーン、ペガサス、ミノタウロスと戦っているが、「ヒドラ」はゲーム版のみ登場。
キラードロイド「ワイバーン」
『TVシリーズ』、『PSP/PS Vita』版に登場するドラゴン型のキラードロイド。主な武装は、両腕部の重火器と駆動範囲の広い両翼の大型ブレード並びに尻尾先端のブレードだが、機体の巨大さと装甲の頑丈さを利用したなぎ払いや叩きつけだけでも、LBXに重度の損傷を与えるほどの異常な機体出力を持っている。また、胸部にはDエッグに類似した「Kフィールド」（Dエッグが緑色に対して、こちらは半透明の青色）を展開する装置を内蔵しており、フィールド内にLBXとプレイヤーを閉じ込めることが可能。
初戦ではブリタニア時計台でバン達と戦い、圧倒的な火力と装甲、見た目とは裏腹に高い機敏性を見せつけ、バン達の特殊モードでもまったく歯が立たない絶望的な状況を作り出したが、ランの放った必殺ファンクションによって胸部が損傷し、フィールドが消滅したために撤退に成功。その後はΣオービスの一撃により破壊された。その後も何機か量産されており、フューチャーホープ号でも出現し、パラダイスに至っては同時に二機も出現したが、弱点は変わっていない。
ミゼルトラウザー内のガーディアンとしてカズ＆アミ組に立ちはだかるが、アキレス・ディードのデモニックモード発動からのW必殺ファンクションにより破壊された。
キラードロイド「ミノタウロス」
『PSP/PS Vita』版に登場するキラードロイドで、ミノタウロスの名のごとく、牛型の頭部を有する人型キラードロイド。両腕に装備された巨大な車輪状の兵器を利用した突進攻撃を繰り出してくるほか、両腕部の兵装は本機の最大の武器でもあるが、機体の動力源を防護する装甲としての役割も兼ねている。
ミゼルトラウザー内のガーディアンとしてジェシカ＆アスカ組に立ちはだかるが、ヴァンパイアキャットのトリプルヘッドスピアーの一撃からのW必殺ファンクションにより破壊された。
映画『イナズマイレブンGO vs ダンボール戦機W』ではサンたちが運用している。ヒロ、バン、ラン以外の4機と戦うが、ヴァンパイアキャットのトリプルヘッドスピアーの一撃で破壊された。
キラードロイド「ヒドラ」
『PSP/PS Vita』版に登場するキラードロイドで、本体を含め七つの大蛇型の頭部を有する。頭部にはレーザー兵器を内蔵しており、機体を回転させることで周囲にばらまくことも可能である。
キラードロイド「ペガサス」
『TVシリーズ』、『PSP/PS Vita』版に登場する、これまでの戦闘経験を元に作り上げられた最強・最後のキラードロイド。ワイバーンに酷似した姿をしているが、頭部がユニコーンのような角の生えた形状となり、各武器の形状が異なる（両腕部は四つのビーム砲を一纏めにしており、両翼部が大中小の三枚一組のブレードになっている）、機体色はワイバーンとは正反対の白と青で構成されている。背部にゼウスとの合体機構を有しているのは、この兵器が元々ゼウスの強化兵装であるためであり、合体することで『ゼウス・デストロイモード』へと変化する。
アニメ版では、パーフェクトブレインに存在する膨大な戦闘経験を元にバンとヒロの連携をことごとく防ぎ切り、必殺ファンクションどころか反撃すらできないほどの隙のない猛攻を加えたが、ヒロの超人的な集中力のデータが入っていなかったことが致命傷となり、イカロス・フォースの00ソードの連撃によって逆転され、イカロス・ゼロのメテオブレイカーを受けてゼウスもろども破壊された。
しかし、ミゼル編においてミゼルの手で再生されたらしくベクターにコントロールされた状態でイカロス・ゼロ、パンドラ、アキレス・ディード、トリトーン、ジェネラルの5機と戦う。
この時はゼウスでの運用時と異なりベクターも自由に攻撃できるうえに基本スペックも向上しており、ジェネラルを撃破後、AX-000の設計図が入ったイカロス・ゼロをろ獲しようとするも、そこに隙ができアキレス・ディードの『ブラックストーム』で乗っていたベクターが機能停止させられ、トリトーンの『オーシャンブラスト』でペガサス本体も破壊された。
後にミゼルトラウザー内のガーディアンとしてジン・ユウヤ組にペガサス単体で立ちはだかるが、W必殺ファンクションにより破壊された。

サターン
イノベーターがフェアリーテイル計画のために建造した世界最大の航空機だが、その形状は航空機というよりはロケットに近く、発進方法もロケットのような垂直打ち上げである。実際に劇中、宇崎拓也がサターンのことを「フェアリーテール計画の要である巨大ロケット」と言っている。総重量58,000t（アニメ版では「56,000t」）、全長310m。打ち上げは「白の部隊」が担当した。
主動力はエターナルサイクラーの技術を応用した「悪魔の機関」であるグラビティ・ポンプ、推進機関はロケットエンジンのメインノズル5基とサブノズル12基を備え、武装としてフェアリーテイル計画の要であるAX-03／フェアリー等のLBXを艦載する他、強力な対空迎撃システム「フェンス」（作中では大量のレーザーを一斉発射するような描写が行われている）や多数の連装対空ビーム砲、対スパークブロード通信としてプラズマ磁場の発生装置を搭載している。また、航空機の着艦機構も備えている。
セト-50
オメガダインが開発した超メガトン級ミサイル。パラダイスに搭載されるべく、新型通信ユニットに偽装されてキャンベルン郊外の宇宙基地から打ち上げられる予定となっているが工場が抑えられたため打ち上げられなかった。
しかし、ミゼル編においてセト-50の弾頭がミゼルトラウザーによって強奪され、上記の自爆装置にされている。
また、ミゼルが全世界からTO社に送られてきた戦闘データを破壊しようとした際、これを模したデータ破壊プログラムを使用している。
ダックシャトル
『W』でNICSからバンたちに、世界を移動する手段として与えられた新型汎用調査艇。その名のとおりにアヒルを連想させるフォルムを持つ。
リフティングボディの大型ジェット機で、胴体中央と両主翼付け根に計3基の垂直尾翼を持つ。操縦は自立型ロボット「メタモR」によって行われる。推進装置として6基のジェットエンジンを有し、機体下部左右に4基ずつ設置されたノズルによって垂直離着陸を行うことが可能。ランディングギアはキャタピラとなっているほか、陸上だけではなく飛行艇のように水面から離着水することもできる。
内部には旅客機の物と同等の客室や、食堂と兼用のブリーフィングルーム、浴室や男女別の寝室、レクリエーションルームを兼ねた解析室、3基のコントロールポッドをそなえたコントロールポッドルームなどがある。また、機首の「口ばし」内部にLBXの発着システムを3基搭載している。
ゲーム第9章（アニメでは第36話）で宇宙空間仕様である「ダックシャトル改」に改造され、機体後部と主翼にブースターが装備されたほか、新たに機首などに姿勢制御用のスラスターが追加された。「オタクロスのオタ知識」の解説で本人曰く「自室が狭くなった」と言っていたことから、追加装備がなされたぶん、機内のスペースが幾分か縮小された模様。
なお、このほかに通常のスペースシャトルも存在するようで、ガーダインが国防基地からパラダイスに赴く際にSR-71に似た形状の軍用シャトルを使用している他、NICS本部のモニターにISSと共に在来型のオービタが映っているシーンがある。
要塞戦車バルドーマ
イノベーターがTO社に対する二度目の襲撃の際に使用した戦闘車両で、「要塞戦車」という架空の車種名が付けられている。円盤状の車体に各2列ずつ重ねた履帯を備えるという、オブイェークト279に酷似した基本構造を持ち、また、単一口径の旋回主砲塔を持たないので自走砲に近い設計である。全幅あたり履帯を4列も持つため、実在の戦車に比べ非常に大型。劇中の作画対比では、主砲口径だけでも海道ジン（当時）の身長の半分以上のサイズがあった。自律稼働により行動。砲塔上部に円筒形をした旋回式のコントロール端末兼センサーユニットを持ち、周囲の環境、標的を識別する。履帯ユニットは並列に2基並べられた台車ユニットが前後に分かれて計4基配置されている。
武装は砲塔前面中央の左寄りに大口径短砲身の主砲、右寄りに大型7連装ガトリング砲をそれぞれ一基ずつオフセット装備。ガトリング砲右脇には大型のFCSが装備されている。砲塔側面に12連装ミサイルランチャーを片側2基ずつと、車体前部下方に小型ガトリング砲を一基、機関銃を砲塔上部に4基、キャタピラ上部各1基の計6基、更には対LBX用の近接防御火器として小型砲塔（バリア発生装置兼用）を車体各部に搭載する。また上記のように、履帯が2列ずつ収められたフェンダーは幅が広いため、ロー/ハイビーム用前照灯が左右合わせて4基装備されている。
TO社地下の下水道から大量のLBXを搭乗させ、自身の強力な弾幕と合わせてハッカー軍団を圧倒、これに対しバンは、駆けつけたジンと共に立ち向かうことになる。
フューチャーホープ号
オメガダインが保有する漆黒の大型タンカー。設計上の基本船型自体はペイロードの多い油槽船（タンカー）であるが、ステルス性を重視した形状を持つ船体や上部構造物、ブリッジ側面に取りつけられたフェーズドアレイレーダーなど、その形状は明らかに戦闘艦のそれである。オタクロスのセリフによれば、新造時と比べかなりの改造がされてもいるらしい。対空・対水中用の高性能レーダー、多数のミサイル（セト-50とは別物）、艦載LBXなどを装備し、内部にはパラダイスのコントロールセンターや、「アダムとイブ」の制御用ラボなどが存在している。また、船内の隔壁を閉鎖する非常警戒システムも備わっている。
ライディングソーサ
正式名称は「LBXライディングソーサ」。オタクロスがNICSに依頼されて開発した、クリップドデルタ、双垂直尾翼のLBX用の万能飛行ユニット。空中だけでなく宇宙空間での活動も可能であり、メインエンジンの他、胴体下部に4基の垂直離着陸用ノズルを備えている。その運用思想はガンダムシリーズのサブフライトシステムに近く、上部にLBXをドッキングさせることで、LBXの長距離移動や偵察行動を可能にする。
ライディングソーサII
従来のライディングソーサを持たないプレイヤーのために用意された新型のライディングソーサ。初代ライディングソーサはNICSの依頼でオタクロスが製作したものだが、このIIはタイニーオービット社（シーカー）の結城が作った。ミゼル編の最終決戦に先立ち複数が量産され、主にルミナスシューターが配備されなかった面々（仙道など）が運用している。
メタモ
『ダンボール戦機』シリーズの各エリアに存在する自立稼働型ロボット。白くて丸いフォルムをしており、浮遊しながらさまざまな場所に移動し、LBXバトルの結果などを記録する。人工知能が搭載されており「メタモ！〜するモ！」といった口調で話す。神谷重工が格安で受注生産しており、その安さから神谷を怪しんでいる者もいる。また、ダンジョンなどで何度か出くわす警備ロボットもこのメタモとほぼ同系統のフォルムをしている。バンからはLBXの宣伝マスコットと思われていた。
ゲームプレイ上ではセーブポイントとなり、バトルやストーリーのデータのセーブのほかに、通信対戦やパスワード入力によるLBXの入手などができ、またプレイヤーは再プレイする際にセーブしたメタモが存在する場所から始めることになる。アニメには未登場。
『W』でダックシャトルの操縦や機内の整備・調整などを行っているメタモは、メタモR（メタモアール、声 - 渡辺明乃）と呼ばれる。一般的なメタモと異なり、ダックシャトルを操縦するためのパイロットシステムが搭載されており、そのためか胴体部分には両腕が付いていて、青いラインと自身の名称と同じ「R」の文字が入っている。AIはオタクロスによって製作・搭載されており、人工知能の権威である遥ですら感服するほどの知能レベルを持つ。普段はコクピットに固定されたような形態でダックシャトルを任されているが、コクピットから離れてほかのメタモと同様に単独で活動することも可能。
ダックシャトルなどでLBXのメンテナンスとショップを担当するメタモは、メタモS（メタモエス）と呼ばれ、メタモRと同じく胴体部分には両腕が伸びていて、オレンジ色のラインと自身の名称と同じ「S」の文字が入っている。アニメには未登場。

## ダンボール戦機ウォーズ
『ダンボール戦機ウォーズ』（ダンボールせんきウォーズ）は、レベルファイブから2013年10月31日に発売されたニンテンドー3DS用ソフト。『ダンボール戦機』、『ダンボール戦機W』シリーズに次ぐ携帯型ゲーム機での続編作品だが、ジャンルは「RPG」でなく「SRPG（シミュレーションRPG）」となっている。キャラクターデザインは、これまでの園部淳でなく椎野央子が担当している。
ゲームの発売前となる2013年4月3日から、テレビアニメ版『ダンボール戦機WARS』が『ダンボール戦機W』を引き継ぐ形で放送開始され、ゲームに先駆けてストーリーが展開されている。

### ゲーム内容（ウォーズ）
公称のジャンル名は「プラモクラフトSRPG」となり、従来シリーズの「プラモクラフトRPG」とは異なる。これまでと変わって、あらかじめ名前がついた特定の人物をプレイヤーキャラクターにするのではなく、容姿などの違う男女20種類のキャラクターの中から主人公を選ぶ「アバターシステム」を採用している。また、アニメではジェノックを中心に進んでいるが、ゲームでは主人公はハーネスの所属となりハーネスを中心にストーリーが進む。

### ストーリー（ウォーズ）
2055年。世界最高のホビーとなったLBXはプロリーグが設立されるなど、不動の地位を築いていた。
主人公・瀬名アラタは厳しい入学条件をクリアし、LBXプレイヤーの名門校・神威大門統合学園に転入する。ところがその神威大門統合学園では、直径10kmの巨大ジオラマ・セカンドワールドとLBXを使用した世界戦争シミュレーション「ウォータイム」への参加が必須となっており、LOST（LBXが破壊されること）すれば即退学という厳しい条件が全生徒に課せられていた。アラタは転入生・星原ヒカルと小隊長・出雲ハルキ、メカニック・細野サクヤと共に「ジェノック第1小隊」を組み、放課後はLBXを用いた戦争に参加することになる。学園最強と称されるLBXプレイヤー・法条ムラクとの出会いと対決、そして時に衝突を重ねながら仲間達と絆を深めていくアラタは、やがて神威大門統合学園およびセカンドワールドに秘められた真実に迫っていく。

### 用語・設定（ウォーズ）
神威島（かむいとう）
日本のごく近海に築かれ、神威大門統合学園が建てられている人工島。本土との人や物の連絡はフェリーで結ばれている。
町並みをはじめ、島内のインフラは日本の1960年代・高度成長期を模して建設されている。島内生活そのものも、原則として1960年代以降に作られた物は存在しないよう統制されており、学園支給のCCMやLBX以外は、電子機器の所持、使用も禁じられている。また、現実の世界情勢など島外から送られてくる情報は限られており、そのため学園の生徒はインフィニティーネットの使用も制限されている。さらに、学園から支給されたCCM（携帯電話）の通信キャリアすらも、2055年一般社会の電気通信企業ではなく、生徒が所属する仮想国家名義になっている。
島内には神威大門統合学園やその学生寮、神威商店街を構成する商店などさまざまな建造物があるが、「ダック」「スワン」「スワロー」「カモメ」「ふくろう」など、鳥の名前を持つ施設が多い。
神威大門統合学園（かむいだいもんとうごうがくえん）
一流のLBX職業者を養成するために設立された中〜高等教育機関。この種の学校は同校が世界唯一であるため、海外からも多くの生徒が入学している。校名の「神威」は所在地の神威島、「大門」は学園長・大門ジョセフィーヌの名字から採られている。このほか、「神の門」「LBXプレイヤーの聖地」とも渾名される。しかしワールドセイバーによる事件の後は、多くの生徒は学園を後にする。
学園に勤務する人員には、教員のほか、教務、施設運営維持のための職員、セカンドワールドの運営スタッフ、各仮想国家に属する「諜報班」などがいる。
ウォータイム
神威大門統合学園の生徒に参加が義務づけられる、LBXを使った世界戦争のシミュレーション 。生徒は学年別に無作為で30の敵対するグループに分けられ（現在は8つの連合国に再編されている）、そのグループ同士がセカンドワールド内でバトルを行う。各グループは「小隊」として仮想国家に属して戦い、各小隊はLBXプレイヤー隊長1名・隊員2名、LBXメカニック1名の4名で構成される。各仮想国の戦力は、設定された資源、技術力、人口、国同士の同盟関係等により算定され、LBX戦力として反映される。国連統合政府が推進する、起こる可能性のある戦争の結果を提示して世界平和の維持を目的とするエクスペリメント・リアリズム・プロジェクト（Experiment Realism Project、略：ERP）という計画に基づいている。
開始時刻は15:00。通常授業が14:30に終了すると、生徒たちは学園本校舎東の時計台基礎部分にある扉からセカンドワールドへ向かい、諸々の準備を行う。
なお、作戦途中でウォータイムが終了した場合、出撃したLBXはその場で機能停止、翌日その状態から戦闘を再開する。
実際はシミュレーションではなくERP加盟国が立ち上げた国家の存亡を賭けた代理戦争そのものであり、その結果は現実世界に反映され、セカンドワールドで滅んだ仮想国は現実の世界でもその国家が消滅している。ここで行われるウォータイムは、現実世界で戦争に発展しそうな外交問題を裁く調停システム（通称「静かな戦争」）であった。このシステムを実施以降3年間、ERP加盟国で戦争は起きていない。
セカンドワールド
声 - 渡辺明乃（セカンドワールド放送）
神威島地下に広がる直径10kmに渡る地球を模した巨大ジオラマ。LBXのサイズをほぼ生身の人間として換算し、日本列島やオセアニアなど、その地形が「地球上のものと全く同じ」ように再現されている。海と地形自体は物理的に造形されているが、そこに付属する草木や建造物といったオブジェクトの再現、空間の天井を支える支柱の不可視化は、ウォータイム開始と共にホログラフが投影されることで実現される。自動車などの移動するオブジェクトや時間経過、天候なども現実に近いものになっている。
原則として、人間はウォータイム時にセカンドワールド内各地の自陣営基地からLBXを出撃させる形で空間内にアクセスするが、見学や視察のため自らセカンドワールドを巡回することも可能である。この場合、浮遊移動機器に乗って雲の上から見渡すことになるが、高度を日本列島全体が視界に入る成層圏近くにして見おろすことも、雲の下へ降下してビルの合間を走る自動車が目視できる距離まで近づくこともできる。主人公瀬名アラタの属するジェノックの基地は現実の中国領地域にある海上基地で、壁にDキューブと同じ強化ダンボールの意匠がある。
LBXの操作はコントロールポッドから行う。コントロールポッドルームは地下数階にわたる巨大な吹き抜け構造であり、学園の全プレイヤーを収容できる大量のコントロールポッドがずらりと並ぶ。
セカンドワールド側と向かい合ってコントロールポッドルームを挟み見おろす壁面には、各仮想国家の司令室が設けられている。そしてその階下には戦況観覧室があり、セカンドワールドでのウォータイムの様子を眺めることができる。戦況観覧室はセカンドワールドの地域別（「北オセアニア地区」など）に設けられている。
パラサイトキーを使うことで、上層部「ロストエリア」に進入することが可能となる。
パラサイトキー
セカンドワールドの上層部に存在する「ロストエリア」に入るためのプログラム。3本存在しそのひとつは東郷リクヤのDCオフェンサーの中に隠され、二つ目はエゼルダームに、もう一つは剣菱ワタルのガウンタの中にある。実際にロストエリアに入るには3本揃えることが必要であり、揃えればセカンドワールド内のウォータイムを自由に操ることができ、ひいては現実の世界情勢なども掌握できるに等しくなる。ただし、秘匿されたLBXがロストされた場合、ほかのLBXに移動し寄生する特性を持つため、バンデットは電磁ネットを使いデータ移動の制限を行うことでキーを特定した。
グランドマスター
ロストエリア内に存在する管理コンピューター。その維持のためには人間が必要とし、開発者である美都英輔が生体ユニットとして閉じ込められている。
アンダーバランス
グランドマスターにある、世界各国の軍事バランスが記録されているメモリーカード。
シルバークレジット
ウォータイムで良い成績のプレイヤーに与えられるポイント。略称「SC」。生徒の評価基準となっており、ポイントを貯めると高価な装備やLBXとの交換が可能。また、神威島内でなら商店などで電子通貨としても使用できる。学年が高いほどバトルに熟達しているため、上位5位までのランキングの大半は高等部の生徒が占める。そんな中、法条ムラクは中等部2年でありながら5週連続1位を獲得している。また、技術革新などの功績があればメカニックであっても表彰の対象となる他、お小遣いや小隊費としても支給されている。
シルバークレジットを一定量獲得すると、司令官の資格を取れるシステムがある。
メカニック
1小隊に1人配属されている、LBXのメンテナンスや兵器開発を行う専門技術職。所属小隊の予算管理も担当するため、会計の知識、技能も必要とされる。ごく稀にプレイヤーからメカニックに転向する生徒もいる。セカンドワールド内にある兵器生産拠点「ラボ」では、機体の完全修理や新兵器の開発・生産が行える。
ウォータイムにおいては戦闘を行う小隊員が制服のままなのに対し、メカニックは作業着を着用する。
メカニックは小隊費として毎月シルバークレジットを受け取っているが、実際の運用には足りないことが多く、メカニックには自分のお小遣い費も捻出しメンテナンス費用に工面している者も多い。
完全破壊（ロスト）
ウォータイム中にLBXが完全破壊されると「ロスト（LOST）」となり、プレイヤーは戦死とみなされ退学となる。敵の攻撃で行動不能となる「ブレイクオーバー」とは異なる（この場合、操作不能だが戦死扱いにはならない）。ロストされそうになったLBXは「エスケープスタンス」をとることで戦闘からの離脱が認められており、使用中は無抵抗となるものの、その状態で5秒間耐えれば離脱成功となる。
仮想国
セカンドワールド内での戦闘のために生徒達が所属する架空国家。仮想国はクラスごとに異なり制服の色も異なる。本来は30の仮想国（クラス）があるが、現在は8つの連合国に再編されている。
アラビスタ同盟
仮想国のひとつ。所属生徒の制服色はカーキ。6つの仮想国で構成されている同盟。領土はアメリカ大陸。主力量産LBXはジラントとヴェルネル。同盟国の主権は尊重しているが、同盟の申し出を拒否した国に対しては敵対姿勢を見せる事も。
クルセイド
仮想国のひとつ。所属生徒の制服色は橙色。領土はグリーンランド及びクイーンエリザベス諸島。本拠地はコールロンド要塞。主力量産LBXはインビットとグラディエーター。ゲーム版ではハーネスと友好関係にある仮想国とジンから説明されるが、アラビスタの侵攻により滅亡。所属生徒の半数がロストし、残った半数はアラビスタに吸収され主力LBXも元クルセイド領地で運用されている。本編1年後を舞台とする外伝「LBX烈伝・番外編」に高等部3年4組のかつての所属生徒が登場した事から、ゲーム・アニメの時期は高等部2年4組だったと見られる。
グレンシュテイム
仮想国のひとつ。所属生徒の制服色は白。領土はドイツを中心としたヨーロッパ。仮想国の中でも最高の科学技術力を持っている。LBX烈伝・番外編にて高等部1年2組と判明し、ゲーム・アニメの時期は中等部3年2組だったと見られる。
ジェノック
アラタ達が所属する仮想国のひとつ。中等部2年5組のみで構成されている。領土は日本を中心とした東アジア。所属生徒の制服色は青色（仮想国のイメージカラーとしては水色が使われている）。主力量産LBXとしてDCシリーズおよびセイレーンが支給されている。使用している学生寮はダック荘。19話からはハーネスと同盟を組み、『ジェノック・ハーネス混成軍』となる。
ハーネス
ゲーム版の主人公が所属する仮想国のひとつ。中等部2年3組のみで構成されている。海道ジンが司令官（ゲームでは副司令官）を務める。所属生徒の制服色は紫色。領土はブラジルの南東部とウルグアイ。ジェノック、ポルトンの生徒とダック荘に同居している。主力量産LBXはジェノックと同じDCシリーズとセイレーンだが、カラーリングが異なる。19話からはジェノックと同盟を組み、『ジェノック・ハーネス混成軍』となる。なお、ゲーム版では主人公の名前と同様国名を自由に決めることができ、ラボを発展させることでハーネスの武器・LBXの開発ができる。
ポルトン
仮想国のひとつ。中等部1年1組。所属生徒の制服色は緑色。主力量産LBXはカナロアとロノ。領土はハワイを中心とした太平洋上の小島で、重要な施設もなく他国からまったく全く相手にされない。ジェノック、ハーネスの生徒とダック荘に同居している。
ロシウス連合
仮想国のひとつ。18クラス90小隊を擁する最大規模の仮想国。所属生徒の制服色はグレーである。領土は東アジアを除くアジア大陸とオーストラリア大陸、アフリカ大陸。本拠地はローズシティ。国独自の主力量産LBXとしてグレイリオおよびガウンタ等が支給されているほか、エルドバンドやラージドロイドなどの巨大兵器も多く保有している。使用している学生寮は、デスワルズブラザーズが入居していたスワン荘など。
ローズシティ陥落時には多くの生徒がロストし領土は大幅に縮小したものの、事前に本拠地を移動していたため国としては存続している。一部の小隊は他仮想国に転属となっている。
ロンドニア
仮想国のひとつ。高等部3年5組。所属生徒の制服色は深緑。領土はブリテン島とイベリア半島、フランスとギリシア。エリートばかりで構成されているとされる。
エゼルダーム
セレディ着任時に新設された仮想国。所属生徒の制服色は黒。領土はセーシェル諸島を中心としたインド洋沿岸地域。拠点はジークギガンテス（旧ローズシティ）。バンデットのメンバーで構成されているが、現時点でエゼルダームとしての作戦行動は防衛以外一切起こさず、引き続きバンデットとして行動している。ただし、表向きにはキャリパーとゴルドーは開発過程で何者かにデータを盗まれ、バンデットに使用されていると説明している。ロシウス連合のローズシティ陥落時に正式にバンデットとの関係を公表した。

バンデット
戦闘中に突然現れ敵味方関係なく攻撃を仕掛けくる謎の集団。セレディ着任と同時にエゼルダームに集められたが継続してバンデットとしての活動も続けている。破壊活動の後、拠点占領もせずに去っていく姿から「バンデット（＝山賊）」と呼ばれている。バンデットを見た者は胸のコアボックスを破壊され必ずロストさせられると恐れられている。ブレイクオーバーされたLBXは機密保持のために自爆される。構成員は国の垣根を越えて存在している。少数精鋭でありながらも組織力は極めて高く、デスフォレスト攻略戦では独自開発したラージドロイドを投入している。
実際の目的は全てのパラサイトキーを手に入れることであり、バンデットが現れるときに発生するノイズはパラサイトキーを確保するための電磁ネットだった。
ワールドセイバー
『ダンボール戦機ウォーズ』の劇中、国際テロ組織として人々に広く知られていた集団。劇中から約50年前の2000年代初頭からアフリカの辺境のサマリア共和国で発足したとされる。
「独裁者達から世界を解放する」という思想の下にさまざまな破壊活動を行う世界的なテロリストたちであり、セレディはその最高指導者もしくは中核メンバーとみられ、西暦1990年代〜2010年代頃、若かりし頃の彼の従軍体験が組織の活動目的に反映されている。工作対象となる組織への浸透および諜報ノウハウ、多くのエージェントを動かし豊富な銃器、果ては潜水艦までをも保有できる潤沢な資金力を持つ。
劇中セレディの語るところでは、国家間の戦争の発生要因は国家間の経済格差にあり、戦争の根絶は全世界で国家の壁を解消し完全なる富の平等を実現することによってのみ達成されるという。よって、劇中ウォータイムを用いて進められている戦争の根絶は権力者による「欺瞞」に過ぎず、現実を人民に直視させずにセレディの考える真の戦争根絶を阻むものであり、ゆえにワールドセイバーがそのような現体制を暴力的に打倒することが必要だとしている。セレディは自身がオーバーロード能力者でもあり、新たな世界は自分たちオーバーロード能力者という階級により独裁されるべきだと考えている。
世界連合とエゼルダームの戦いの後、セレディの率いるワールドセイバーの部隊により神威島は占拠されるが、世界連合の再度の反撃により神威島を奪還され、セレディを含む島の全部隊が島外へと連行された。
セレディの「教え」を聴いた神威大門統合学園の生徒の中にも、貧困家庭に育ったなどの理由でワールドセイバーのイデオロギーに賛同し入隊する者が少なからず生じた。アラタも、セレディとワールドセイバーの方法論は認められないとしつつも、その主張には首肯できるところもあるとして、学園での戦いを終えた彼が見聞を広めるべく「考える旅」に出るきっかけとなった。
世界連合
ワールドセイバーに反発した生徒達がジェノックとハーネスを中心に、仮想国の垣根を越えて集まった集団。司令官は出雲ハルキ（ほかの仮想国の生徒の推挙および周囲の同意にて決定）。アニメではほぼ反論もなく集まったが、ゲームでは腕ためしを挑まれている。空中空母ドル・ガルーダの撃破にこそ成功するものの破壊規模が大きすぎたため目的であるパラサイトキーを奪取しないまま撤退せざる得ず、学園自体もワールドセイバーに実力占拠されてしまう結果となった。自主的な組織行動はその一戦のみであったが、学園制圧後もセレディによって生徒側を一括して「世界連合軍」と呼称し強制的に戦闘参加を強いられた。その中で、美都玲奈がロストエリアに侵入したのを機に再び反旗を翻し、アラタがセレディを倒したことで神威島の解放に成功する。
ラボ
セカンドワールド内に存在するLBXの開発だけでなく補修・生産が可能な統合設備。三次元集積演算システムを始めとする高性能な整備機器や工作機械が配備されているため最重要設備に指定されており、周囲に大部隊がいるなど警戒は厳重。現在のところジェノック領ではオーストラリア地区の都市・エルダーシティに存在している。
ダック荘（ダックそう）
神威島内に4つある神威大門統合学園の学生寮の一つ。ジェノック、ハーネス、ポルトン所属の生徒が居住する。建物はすべて木造。各室は2人部屋。朝夕2食付き。食堂は渡り廊下で行き来する別棟となっている。
本棟は3階建て。1階には男子寮と女子寮の双方、および受付、浴場等が、2階にも男子寮と女子寮の双方が入っている。女子寮のエリアは壁と扉で仕切られ女性以外は無断で出入りできない構造になっており、女子寮エリアに面した庭も男性は立ち入り禁止である。3階にも男子寮があり、302号室にアラタとヒカルが、サクヤが301号室に入居している。301号室も本来は2人部屋だがサクヤ1人しか入っておらず、空いているベッドはサクヤの各種LBXメンテナンスツールが散らかる物置と化している。
本棟の居住空間である3階よりさらに上へ階段を上がると、談話室が設けられており、LBXバトルの練習が出来るDキューブ、図書設備、ブラウン管テレビ、ソファー、小規模な会議テーブルなどが置かれている。
夕食は18:00から。入浴前であるため、この時は制服で食事する。一方、朝食は寝間着（男子は青、女子はピンク）のまま食べる生徒が多い。
寮訓は西郷隆盛の言葉「敬天愛人」。
LBX塚（エルビーエックスづか）
ロストしたLBXの廃棄場。使えなくなったLBXをリサイクルするために年に一度本土に送り返されるが、それまでは廃棄場に貯めている。立ち入り禁止区域で、猿田教官は密かに廃棄前のLBXを慰霊祭をしているのだが、生徒の間では亡霊が出ると噂になっている。アラタ達は猿田教官の許可をもらい、LBX塚からパーツを確保している。
マルチギミックサック
LBX背面のサックが形状変化やパーツ変更により「セットアップ」され、あらゆる戦況に対応する多目的兵装。現時点では、オーヴェイン、バル・スパロス、ドットフェイサー、ドットブラスライザーの4機がこれを搭載している。
フォーメーションアタック
LBX3体による連携攻撃。
デスグリフォン
縦一列に並んだ3機が突進、正面の1機が攻撃を防ぎつつ、後ろの2機が攻撃するフォーメーションアタック。デスワルズブラザーズのグラスターが使用。正面からの攻撃には強いが、側面からの攻撃には驚くほど脆い。
デルタクロス
3機が逆三角形に陣を組み、中心に捉えた敵を1機が投げ飛ばし、ぶつかりあった敵を2機で撃破する。『デスグリフォン』対策として第1小隊が完成させたフォーメーションアタックだが、直前にオーヴェインが行動不能に陥ったため、ゲンドウのDCエリアルと組んで発動した。

LBX TECHNOLOGY（エルビーエックス テクノロジー）
2055年に出回っているLBXの技術専門誌。正式誌名『月刊LBX TECHNOLOGY』。略称『Lテク』。『LBXマガジン』（『Lマガ』）が一般向けのホビー誌で週刊であるのに対し、『Lテク』はより難解な専門技術情報が掲載される月刊誌である。サクヤが愛読しているのをはじめ、神威大門統合学園の生徒なら大抵読んでいるが、アラタだけはその「字ばっかり」の内容の小難しさにさっぱりついていけない。劇中サクヤが読んでいたのは2055年第4号で、表紙はハカイガーのコアスケルトン透視図。題字はローマン体。製本は無線綴じ、装丁は左開き横組み。
オーバーロード
4年前に大空ヒロが発動していた、人間の脳が極限まで活性した過集中状態のこと。使用した際に瞳が光り、すべての事象がスローモーションにみえ反応が素早くなり、LBXと一体化した超高速な戦闘が可能になる。オーバーロード能力の使用中は極端に脳活動が高まるため、使用後激しい疲労と虚脱に襲われる。回復させるためにチョコレートなどによる糖分の摂取が有効とされる。アラタ（とゲーム版主人公）が学園で初めて覚醒したほか、伊丹キョウジもウォータイム中に使用し対戦相手を圧倒した。理論上は訓練すれば誰でも使うことが可能だといわれる。
オーバーロード能力者は、アラタのような純粋種とキョウジのような人工種に分類される。ワールドセイバーは何らかの手段で人工的なオーバーロードの発現に成功しており、キョウジはその実験体にあたる。結果技術として確立したものをセレディが利用している。

### 登場人物（ウォーズ）

#### ハーネス（人物）
中等部2年3組に在籍。
第1小隊
主人公（デフォルト名なし）
- LBX：フェンリル、ハカイガーC、リュウビ→DCブレイバー、DCエリアル、DCオフェンサー→ドットフェイサー→ドットブラスライザー

ゲーム版の主人公。ハーネス第1小隊所属プレイヤー。容姿は20種類から選択可能。なお、ゲーム版のストーリーはジェノック所属の「瀬名アラタ」が主人公となっているアニメ版のストーリーとほぼ同一だが、それらを主人公（プレイヤー）の視点で進行することとなる。バトル以外ではセリフを発することはほとんどなく、会話の際には、相手が主人公の発言を代弁する形で進行する。前述どおり容姿などはプレイヤーの選択により異なるため、アニメには未登場。
瀬名アラタと同時期に神威大門に転校し、仮想国の関係を越えて親しくなる。アラタと同時期にオーバーロードを覚醒させ、彼と同様セレディからの勧誘を受けているが即答で断り、ハーネスとジェノックの仲間達と共にエゼルダームに立ち向かう。
アバターの容姿
男
公式サイトのゲーム画面で多用されている茶髪の元気な外見、金髪でメガネをかけたインテリ系の外見、赤い髪とオレンジ色のサングラスをかけている熱血系の外見、青い髪のさわやかな印象の外見、金と茶色のアフロに顎鬚がある不良っぽい外見、明るい茶髪にバンダナとゴーグルを付けている元気な外見、前髪が黒で後ろ髪がグレーのクールな外見、銀髪で色黒のクールな外見、白髪の小柄で童顔の外見、緑色のモヒカンの大柄な外見の10種類。
女
青い2本おさげの明るい外見、ピンク色のショートヘアの明るい外見、黒髪のロングヘアの上品な感じの外見、ポニーテールにしたドレッドヘアの色黒のセクシーな外見、紫色のショートボブの不思議系の外見、深緑色のポニーテールの外見、茶髪のツインテールの外見、逆立てた銀髪のクールで男性と見間違うような外見、赤茶色のセミロングに先が黒のクールな外見、金髪のシニヨンのような2本のおさげをした小柄な外見の10種類。
乾カゲトラ （いぬい カゲトラ）
声 - 内山昂輝
- LBX：DCオフェンサー

ハーネス第1小隊隊長で、2年3組クラス委員長。一人称は「俺」。二人称は「お前」。冷静で実直な性格。自分の仕事を忠実にこなし周囲にも配慮できる気前も有するため、シスイから優等生と囃されることも。隊長として主人公を導き、問題行動の多いスズネには頭を悩ませつつも保護者のように接している。
金箱スズネ （きんばこ スズネ）
声 - 中津真莉子
- LBX：DCエリアル

ハーネス第1小隊所属の女性プレイヤー。一人称は「ウチ」。二人称は「アンタ」。関西弁で話す。直情的な性格で、攻撃的なバトルスタイルを得意とする。寝坊や授業中の居眠りなど素行があまりいいとは言えず、性格と相まってトラブルメーカーとなることも多いものの、LBXのプロプレイヤーになりたいという思いは強く、セカンドワールドの事実を知った際は激昂して飛び出すこともあった。
古城タケル（こじょう タケル）
声 - 水島大宙
ハーネス第1小隊のメカニック。一人称は「僕」。二人称は「君」。古城アスカの弟で、ハーネス快進撃の立役者とも噂される天才メカニックといわれ、姉の使用するヴァンパイアキャットも彼が設計した。姉と同様、帽子がトレードマークでトマトジュースが好物。
ムラクを倒したアラタの腕を見込み、ヴァンパイアキャットミリタスのテストプレイを頼んで以降、彼らと仮想国の関係を越えて親しい関係となる。

第2小隊
無敵ギンジロウ（むてき ギンジロウ）
声 - 吉野裕行
- LBX：DCブレイバー

第2小隊隊長。一人称は「俺様」または「俺」。戦闘スキルは高くタイマンバトルなら負け知らず。かなりの甘党で、マシュマロ入りのココアが好物。血気盛んな性格で、「百万光年早い」、「後ろに前進」など日本語をよく間違える。その間違いを全く気にしない。
新谷テッペイ（しんたに テッペイ）
- LBX：DCエリアル

第2小隊プレイヤー。一人称は「俺」。体育会系の気質を持ち、爽やかな性格。ギンジロウの間違いに指摘しており、何かと控えめである。カフェオレが好物。
巴シズカ（ともえ シズカ）
- LBX：DCオフェンサー

第2小隊プレイヤー。一人称は「わたくし」。二人称は「あなた」。常に敬語でおっとりした性格で清楚なお嬢様。緑茶が好物。
ジョニー・パウワー
第2小隊メカニック。LBXに関してはマニアックな知識を持っている。アメリカンコーヒーが好物。

第3小隊

白小路オトヒメ（しろこうじ オトヒメ）
声 - 中原麻衣
- LBX：セイレーン

第3小隊隊長。一人称は「わたくし」。二人称は「あなた」。山の手言葉に近い口調で話す高飛車で典型的なお嬢様。ジンの熱狂的なフリークで「ジン様」と呼んでいる。とある任務において、白牙ムサシの罠にはまり三日もの間行動不能になってしまうが、仲間を気遣いながらも精神的に参ることなく救援が来るまで耐え忍ぶなど、仲間思いで芯の強い一面もある。
二宮スイ（にのみや スイ）
声 - 渡辺明乃
- LBX：セイレーン

第3小隊プレイヤー。一人称は「僕」。二人称は「君」。二宮姉妹の双子の妹。冷静沈着な性格。低血圧である双子の姉・フウには参っている。
シェリー・マキシマム
声 - 白石涼子
- LBX：セイレーン

第3小隊プレイヤー。一人称は「私」。二人称は「アンタ」。デスワルズブラザーズの名前を聞いてもお菓子の名前と勘違いするなど、マイペースな性格。
二宮フウ（にのみや フウ）
声 - 渡辺明乃
第3小隊メカニック。一人称は「私」。二宮姉妹の双子の姉。低血圧のため、朝はなかなか起きられないらしい。

第4小隊
主に諜報活動を任務としている部隊。
鴻森シスイ（こうもり シスイ）
声 - 細谷佳正
- LBX：DCブレイバー（アニメ版ではDCエリアル）

第4小隊隊長。諜報班としてのコードネームは「コウモリ」。一人称は「私」。二人称は「君」または「お前」。ドライな性格で、セカンドワールドが現実の世界と繋がっていることを知る以前からウォータイムを戦場だと認識しており、感傷的になり過ぎるスズネに対しては冷ややかな態度をとることもあるが、人格者であるカゲトラとの仲は比較的良い。
鬼灯ムネモリ（ほおずき ムネモリ）
- LBX：DCブレイバー

第4小隊プレイヤー。一人称は「僕」。二人称は「君」。寡黙な性格。朝は苦手。
国井オオジ（くにい オオジ）
- LBX：DCエリアル（アニメ版ではDCブレイバー）

第4小隊プレイヤー。一人称は「俺」。二人称は「お前」。豪快な性格で、LBXバトルがとても好き。
日月コヨミ（たちもり コヨミ）
第4小隊メカニック。一人称は「僕」。二人称は「あなた」。容姿や恰好、仕草や口調は女のようだが、れっきとした男である。

#### ジェノック（人物）
通常授業では全員、中等部2年5組に在籍。ハーネスとは仲が良い。
第1小隊
隊長は出雲ハルキ。隊員であるアラタやヒカルの性格からジェノックの切り込み部隊の役割を担うことも多いが、全隊を通しての戦績も非常に高い。
瀬名アラタ（せな アラタ）
声 - 逢坂良太
- LBX：アキレス・ディード→DCオフェンサー→ドットフェイサー→ドットブラスライザー→アキレス・ディード（入学時に没収されたものを返却）→アキレス・ディード カスタム（烈伝のみ）

アニメ版の主人公。第1小隊所属プレイヤー。14歳。一人称は「俺」。LBXのプロプレイヤーになるため、そして反対する父に認めてもらうために神威大門への入学を決意、入学1ヶ月前に相手のミスで3回目の大会優勝を果たし神威大門統合学園に転校してくる。LBXプレイヤーとしての才能と知識はそれなりといったところだが、LBXが大好きなのは人一倍。
細かいことを気にしない明るい性格。良く言えば型にはまらない、悪く言えば協調性や地道な根気、規律に欠ける。身なりや時間にもややルーズで、制服のネクタイを締めず、シャツの裾を入れず、ボタンをはめないままのジャケットの下に私物のパーカーを重ね着して登校しているなどマイペースである。バトルや日常行動でもスタンドプレーに走りやすいが、いざとなると破天荒な「発想力」を最大の武器とし、周囲を驚愕させる。
ハルキやヒカル（まれにサクヤ）とは正反対の性格のため衝突も多い。またクヨクヨしないためメンタルダメージを引きずらない反面、性格に由来するような失敗や悪癖がなかなか改善されない。だが、バトルの中で仲間と互いの長短を補い合うことを学んでいく。
ムラクについては、最初はいくら立ち向かおうと敵うことのない相手だったのだが、闘いを重ねるうちにお互いを認め合うようになる。『エンジェルピース攻略作戦』にてガウンタ・イゼルファーを下し、一応の決着はついたものの、いつかムラクと完全な決着をつけるのを夢見ている。ファントムの攻撃からムラクを庇うなど、仮想国の域を越えて親しくなっていく。ムラクと美都からセカンドワールドの真実を聞いたことで、世界を守るためにバンデットと戦うことを決意し、デスフォレスト攻略作戦でのバンデットとの戦いでオーバーロードの力に目覚める。
オーバーロードを得たことでセレディの関心を買い、当人やキョウジにエゼルダームへ勧誘されるがいずれも即答で断っている。のちにエゼルダームの正体がバンデットであると知り、ヒカルが巻き込まれたコントロールポッドの事故が彼らの仕業だと聞かされた際にはキョウジに殴りかからんとするほどに激昂した。最終的にロストエリアでの戦いにてオーバーロードを使わずディ・エゼルディを下したが、事件が全て終わった後はセレディの思想について熟考した末旅に出る決意をし、学園を後にする。
後日談となるWebアニメ版では手続き不備で学園を出ることができず、その時に学園に特別講師として赴任した山野バンと対決し、LBXの声を聞きLBXを信じることの大切さを教わる。その後今度こそ学園を後にする。
神威大門入学前は、アキレス・ディードを使用しており、ヒカルに「ミーハー」と評されている。この機体は、学園を出る際にサクヤから受け取っている。
コミック版では神威大門転入前からドットフェイサーを所持しており（メーカーや出自に関する描写はない）、アニメ版と異なり個人所有のLBX没収も行われず、そのままセカンドワールドでの愛機として使用している。
星原ヒカル（ほしはら ヒカル）
声 - 石塚さより
- LBX：アマゾネス→ルシファーC→DCオフェンサー→バル・スパロス→バル・ダイバー

第1小隊所属プレイヤー。14歳。一人称は「僕」。過去にアルテミス2054を含むLBX大会で7回優勝し、アラタと同日に神威大門統合学園に転校してくる。一見冷静だが自分の腕をやや過信しているところもあり、アラタの挑発に乗って独断行動をすることもしばしば。学園に入学する前の父親への反発から当初は仲間との協力や友情を否定していたが、バイオレットデビルに全く敵わなかったことや、エルダーシティ哨戒任務でアラタにライディングアーマーを託されたことを通して、成長していく。
アラタに対しては対抗心を抱く一方で、自分には無いものも感じてコンプレックスも感じていたが、前述の経緯やゲンドウからの言葉を通して改めてライバルと認識するようになり、その後のバンデット戦で陥ったWTSD（Wartime stress disorder）からの回復から仲間の大切さも理解するようになった。
幼少期にはアマゾネスを使用し、 神威大門入学前は、ルシファーの両腕をシャドールシファーのものに換装したカスタム機を使用していた。
出雲ハルキ（いずも ハルキ）
声 - 前野智昭
- LBX：DCオフェンサー→オーヴェイン→トライヴァイン

第1小隊隊長で、クラス委員長。14歳。一人称は「俺」。生真面目な慎重派。アラタとヒカルの入学前にある作戦で法条ムラクと戦い、その時の判断ミスにより2人の仲間をロスト（退学）させてしまった過去がある。それをトラウマとして抱えており、それゆえ独断行動の多い2人に厳格的態度をとることも多い。
一方で成績不振のアラタに自分のノートを貸し出したり、行動不能に陥った仲間を隊に関わらず助けようとするなど、単に厳しいだけでない仲間思いである人物であることも窺える。
ムラクがジェノックに編入した時には自分から率先して歓迎し、ジェノックに馴染みやすい雰囲気を作ろうとするなど、上記のトラウマを克服している。世界連合結成の際にはその指揮能力を見込まれ、一致で司令官に任命された。ヒカル達と同じく事件終結後も学園に残った。
コミック版では「バカモン」「キサマら」が口癖であり、またコミカルな面も見せている。
細野サクヤ（ほその サクヤ）
声 - 安済知佳
- LBX：ウォーリアー→DCオフェンサー

第1小隊メカニック。14歳。一人称は「僕」。気配りが出来る性格だが、LBXの知識には詳しく話し出すと止まらない。元はLBXプレイヤーとして大会に出場していたが、その実力は低く、決勝戦まで勝ち進んだ少年が持っていた傷んだLBXを短時間で修理して優勝させた活躍からメカニックへの道を歩むと、テクノロジーコンテストでは4回優勝。その功績から神威大門に入学する。独特の形をした緑色の髪は染毛で、地毛は黒髪である。同じメカニックではリンコやブンタと仲が良いが、特にリンコには友情以上の感情を持っている描写も見られる。
コミック版ではアニメ版より頭身が低く、容姿も幼い。

第2小隊
隊長は磯谷ゲンドウ。ゲンドウの人望と統率力の高さから、ジェノック全隊を通しての纏め役となっている。
磯谷ゲンドウ（いそがい ゲンドウ）
声 - 川原慶久
- LBX：DCエリアル→オーヴェイン

第2小隊隊長。磯谷財閥の御曹司。一人称は「俺」。しかし制服はアラタと同様ネクタイを締めないなど、やや崩して着用している。寡黙であるが、自分の小隊のみならずジェノックの他小隊に関しても個々を冷静に観察しており、信頼や人望も高い。アラタやヒカルに対してもスタンドプレーに走りがちな態度に厳しく接することはあるものの実力は認めており、第1小隊との連携作戦やフォーメーションアタックの代行など協力することも多い。
綾部の裏切りに関して気づけなかったことに苦悩し、一人でセレディと綾部の許へと向かい、二人に対してウォータイムへの強制をやめるよう説得、綾部の死を目の当たりにした際は涙を流した。世界連合とワールドセイバーの戦いに途中参戦し、アラタをキョウジの攻撃から庇いロストするが、コントロールポットに仕掛けられていたのが睡眠ガスにすり替えられていたため助かり、それが綾部のおかげであることを悟る。
事件終結後は学園を後にした。
綾部連次郎（あやべ れんじろう）
声 - 坂本くんぺい
磯谷家の執事。学園から特別に許可を得ており、寡黙にゲンドウに付き従う。ゲンドウのことは「若旦那様」と呼ぶ。
実はゲンドウが生まれる以前からワールドセイバーのメンバーであり、磯谷家を利用するために潜入していた。最後のパラサイトキーを奪いゲンドウに別れを告げセレディの下に行く。しかし生徒たちを死に追いやるセレディの行為に疑問を感じたこと、そして生まれた時から共にいたゲンドウに情が移っていたことから離反、セレディによって射殺される。その後のウォータイムで実は毒ガスを睡眠ガスにすり替えていたことで生徒達は全員無事で有る事が明らかになった。
岸川セイリュウ（きしかわ セイリュウ）
声 - 大畑伸太郎
- LBX：DCブレイバー

第2小隊所属プレイヤー。
浜岬タイガ（はまさき タイガ）
声 - 鈴木晴久
- LBX：DCブレイバー

第2小隊所属プレイヤー。事件終結後はゲンドウと共に学園を後にした。
波野リンコ（なみの リンコ）
声 - ヒィ
第2小隊所属メカニック。元々はプレイヤーとして入学したが腕が評価されメカニックに転向している。同じメカニックであるサクヤやブンタとは仲が良い。

第3小隊
隊長は東郷リクヤ。あまり拠点制圧には積極的ではない一方で、独自にバンデットを探る、退学者が出てもすぐに人員が補充されるなど、多くの謎を秘めている。リクヤ以外のプレイヤーはリクヤを守る使命のために派遣されておりロストも辞さない。
東郷リクヤ（とうごう リクヤ）
声 - 浪川大輔
- LBX：DCオフェンサー

第3小隊隊長。一人称は「私」。二人称は「君」。常に敬語の冷静な性格。あまり積極的に戦いに参加することは少なく、時には自らを庇う仲間を見捨ててまでもエスケープスタンスをとったり、作戦の遂行を優先させたりすることの多い『仲間殺しの東郷リクヤ』と揶揄される人物である。一方で、総理大臣である父親の指示で影からバンデッドの動向を探っており、また内心では仲間を犠牲にしてまでパラサイトキーを守らねばならない自身に苦悩している。
19話で突如父親が方針を変えたことで、「自分は見限られたのでは」と新たな苦悩に苛まれるようになるが、23話でアラタ達やコウタからのジェノックの皆で守ろうという励ましによって、完全に迷いを断ち切り、ロイとアカネを名前で呼ぶようになった。
ジェノックに配属されたムラク達に対して、当初は彼らのことを仲間として認めなかったが、ジーク・ギガンテス攻略作戦でムラクに助られたのを機に彼らを認めて感謝した。
パラサイトキーが奪われた後は、自分から前衛に出るようになった（そのせいか彼のLBXにはオーヴェインのマルチギミックが搭載されている）。ロストエリアでの戦闘でキャサリンを庇いロストし、コントロールポッドに仕掛けられた毒ガスの最初の犠牲者となるも、助かっている。
事件終結後は、アニメでは事切れた父と対面しており、ゲームでは父の遺影を持ってセレディの裁判に立ち会っていた。
谷下アキト（たにした アキト）
声 - 佐藤恵
- LBX：DCエリアル

第3小隊所属プレイヤー。タンデムの港攻略作戦において、ブレイクオーバーしたバンデットの機体を回収しようとしたところ、自爆に巻き込まれてロストする。
山名シン（やまな シン）
声 - 佐藤健輔
- LBX：DCエリアル

第3小隊所属プレイヤー。タンデムの港攻略作戦でバンデットにロストさせられ、アニメ版における味方サイド初の退学者となった。
朝比奈コウタ（あさひな コウタ）
声 - 小田久史
第3小隊所属メカニック。ぶっきらぼうな性格だが、ジェノックにおいて孤立しがちなリクヤの数少ない理解者。事件終結後は学園を後にした。
西村ユウジ（にしむら ユウジ） / 大山タカオ（おおやま タカオ）
声 - 大畑伸太郎（ユウジ）
- LBX:DCエリアル

ロストした2人に代わって第3小隊に配属されたプレイヤー。初陣のエンジェルピース攻略作戦でリクヤを庇い、2人ともロストされる。
ロイ・チェン
声 - 桑畑裕輔
- LBX:DCエリアル

エンジェルピース攻略作戦後に第3小隊に配属されたプレイヤー。
ERP加盟国のイグアニア出身で、日常的に銃弾が飛び交う紛争地帯で過ごしていた。セカンドワールドによる代理戦争により紛争が終結したが、一緒にLBXを楽しむ友人が国の分断によって別れた過去を持つ。ロストエリアでの戦闘でロストしコントロールポッドに仕掛けられた毒ガスの最初の犠牲者となるも、助かっている。
事件終結後は学園を後にした。
篠目アカネ（しのめ アカネ）
声 - 五十嵐浩子
- LBX:DCブレイバー

エンジェルピース攻略作戦後に第3小隊に配属されたプレイヤー。ツインテールの少女で、頬に大きな傷を持つ。柔道を習っており、リクヤやロイを組手として誘っているが毎回断られている。ロストエリアでの戦闘でロストしコントロールポッドに仕掛けられた毒ガスの最初の犠牲者となるも、助かっている。
事件終結後は学園を後にした。

第4小隊
隊長はキャサリン・ルース。ジェノックでは唯一女子のみで構成された小隊で、自称『華の第4小隊』。ジェノック全隊では第1小隊と仲が良く、行動を共にすることも多い。
キャサリン・ルース
声 - 本名陽子
- LBX：セイレーン（黄色）

女子だけの小隊、第4小隊隊長。海外から入学してきた生徒の一人で、ホワイトブロンドの明るく強気な金髪娘。第4小隊では一番小柄。やや男勝りで口の悪いところはあるものの（勘違いではあったが）サクヤの恋話にはしゃぐなど、時折年頃の少女らしさや人の好さも見せる。
学園に入るきっかけとなった古城アスカに対しては強い憧れを抱いており、その弟であるタケルと会うだけでも感激するほど。ロストエリアでの戦闘でコントロールポッドに仕掛けられた毒ガスの犠牲者となるも、助かっている。
事件終結後はハナコと共に学園を後にした。
鹿島ユノ（かしま ユノ）
声 - 野村香菜子
- LBX：セイレーン（水色）→ドットフェイサー

第4小隊所属プレイヤーで、クラス副委員長。14歳。アラタとヒカルを学生寮ダック荘に案内し、以後も色々と問題と活躍の目立つ第1小隊と隊の壁を越えて親しく接していくようになる。その中でも、特にアラタとは行動を共にすることが多い。アラタのいい加減さに呆れたりする。明るく協調性の高い性格で、「純喫茶スワロー」のチョコレートパフェが大好物。
園山ハナコ（そのやま ハナコ）
声 - 皆瀬まりか
- LBX：セイレーン（ピンク）

第4小隊所属プレイヤー。頭髪色はピンクで一人称は「ハナコ」。少し人見知りなところがあり、女子だけで気を使わないですむ第4小隊の環境を気に入っている。
耳が非常に良く、大きな音声の中からわずかなビリヤードの音を特定するほど。
事件終結後は、事件を知った親に呼び戻されて学園を後にした。
仙道キヨカ（せんどう キヨカ）
声 - 川﨑芽衣子
第4小隊所属メカニック。仙道ダイキの妹であり、兄のことは「お兄ちゃん」と呼ぶ。メカニックを志したのは兄の影響で、趣味のタロットや頭髪色なども共通。学園支給のスマホ型CCMに仙道ダイキ専用のジョーカーの頭部を象ったストラップを付けているほか、インストールしたタロットカードのアプリを使ってしばしば占いをする。

第5小隊
隊長は風陣カイト。チーム内の絆は深く、第2、第4小隊に並ぶ最古参の小隊。
風陣カイト（ふうじん カイト）
声 - 中村悠一
- LBX：DCブレイバー→バル・スパロス

第5小隊隊長。高慢な自信家だが、実は貧しい家庭から努力して這い上がってきた苦労人で卒業後はLBXメーカーに就職することが希望。ゆえに財閥の御曹司で不自由ない暮らしをしていたゲンドウを始め、隠し事の多いリクヤやスタンドプレーに走りがちなアラタには嫌悪感を示している。一方で、タダシがライフルを捨てたことに関しては咎めず、後の戦闘で彼が使うことを躊躇しているところを叱咤し、トラウマを乗り越えたことに安堵の表情を見せるなど、彼なりの気遣いを見せている。
セカンドワールドを否定し、現実を直視することを問うセレディの授業に興味を示しており、たびたびセレディの意見に賛同していた。そしてセレディが正体を明かした後、ついにジェノックの仲間を裏切り、ワールドセイバーに下った。その後はワールドセイバーの一員の非道な敵として振舞い、アラタ達と対決した後にロストする。事件終結後、ゲームでは記念写真に皆と共に写っておりその後は不明だが、アニメではワールドセイバーに加担した罪で逮捕され、後にブンタのCCMに自分の過ちを素直に認め、謝罪するメールを送っていたことが判明する。
吹野タダシ（ふきの タダシ）
声 - 黒沢寿樹
- LBX：DCオフェンサー

第5小隊所属プレイヤー。射撃の腕は確かでスナイパーとしても優秀であったが、以前ライフルで親友であったハヤテのLBXをロストしたことがあり、それ以降スナイパーを止めていたが、エルダーシティ防衛任務で仲間を助けるために再びライフルを手に戦う。
騒動終結直後はアニメではノゾミとブンタと共に連行されるカイトに駆け寄ろうとしたが警察に止められてしまう。
笹川ノゾミ（ささかわ ノゾミ）
声 - 上田のりこ
- LBX：DCオフェンサー

第5小隊所属プレイヤー。タダシとは幼馴染で兄のハヤテがいる。事件終結後は学園を後にした。
嵐山ブンタ（あらしやま ブンタ）
声 - 河田吉正
第5小隊所属メカニック。小柄で、サングラスなど黒人ストリートファッション風の容姿をしており、常にジェノックのサインが入ったヘッドフォンステレオを聴いている。同じメカニックであるサクヤを通して第1小隊とも親しいが、隊長であるカイトが予算のことを顧みないためメンテナンス費用のやりくりに苦労している。一緒にLBXを始めた昔からの親友がロシウス側に所属しており、彼と話しているところをリンコに見られた際、前述の理由で経済的に困窮していることもあって情報密売に手を染めたと誤解されたことがある。ロストエリアでの戦闘でクラフトキャリアで2人を庇いクラフトキャリアを大破し、仕掛けられた毒ガスの犠牲者となるも、助かっている。
カイトが敵になってしまってもなお仲間としての情は持ち続けており、アニメでは騒動終結後に連行されるカイトに帰ってくるのを待っていると言った。

第6小隊
ローズシティ防衛戦後、ロシウス連合からジェノックに転属になる。
法条ムラク
ミハイル・ローク
バネッサ・ガラ
木場カゲト
詳細はロシウス連合（人物）を参照。

#### ロシウス連合（人物）
第6小隊
中等部2年1組の小隊で、隊長は法条ムラク。ムラクの戦績からロシウス司令官からある程度の融通が利くようになっている。
法条ムラク（ほうじょう ムラク）
声 - 岩瀬周平
- LBX：ガウンタ・イゼルファー→マグナオルタス（ジェノック）

ロシウス連合第6小隊隊長。5週連続シルバークレジット最高獲得者で、1対1で渡り合って生き残ったものはいないと言われる学園最強のLBXプレイヤー。そのLBX「ガウンタ・イゼルファー」は、戦場の悪魔「バイオレットデビル」の渾名で恐れられる。唯一自分のLBXに傷をつけ、またウォータイムに関係なく純粋にLBXバトルを楽しむ気持ちを抱くアラタを認めている。ウォータイムでは、小隊番号「6」を機体に纏わずに行動している。秘密裏に謎の人物との接点を持つなど、若干掴みどころのない雰囲気はあるものの、大局を冷静に分析できる戦略眼を持ち、引き際をわきまえているため、小隊内での人望は厚い。アラタ同様LBXをホビーとして純粋に楽しむことを望んでおり、本来のLBXバトルの在り方を尊重しているため、ウォータイムを始めとする神威大門の教育方針に疑念を抱いている。
ウォータイムに隠された真実にもある程度気付いており、いずれはロシウスの司令官、ひいてはセカンドワールドのシステム管理者となり、学園を改革したいと密かに思っている。
ミハイル・ローク
声 - 大隈健太
- LBX:グレイリオ（ロシウス連合）→グレイリオ（ジェノック）

第6小隊のプレイヤー。幼少期の思いからムラクと同様にLBXの楽しさを知っているため、彼の夢にも理解を示している。ロストエリアでの戦闘でロストしコントロールポッドに仕掛けられた毒ガスの犠牲者となるも、助かっている。
バネッサ・ガラ
声 - 藤堂真衣
- LBX:ガウンタ（ロシウス連合）→ガウンタ（ジェノック）

第6小隊の女性プレイヤー。中性語で喋る。LBXの腕は高く、ジェノック第4小隊の3人を同時に相手にできるほどの腕を持つ。ジェノック転属後はアカネと同室になっている。
木場カゲト（きば カゲト）
声 - 渡辺明乃
第6小隊のメカニック。ムラクのことは兄の様に慕っている。ガウンター・イゼルファーは彼の手によってカスタマイズされている。転属直後当初はジェノックに馴染めなかったが、仙道キヨカと会い共感したことで共同でマグナオルタスを完成させている。
メカニックを始めたのは、好きな子がLBXをやっていたのがきっかけ。
コミック版ではアラタにそのドットフェイサーを改造するプランを出したものの、全てとんでもないプランだったのでアラタに却下された。

第13小隊
隊長はエリック。チーム全員が学園でも性質の悪い不良であり、戦法も目くらましや動けない機体を盾にするといった行動が多い。
退学の経緯はほぼ同じだがアニメではジェノック、ゲームではハーネスとの戦いでロストしている。
エリック・ルーサー
声 - 野間田一勝
- LBX：グラスター

ロシウス連合第13小隊「デスワルズブラザーズ」のリーダー。勝つためには手段を選ばず、汚い戦いで一部ではバイオレットデビルより恐れられるといわれる。青い専用カラーに塗装されたLBX「グラスター」は「ブルーグリフォン」の異名を持つ。学園でも札付きのワルだが実力は高く、フォーメーションアタック「デスグリフォン」を得意とする。「ブラックウィンド峡谷キャンプ攻略作戦」でフォーメーションアタックによりジェノックの陣営を苦戦に追い込むが、二度目の戦いでフォーメーションアタック「デルタクロス」を受けてロストし退学する。神威島を去る間際に謝罪しにきたアラタに対し、自分達の敗北とアラタの実力を潔く認め、助言を残して去った。
ガーディ・ドーン
声 - 佐々木義人
- LBX：グラスター

第13小隊「デスワルズブラザーズ」のプレイヤー。3人で一番体格が大きい。「ブラックウィンド峡谷キャンプ攻略作戦」でフォーメーションアタックによりジェノックの陣営を苦戦に追い込むが、二度目の戦いでフォーメーションアタック「デルタクロス」を受けてロストし退学する。
アーノルド・ヒッキー
声 - 小林真麻
- LBX：グラスター

第13小隊「デスワルズブラザーズ」のプレイヤー。「ブラックウィンド峡谷キャンプ攻略作戦」でフォーメーションアタックによりジェノックの陣営を苦戦に追い込むが、二度目の戦いでフォーメーションアタック「デルタクロス」を受けてロストし退学する。

第27小隊
剣菱ワタル（けんびし ワタル）
声 - 小平有希
- LBX：ガウンタ

第27小隊プレイヤー。中等部1年3組。法条ムラクに憧れ尊敬している。バンデットによって本人の知らぬ間にパラサイトキー所有者にされている。ムラクの配慮で本拠地ローズシティ守備隊に配属されるが、ローズシティ防衛戦ではバンデットから攻撃目標とされ、シャーロット・レインにいたぶられムラクから渡されたベリアルエッジを奪われたうえ、パラサイトキー奪取のためファントムによりロストさせられ、失意のなか学園から去った。

第66小隊
隊長はアンドレイ・グレゴリー。
アンドレイ・グレゴリー
声 - 佐藤健輔
- LBX：グレイビースト、ドットブレイズ（プラモオリジナル展開）

第66小隊エンジェルピース守備隊長。白兵戦の猛者で獣のような戦い方から「グレイビースト」の異名を持つ。エンジェルピース攻略作戦でジェノックの奇襲を受けライディングアーマーで対抗するも、アラタにブレイクオーバーされた。当初は左遷されたムラクを暗に脅すような態度を示していたが、その後は一時臨時守備隊長になったムラクを激励し、作戦を度外視してアラタとの決着を望む彼の背を押す等、本来の性格は豪胆で人が良い。デスフォレスト攻略作戦以降、デスフォレストの警戒・調査に当たる。
ローズシティ防衛戦ではライディングアーマーでバンデット機を何機か仕留めたが、敵の数に圧倒されつつも生き残る。
ゲーム版ではロシウス縮小後、本拠地の守備隊長に任命される。世界連合の要請に対しては、大国の誇りにかけてジェノック・ハーネス混成軍が自分たちを指揮するに値するかどうか見極めるため、ムラクたちに勝負を挑む。

#### ポルトン（人物）
第1小隊
沖田ヒナコ（おきた ヒナコ）
声 - 葉山いくみ
- LBX：カナロア（ゲーム版ではスキュレイム）

第1小隊プレイヤー。右目に眼帯をしている。郷田ハンゾウの大ファン。気が強く、他国に相手にされないポルトンの現状に常に憤っている。
ポルトンのエースだが、他の仮想国のエースに比べて雑な扱いを受けており、キャサリンとは犬猿の仲。
凪野ウミ（なぎの ウミ）
声 - 鷄冠井美智子
- LBX：ロノ

第1小隊プレイヤー。褐色肌でドレッドヘアー。「ポルトンの歩くコンピューター」と呼ばれる頭脳派だが、その名称に関しては照れ恥ずかしく思っている。
渚リリカ（なぎさ リリカ）
声 - 安済知佳
- LBX：ロノ

第1小隊プレイヤー。緑のバンドにツインテールの髪型。

#### アラビスタ同盟（人物）
第19小隊
白牙ムサシ（はくが ムサシ）
声 - 櫻井トオル
- LBX：ヴェルネル→ヴェルネルUC

第19小隊隊長。高等部1年。アラビスタの猛将「ホワイトフォックス」の異名を持つ。敵対しているジェノック相手でも素直に賞賛するなど、寛大な性格の持ち主。ハヤテとは知り合いであり、タダシが再起したときの伝言を預かっていた。
ゲーム版では世界連合に一定の理解を示しつつも、自分たちが協力するに値する資質の持ち主かどうか見極めるために、ジェノック・ハーネス混成軍に勝負を挑む。
赤星カンジ（あかほし カンジ）
声 - 佐藤美一
- LBX：ヴェルネル

第19小隊プレイヤー。筋肉質体格の熱い性格で、シンジと合わせて赤青コンビと自称している。
青菜シンジ（あおな シンジ）
声 - 庄司将之
- LBX：ヴェルネル

第19小隊プレイヤー。標準体格で常に薄ら笑いを浮かべている。狙撃の腕には自信があり、狙撃部隊にも所属している。
笹川ハヤテ（ささかわ ハヤテ）
声 - 増元拓也
- LBX：ジラント

元アラビスタ同盟プレイヤーでエーススナイパー。笹川ノゾミの兄で、吹野タダシの親友。タダシにロストさせられ退学したが、悔いはないと言い残している。タダシがライフルを捨てるであろうと予測しており、彼が再起した時に伝えるよう白牙ムサシに伝言を頼んでいた。

#### ロンドニア（人物）
各人物はアニメ未登場。
第4小隊
石川タケヒロ（いしかわ タケヒロ）
声 - 瀧村直樹
- LBX：エアライドス

第4小隊プレイヤー。高等部3年。擦れた性格で嗜虐的な一面も持つ。世界連合に関しては冗談だと思っており、ジェノック・ハーネス混成軍が本拠地に乗り込んできた際には驚愕していた。エゼルダーム設立以前から伊丹キョウジを疎ましく思っており、キョウジを排除できるという点では共鳴している。
アンディ・ロックハート
声 - 星野健一
- LBX：パレスガーダー

第4小隊プレイヤー。高慢なロンドニアの生徒たちの中では珍しく、気さくな性格をしている。
安土モモコ（あづち モモコ）
声 - 堀井千砂
- LBX：ウォルダム

第4小隊プレイヤー。自分より弱い相手には興味を持たず、役立たずと判断した場合は切り捨てると物騒な発言をする。

#### グレンシュテイム（人物）
各人物はアニメ未登場。
第5小隊
高崎ケンタロウ（たかざき ケンタロウ）
声 - 丸田光
- LBX：G・シュッツェ

第5小隊プレイヤー。中等部3年。敬語で話す、怜悧で淡々とした性格。セカンドワールド随一の技術立国であるグレンシュテイムの技術力が、他国と干渉することで戦況を激変させることを懸念し、世界連合に対しても消極的で慎重な対応をとる。
門倉アンナ（かどくら アンナ）
声 - 須沢朝美
- LBX：G・ユーグフラオ

第5小隊プレイヤー。おしとやかな性格で、敵対国ともいい関係を作れるように他国の生徒に対しても柔和な対応をとる。
石垣ヨウスケ（いしがき ヨウスケ）
声 - 荻沢俊彦
- LBX：G・レーヴェ

第5小隊プレイヤー。堅実な性格で、主人公を強い意志を持った目をしていると評価する。

#### バンデット/エゼルダーム/ワールドセイバー（人物）
所属国不明の集団。メンバーは複数の仮想国から構成されている。セレディ・クライスラーの着任と共にメンバーはエゼルダームに纏められた。パラサイトキーが揃うとテロリスト集団「ワールドセイバー」の正体を現し、空中空母ドル・ガルーダで侵攻を開始する。ドル・ガルーダこそ墜とされるものの、パラサイトキーは入手し神威島自体も占拠する。
伊丹キョウジ（いたんキョウジ）
声 - 福島潤
- LBX：グルゼオン→グルゼオン改

高等部3年生、18歳。表向きの学生としてはロンドニアに所属、後にエゼルダームに移籍。「伊丹キョウジ」という名前は本名ではなく学園に潜入するための偽名。普段は保健室でズル休みをするなどウォータイム以外の通常授業はあまり熱心ではない。ロンドニアの任務は忠実にこなす一方で、陰では「バンデット」としてLBXをひたすら破壊して回っている。オーバーロード習得者で、同じ能力を持つアラタに対しては始めて会った頃から気に入らないと感じており、お友達ごっこをしていると見下している。
棒付きキャンディが好物のようで、平時はよく口に咥え、常時糖分を摂取しているためか、オーバーロードを使ってもアラタほどは疲労はなく、また任意で発動できるほど能力をコントロールできている。
元々は紛争が多発する某国の戦災孤児だったが、どこの所属とも分からぬ一兵士から銃を渡され少年兵として戦っていた。あるときワールドセイバーの兵士に自分に銃を持たせた兵士を撃ち殺され、自分もまた殺されかかったところを、偶然居合わせたセレディに「目が気に入った」という理由で拾われたという異色の経歴を持つ。
空中空母「ドル・ガルーダ」でのロストエリア侵攻中にセレディに用済みと言われて怒りセレディに歯向かうものの、セレディの実力に圧倒される。しかし、一人逃亡し復讐を誓い、美都玲奈をロストエリア内部に導き、セレディやアラタ双方に全てを壊すと戦いを挑むも、セレディのディ・エゼルディによって力尽きる。
ゲーム版、アニメ版共に、事件終結後の行方は不明。
有馬トオル（ありま トオル）
声 - 村田太志
- LBX：ゴルドー

元アラビスタ同盟所属。ヒカルのコントロールポッドに細工をしたうえで彼を襲撃するなど、卑劣な性格。空中空母での決戦では因縁のあるヒカルと対峙するが、彼に太刀筋を見切られていたことで逆に切り伏せられてロストし、退学する。
シャーロット・レイン
声 - 木村はるか
- LBX：キャリパー

元ポルトン所属。アラタを呼び出すためのラブレターに彼女の名前が使われたことがある。ローズシティ戦で剣菱ワタルからムラクの剣、ベリアルエッジを奪っている。空中空母での決戦ではムラクと戦い、グレネードを使って彼の背後を取ろうとしたが見切られたうえ、取り返されたベリアルエッジで滅多切りにされてロストし、退学する。
甲本ダイゴ（こうもと ダイゴ）
声 - 星野貴紀
- LBX：ゴルドーC

元ロシウス連合所属。任務に実直な性格をしており、ブルースのロストしかねない射撃を諌めた。空中空母での決戦ではゲンドウとカイトの部隊と戦い、その両方の部隊を一人で抑え、中でもカイトにセレディの思想を吹き込んでいたところを、ハルキとリクヤの砲撃を受けてロストし、退学する。
ブルース・ブラドー
声 - 村上裕哉
- LBX：キャリパー

元ロシウス連合所属。遠距離からの狙撃を得意としており、ガウンタの武装だけを狙い打つほどの腕前を持つ。空中空母での決戦ではアラタと戦うが、切り伏せられてロストし、退学する。
セレディ・クライスラー
声 - 阪口大助
- LBX：ファントム→ディ・エゼルディ

運営側が派遣した教師。由緒ある軍人の家系「クライスラー家」の出身であり、天才的頭脳で飛び級を繰り返し今や世界から期待されLBXに関するさまざまな功績が評価され教師に選任された。外見こそ少年の姿だが、後の調査によりセレディとされる人物は1965年生まれであり、実年齢は90歳を超えている。バンデットだったメンバーを指名し新たな特別クラス／仮想国「エゼルダーム」を作る。キョウジ達バンデットとは顔見知りらしく、また監視していたメタ沢を何もせずに機能停止させるなど、謎のある人物。オーバーロードを持つアラタをエゼルダームに引き入れようと考えており、その目的のためにジェノックの仲間達を排除しようとするなど、冷酷な一面を持つ。教師としては公民を担当、学園では珍しくセカンドワールド否定を明言している。ローズシティ陥落によりバンデットとの関係が明らかになった後も、ウォータイムが代理戦争であることが一般に極秘とされていることを楯に学園長を脅迫する形で強引に認めさせている。
実はテロリスト集団「ワールドセイバー」の首魁であり、綾部からは「クライスラー閣下」と敬称付きで呼ばれる。セカンドワールドの秘密を握っており、ロストエリア内に存在する管理コンピュータ「グランドマスター」内に存在するアンダーバランス内の各国の機密情報を狙っている。すべてのパラサイトキーを集めた後、校内放送でセカンドワールドの実態と自分がワールドセイバーであることを公表し、空中空母「ドル・ガルーダ」でロストエリアを制圧しようとするが、入口で待ち受けていた世界連合との戦いの末、ドル・ガルーダを破壊され計画が頓挫する。しかし、本土に強制送還される直前でワールドセイバーの本隊を呼び寄せ神威島を制圧。ウォータイムをセレディの一存のもと時間無制限で実施、更にLBXのロストと同時に毒ガスをコントロールポッド内に噴射してプレイヤーも死亡させる仕掛けを施し、その様子を世界中にライブ配信することで人々の意識を変える計画を発動させる。
子供のような外見は身体の9割をオプティマを含めた機械で補った結果であり、この特性を利用してファントム→ディ・エゼルディをCCMを用いずに操作したり、メタ沢を機能停止させている。さらにディ・エゼルディに自身の戦闘経験を同調させることが可能となっており、アラタなどのエースを複数相手にしながらも圧倒できるが、ディ・エゼルディがダメージを受けるとセレディにも伝播する欠点がある（アニメ版ではこれが敗北の原因となっている）。
ディ・エゼルディがロストされた後、急速に老化する（アニメ版ではオプティマの故障、ゲーム版ではオーバーロードを酷使した結果とのこと）。
敗北後は逮捕され、アニメでは車椅子に乗って連行されたが、ゲームでは法廷に立っている様子が描かれていた。

#### 教職員・学園関係者
美都玲奈（みと れいな）
声 - 嶋村侑
2年5組担任教諭でジェノック司令官。一人称は「私」。黄色のアイシャドウを入れた美人で、一般教科では数学を担当している。司令官としては優秀だが、ジェノックの生徒や周囲の教員達とは一定の距離を置いて接する。他国との同盟を結ばずに独立の姿勢を貫く一方で、半年前からジンと組んでバンデットなどについて独自に調査していたが、19話で正式にハーネスと同盟を結び、ウォータイムの真相をジェノックの生徒に明かす。
一方で、父である美都博士を捜すために教師・司令官としての立場から、父の教え子であったジンと共にセカンドワールドを探っていた。伊丹キョウジの導きでワールドセイバーと世界連合の交戦中にロストエリアへの侵入に成功し、父と再会する。
アニメでは騒動終結後、結果として利用してしまった生徒達に謝罪した。
猿田学（さるた まなぶ）
声 - 星野貴紀
- LBX：カブト・マエストロ

LBX操作技術を教える鬼軍曹的教師。一人称は「ワシ」。二人称は「お前」。授業ではLBX戦術担当。周囲からは「教官」と呼ばれている。背中に二本の竹刀を背負っている。担任クラスを持たずどの仮想国にも属していない中立の立場だが、第1小隊のことを気に掛け、ウォータイムでのジェノック軍の様子を見守る。LBXの腕は高く、ドットフェイサーとセイレーンの2機を相手に引けを取らない。
アニメではエンディング後の解説コーナー「猿田教官の補習授業」を担当している。
騒動終結後、学園を止めることを考えるジョセフィーヌに生徒達の為に学園を続けてほしいと頼んだ。
ベンジャミン・ブラウン
声 - 村上裕哉
黒人の理科教師。一人称は「私」。授業中集中していない生徒には厳しく、そのため特におこがましいアラタに困っている。
エマ・グリーンウェイ
声 - 小平有希
英語教師。一人称は「私」。二人称は「あなた」。ウォータイム中は多忙になるので、メリッサに仕事を押し付けるような図々しいところがある。
マックス・ポッター
声 - 木内秀信
LBX工学の専門の教師。一人称は「ボク」。二人称は「キミ」。高身長で小太りで、口ひげがトレードマーク。
ジョージ・ブルーダー
世界史教師。一人称は「私」。二人称は「君」。顎鬚を蓄えたオールバックで常に半目の教師。喋る言葉がとても渋い。
武田シルビア（たけだ シルビア）
保健体育教師。一人称は「あたし」。白髪ベリーショートの女性で、スパルタな授業を行う。
騒動終結後は、生徒の健康はLBX操作に関与しており、その事に健康にLBX操作できるかを試している。
トメさん / 河井乙女（かわい おとめ）
声 - 小平有希
ジェノック、ポルトン、ハーネスの学生寮「ダック荘」の寮母。古き良き日本の剛胆なおばあちゃんであり、規律を重視する一方で、アラタが女子寮に入ろうとして失敗した際は「バレない様にやるもの」と後押しをする茶目っ気のある一面も持つ。
大門ジョセフィーヌ（だいもん ジョセフィーヌ）
声 - 木内秀信
神威大門統合学園の学園長。オカマ口調で話す。一般人は呼び捨てだが、気に入っている男子・女子にはあだ名を付けている（ムラクは「ムーくん」、アラタは「アラたん」など）。
新たに着任したセレディを警戒しており、メタ沢に動向を監視させ運営側（東郷総理）に報告している。
騒動終結後は、自責の念から一度学園を閉めることを考えるも、生徒達や猿田から学園を続けて欲しいと頼まれて続ける決意をする。
メタ沢一郎（メタざわ いちろう）
声 - 大隈健太
- LBX：メタロイド

ジョセフィーヌの側近を務めるロボット。スーツ姿とメタモ顔が特徴で、主に学園の出来事をジョセフィーヌに報告している。学園に多数のボディが存在しており、それぞれが「一郎」から「百郎」までの名前を持っている。
イワン・クロスキー
声 - 前田弘喜
ロシウス連合の司令官。一人称は「私」、ごくまれに「このイワン・クロスキー」。二人称は「貴様」。将校の制服コートを身に着け髭を蓄えた男である。拠点防衛や作戦遂行をするためなら生徒を消耗品として扱うなど、教師としても指揮官としても問題があり、あまり相手にしたくない人物。ただし、セレディに場所を取られても屈しないなど、根からの極悪人ではない。
騒動終結後は、ロシウスの勢いを戻そうとする。
キース・ジョーダン
声 - 大畑伸太郎
アラビスタ同盟の司令官。一人称は「私」。二人称は「あなた」または「君」。他国との融和を積極的に図っているが、逆らう相手には容赦しない。美都にジェノックとの同盟を持ちかけるが、断られている。
騒動終結後は、世界を救ったアバターに感謝している。
メリッサ・ポートマン
声 - 広瀬有香
ポルトンの司令官。一人称は「私」。二人称は「あなた」。小国である自国の拡大に努力を見せるものの、同盟を持ちかけているジェノックには相手にされず、他の教諭からも「暇そうだから」と仕事を押し付けられるなど、何かと不憫な立場。クールに見える容貌だが、内面はむしろ勝気でやや子供っぽい一面も見せる。
騒動終結後は、ポルトンの活動をLBXバトルでもっと派手に広げようと意気込む。
野見信三（のみ しんぞう）
ロンドニアの司令官。一人称は「この野見」「この野見信三」まれに「私」。二人称は「君」。権威主義的な性格で、自分より下と判断した相手には見下した態度をとるが、自分では敵わないと判断した相手にはへこへこと媚び諂う小心者。
騒動終結後は、エゼルダームがテロリストであることに気付いてか手は貸さず、キョウジの行方が分からなくなり、途方に暮れていることから、根っこからの極悪人ではない。
轟一徹（とどろき いってつ）
グレンシュテイムの司令官。一人称は「私」。二人称は「君」。威風堂々とした性格で、他仮想国に対しても誠実に接する。グレンシュテイムの技術力に絶対の自信を持ち、エゼルダームのドル・ガルーダに対しても見かけ倒しのハリボテと一蹴する。
騒動終結後は、世界を救ったアバターに感謝している。
ピーター・アイスマン
クルセイドの司令官。一人称は「僕」。二人称は「君」。本当に掴みどころのない性格で、クルセイドが滅亡しても反応は薄く、エゼルダームの振る舞いに対しても高みの見物を決め込む。
騒動終結後は、滅亡されたクルセイドを再生しようとする。
日暮真尋（ひぐらし まひろ）
声 - 藤堂真衣
2年3組の担任で保健医。一人称は「あたし」。二人称は「君」または「お前」。飄々として男性のような話し方だが、れっきとした女性。担任であるがハーネスの司令官ではない。
ゲームでは登録上の司令官。美都ともある程度の仲らしく、アラタたちへの極秘任務にも密かに協力していた。

#### 『ダンボール戦機』、『ダンボール戦機W』からの登場人物
海道ジン（かいどう ジン）
声 - 小田久史
- LBX：ゼノン（Webアニメのみ）、エンペラーM3（烈伝のみ）→ エンペラーM3 カスタム（烈伝のみ）

2年3組の副担任であり、ミゼル事変の英雄として有名な伝説のLBXプレイヤー。18歳→19歳（烈伝）。A国大学を卒業後、恩師である美都博士の行方を探るために半年前から臨時講師として神威大門に着任し、秘密にされてきたハーネスの司令官「ドルドキンス」として、美都博士の娘である美都玲奈と密約をし同盟を結ぶ手はずを整えていた。副担任でありながらも、ジェノックとハーネスの生徒達からは「先生」とは呼ばれることはなく、そのまま「ジンさん」と呼ばれている。
本編当初からジェノックの司令室に度々姿を現していたが、18話で初めてアラタ達の前へ姿を現し、以後はジェノックと正式に同盟を結び彼らとも協力する。
山野淳一郎（やまの じゅんいちろう）
声 - 小松史法
LBXを発明した工学博士。自身の名義でLBXに関する著書が出版されている。
山野バン（やまの バン）
声 - 久保田恵
- LBX：オーディーン（2号機）、アキレス（レプリカ）、アキレスII（ゲーム版、烈伝のみ）→ アキレスII カスタム（烈伝）

山野淳一郎の息子でかつてミゼル事変を解決した伝説のLBXプレイヤー。18歳→19歳（烈伝）。本編では山野博士の著書の回想に幼少時代の姿で登場する。
本編後日談のWebアニメで登場。神威大門学園再興と残ったLBXプレイヤー達の為に技術指導と講義の目的で神威島に来た。着任当日にアラタにバトルを挑まれ（ウォータイムではなく通常のDキューブで）ジンとタッグを組み勝負する。しばらくのブランクもありLBXもアラタ達よりも旧式であったにもかかわらず、圧勝する。アラタに、LBXと会話することの大切さを伝える。LBXの未来を見極めるため、父と同じLBX工学の道を志し、高校卒業後はA国に行き研究機関に入ろうと思っている。
古城アスカ （こじょう アスカ）
声 - 白石涼子
- LBX：ヴァンパイアキャット

古城タケルの姉でキャサリンが憧れを抱いている伝説のプロLBXプレイヤー。18歳。4年間の間に三大会を制しており、現在はサイバーランスのイメージガールもやっている。
『W』の頃に比べ髪を下しており、顔立ちや体格も女性らしくなっている。
郷田ハンゾウ（ごうだ ハンゾウ）
声 - 早志勇紀
- LBX：ハカイオー王牙（オウガ）

沖田ヒナコが憧れを抱くLBXプレイヤー。20歳。アスカ同様、プロプレイヤーとなっているらしく、LBXマガジンで特集を組まれるほど有名になっている。
仙道ダイキ（せんどう ダイキ）
- LBX：ジョーカー→ジョーカーMk2

仙道キヨカの兄でLBXプレイヤー。20歳。本編ではキヨカの回想に『W』の時期の姿で登場する。
八神英二（やがみ えいじ）
声 - 星野貴紀
財前元総理直属のエージェント。ジンに頼まれ独自にセカンドワールドの秘密を探っていた。
財前宗助（ざいぜん そうすけ）
声 - 中村悠一
前内閣総理大臣。神威島の事件を知り、八神と共に東郷総理の許へと赴く。
神谷コウスケ（かみや コウスケ）
- LBX：シャドールシファー

烈伝に登場。23歳。神谷藤吾郎の息子で、伝説の天才プレイヤー。エンペラーM5の開発に携わった。
大空ヒロ（おおぞら ヒロ）
- LBX：アキレスD9、ディ・レギウディア（烈伝のみ）

烈伝に登場。17歳→18歳（烈伝）。アラタと同じオーバーロードを持つ伝説のLBXプレイヤー。ワールドセイバーに捕えられ、洗脳され、敵になってしまう。
ジェシカ・カイオス
烈伝に登場。19歳→20歳（烈伝）。「ファイアースウィーツ」の第二小隊隊長。
以下、ゲームにのみ登場。
- 花咲ラン（はなさき ラン）
- 川村アミ（かわむら アミ）
- 青島カズヤ（あおしま カズヤ）
- 灰原ユウヤ（はいばら ユウヤ）
- 風摩キリト（かざま キリト）

#### その他
東郷儀一（とうごう ぎいち）
声 - 中川慶一
2055年の日本の総理大臣であり東郷リクヤの父親。リクヤにパラサイトキーを託す。セカンドワールドの運営側にも属しており、バンデット対抗のためにセレディの正式承認をしているが、裏の顔は把握していなかった。
何かしらの重病を患っており劇中では服薬するシーンもあったが、ワールドセイバーの学園占拠中に倒れ重体となり、そのまま事切れる。
美都英輔（みと えいすけ）
声 - 遠藤大智
美都玲奈の父であり海道ジンのA国留学時代の恩師でもある、グランドマスターの開発者。コンピューター工学のスペシャリストであると同時に脳神経科学の権威でもあり、オーバーロードの研究もしていた。3年前より行方不明だったが、実はグランドマスターの生体ユニットとなっていた。
娘によってグランドマスターから解放され、騒動終結後に神威島から本島の病院に搬送された。

#### ゲスト出演
他作品から出演。ゲームのみ登場。
- イナズマイレブンGO ギャラクシー ビッグバン／スーパーノヴァより
  - 松風テンマ（まつかぜ テンマ）

声 - 寺崎裕香
- - 瞬木ハヤト（またたぎ ハヤト）

声 - 石川界人
- - 井吹ムネマサ（いぶき ムネマサ）

声 - 鈴木達央
- 妖怪ウォッチより
  - 天野ケータ

声 - 戸松遥

#### 装甲娘戦機
リコ / モリサワ リコ
声 - 逢田梨香子
マナと買い物に来ていたら時空震に巻き込まれて、装甲娘になりミメシスと戦う事になってしまう。料理が上手。
ユイ / タキトウ ユイ
声 - 村川梨衣
熱血少女。激辛ラーメンが苦手。
キョウカ / シノハラ キョウカ
声 - 大西沙織
遊撃隊リーダー。あんみつ好き。
ミハル / クルキ ミハル
声 - 福原綾香
長身で寡黙。サムライのような雰囲気を纏うが可愛いもの好き。
スズノ / オタマキ スズノ
声 - 宮下早紀
コミュ障の作戦参謀。妄想するのが好き。
マナ
声 - 藍本あみ
リコの親友。

### 登場メカニック（ウォーズ）

#### セカンドワールドで運用されるLBX
セカンドワールドで運用されるLBXは、タイニーオービットのウォーリアー、プロメテウスのブルド等、メーカー既製品も使用されている一方、仮想国ジェノック、ロシウス連合の機体に関してはそれぞれの陣営向けに神威大門統合学園が独自の機種を用意している。これらの機体はパッケージにもメーカーではなく仮想国のロゴ（国旗）が記されている。

##### ハーネス (LBX)
機種はジェノックのものとほぼ同一だが、カラーリングが異なる。一部の機体には米軍のMDS（Mission-Design-Series）がベースと思われる略号が記載されている。
DCオフェンサー
最初からラボで製造できるLBX。ブロウラーフレーム。神谷重工のデクーが原型機。DCシリーズの中で全てのバランスがいい。略号は「UA」。
DCブラストアーム
ある程度シナリオを進めることでラボで製造できるLBX。ブロウラーフレーム。黒とオレンジ色が特徴のDCオフェンサーの強化発展型。
DCディフェンサー
ブロウラーフレーム。DCオフェンサーの指揮官用型。

DCエリアル
最初からラボで製造できるLBX。ブロウラーフレーム。両腕がECMとなっていて、下半身が車輪となっている。下半身はプロメテウスのブルド改が原型機。DCシリーズの中で砲撃戦を得意とする。略号は「UM」。
DCブレイバー
最初からラボで製造できるLBX。上半身はブロウラーフレーム、下半身はワイルドフレーム。下半身は神谷重工のアサシンが原型機。DCシリーズの中で3段ジャンプができる。略号は「UL」。
セイレーン
最初からラボで製造できるLBX。ストライダーフレーム。略号は「S」。
ブラックスワン
ある程度シナリオを進めることでラボで製造できるLBX。ストライダーフレーム。全体的に黒みを帯びたセイレーンの強化発展型。

ヴァンパイアキャットミリタス
古城タケルが設計したヴァンパイアキャットをベースにしたテスト機。ブロウラーフレーム。普通のLBXと比べて俊敏性や反応速度が高く、同系統の機体を扱うアラタですら苦労するピーキーな性能を持つ。パーツ構成はヴァンパイアキャットの頭部、ジェネラルの胴体と腕部、デクー系の脚部。アラタが使用した際は、臨時でゼットソードとゼットシールドを装備。略号は「TX」。
BCライアン
ある程度シナリオを進めることでラボで製造できるLBX。ナイトフレーム。オメガダインのバスターが原型機。
SCステリアス
ある程度シナリオを進めることでラボで製造できるLBX。ストライダーフレーム。セイレーンが原型機。
TCパイロン
ある程度シナリオを進めることでラボで製造できるLBX。ブロウラーフレーム。プロメテウスのタイタンが原型機。
ICシャークラー
ある程度シナリオを進めることでラボで製造できるLBX。ワイルドフレーム。神谷重工のインビットが原型機。
ライフェイン
ある程度シナリオを進めることでラボで製造できるLBX。ストライダーフレーム。冒険家のような外観で、岩場での戦いを得意とする。
マリーフェイン
ある程度シナリオを進めることでラボで製造できるLBX。ストライダーフレーム。水兵のような外観で、水中での戦いを得意とする。
ドットフェイサー
ある程度シナリオを進めることでラボで製造できるLBX。ブロウラーフレーム。略号は「YA」。
バル・スパロス
ある程度シナリオを進めることでラボで製造できるLBX。ナイトフレーム。略号は「YF」。
オーヴェイン
ある程度シナリオを進めることでラボで製造できるLBX。ワイルドフレーム。略号は「YM」。
ドットブレイズ
ある程度シナリオを進めることでラボで製造できるLBX。ブロウラーフレーム。バル・ダイバー、トライヴァインと同時期にラボに追加されるドットフェイサーの強化型。脚部と両肩をホバーに換装し、全体的にカラーリングが赤銅色になり、背中にマントを羽織っている。ドットフェイサーが原型機。
ゲームではハーネス、プラモでは無所属の機体でアンドレイ・グレゴリーの専用機となっている。
ジル・グレイブ
ドットブラスライザーと同時期に設計されたLBXで、ドットブラスライザーと同じく「ラグナロクフェイズ」を発動することができる。ナイトフレーム。ステルス機を連想させるような色と形状が特徴。バル・スパロスが原型機。
ジル・ニンジャ
ジル・グレイブの発展型。ナイトフレーム。青みを帯びたカラーリングが特徴。
ジル・サムライ
ジル・グレイブの発展型。ナイトフレーム。青みを帯びた色合いのジル・ニンジャとは対照的に赤みを帯びたカラーリングをしている。

ヴェスパー
ドットブラスライザーと同時期に設計されたLBXで、ドットブラスライザーと同じく「ラグナロクフェイズ」を発動することができる。ストライダーフレーム。蜂のような外観が特徴。
メリッタ
ヴェスパーの発展型。ストライダーフレーム。全体的に黄色くなりより蜂らしい外観をしている。
テルミティー
ヴェスパーの発展型。ストライダーフレーム。さくら☆零号機を連想させる白とピンクの可愛らしいカラーリングが特徴。メリッタが蜂らしい外観に反して、テルミティーは先述の白とピンクのカラーリングであるウサギに近い。

レオローダー
ドットブラスライザーと同時期に設計されたLBXで、ドットブラスライザーと同じく「ラグナロクフェイズ」を発動することができる。ワイルドフレーム。ライオンの顔を持つ重機のような姿が特徴。オーヴェインが原型機。
ベルセルク・レオルド
レオローダーの発展型。ワイルドフレーム。配色が黒とオレンジになり、ライオンと重機の両方の特徴を捉えている。
ゼブラ・ロード
レオローダーの発展型。ワイルドフレーム。ゼブラの名の通り白黒のストライプだが顔の形状はレオローダーのままなので、どちらかといえばホワイトタイガーに近い。

DBクリムゾン
ドットブラスライザーの強化型LBX。ブロウラーフレーム。外観は「ラグナロクフェイズクリムゾン」そのままだが、ジーエクストに移行することはできない。
DBサイファー
ドットブラスライザーの強化型LBX。裏ランキングバトルで瀬名アラタが使用する機体だが、DBクリムゾンと同じくジーエクストに移行することはできない。

##### ジェノック (LBX)
神威大門中等部2年5組が所属する仮想国。総勢20→24名、5→6個小隊を擁する。ハーネスと同じく、一部の機体には米軍のMDS（Mission-Design-Series）がベースと思われる略号が記載されている。
ドットフェイサー
法条ムラクとの初戦で完敗を喫した第1小隊に、海道ジンが美都先生を介してもたらした3機の新型LBXの一つ。略号は「YA」。ブロウラーフレーム。アラタが受領した機体で、6形態に変形するマルチギミックサックを持つ、汎用性重視の機体。両脚のタイヤで機動性にも優れる。マルチギミックサックは拳銃型の「ゼットシューター」、二本の刀身を持つ「ゼットソード」、拳を覆う形状の盾「ゼットシールド」から構成されており、「ゼットシューター」と「ゼットソード」を組み合わせることによって、突撃銃型の「ゼットライフル」、銃床が先端部となった「ゼットハンマー」、巨大なビーム刃を展開する槍「ゼットランス」となり、さまざまな戦況への対応が可能になっている。
後にサクヤから両手銃「ドットガトリングガン」が支給されている。
アラタがオーバーロードに目覚めた際にグルゼオンを圧倒するも、戦闘終了後、オーバーロードの反動に耐えきれず中破（原型は一応留めているがコアスケルトンにまでダメージが及んでいる）。
サクヤがドットブラスライザー開発に専念していたため、キヨカによって修理されるが、アラタが今後ドットブラスライザーを使用するようになったため、本機体を譲渡してほしいと自ら志願したユノの手に渡り、ユノ専用LBXとなる。なお譲渡後は機体の各部や武装がリペイントされ、略号も「A」に変更。
ゲーム版「ウォーズ」では、ハーネスに所属する主人公にも送られている。
ドットブラスライザー
海道ジンが用意した、アラタのオーバーロードに耐えうるように設計された設計図を基に、サクヤとタケルが共同で作り上げた、ドットフェイサーに代わるアラタ専用LBX。四肢や頭部、バックパックなどが展開し内部フレームが光り輝く「ラグナロクフェイズ」という強化形態に変形する機能を持つ。これもマルチギミックサックがあり、二丁拳銃の「ブラストマグナム」、ブラストマグナムが変形した二刀流の「ブラストソード」、ビーム状の楯、「ブラストガーター」から構成されており、「ブラストソード」と「ブラストマグナム」を組み合わせることによって、上下にビーム状の槍がついた「デュアルブレード」になる。ラグナロクフェイズ時はビームクロー「ヴァリアブルクロー」が使用可能になる。最大稼働時には装甲が紅く染まり、「ラグナロクフェイズクリムゾン」へと変化する。
ドットブラスライザー・ジーエクスト
ラグナロクフェイズクリムゾンがドットフェニックスと合体したドットブラスライザー第3の形態。両腕には機首の槍と盾、両足にはブースター、ドットブラスライザーのバックパックは分離してドットフェニックスの本体が合体する。ワールドセイバーとの決戦に備え、サクヤとタケルが中心となり、世界連合のメカニックたちとの協力を得て考案、開発された。複数の敵や対大型兵器との戦闘を前提に設計されており、全身にミサイルやレールガンを多数配備しつつも脚部の高出力ブースターと背部のウイングで機動力を確保している。全武装を集中的に叩き込み、槍から巨大なレーザーソードを発生させ両断する専用超必殺ファンクション「真刀・カムイ」は、巨大空母をも沈める破壊力を持つ。
ドットフェニックス
ドットブラスライザー専用支援機。両翼にスティンガーミサイル、二門のレールガン、機首にビーム砲としての機能が存在し、単独での戦闘も可能となっている。ドットブラスライザーと合体する際は機首・本体・ブースターの三種に分割されてから、「ドットブラスライザー・ジーエクスト」へと合体する。

バル・スパロス
海道ジンが美都先生を介して第1小隊にもたらした3機の新型LBXの一つ。略号は「YF」。ナイトフレーム。ヒカルが受領した機体で、航空機と忍者をイメージした高機動型。三本のダガー「風魔小太刀」、風魔小太刀と基部を合体させた投擲武器「風魔手裏剣」の2形態に変形するマルチギミックサックが基本装備。風魔手裏剣を回転翼のように使うことで滞空することも可能。
バル・ダイバーの登場後は紫に塗装され、略号を「F」に変更してカイトに引き継がれる。
バル・ダイバー
バル・スパロスの後継機。他の二機（ドットブラスライザー、トライヴァイン）と比べ、原型機からの変更点は少ない。マルチギミックサックを廃止し背部に大型ジェットエンジンを装備し、高速移動だけでなく短時間の飛行も可能。武装は日本刀型のブレード、「鉄刀・鬼機丸」。

オーヴェイン
海道ジンが美都先生を介して第1小隊にもたらした3機の新型LBXの一つ。略号は「YM」。ワイルドフレーム。ハルキが受領した機体で、頭頂部には砲撃戦に対応するための多機能型の長距離センサーを、無限軌道となっている脚部には砲撃時の姿勢を保つためのストッパーとなるかぎ爪を装備している。大型砲の「オーキャノン」、弾頭部をハンマーヘッドにした「オーハンマー」の2形態に変形するマルチギミックサックが基本装備で、砲撃形態時はマルチギミックサックそのものが変形し、機体前面に展開される（ゆえにオーキャノンを破壊されると以降の戦闘が困難となる）。
トライヴァインの登場後は黒く塗装され、略号を「M」に変更してゲンドウに引き継がれる。
トライヴァイン
オーヴェインの後継機。ドットブラスライザーの設計思想を元に、サクヤとリンコが設計した。無限軌道とマルチギミックサックは廃止され、背面は放熱フィンになっている。基本装備は武器腕「キャノンクロー」で、両肩にキャノン砲が、前腕には大型のクローが装備されている。両腕を胸の前で合体させることで両腕を新たな砲門とし、両肩の砲門と合わせて専用必殺技「トライキャノン」を放つ。

DCオフェンサー
ジェノックで運用されている汎用量産型LBX。略号は「UA」。ブロウラーフレーム。外観は神谷重工のデクーに酷似しており、頭部のゴーグル内にもデクーと同型のモノアイが確認できる。基礎設計に優れることからオールラウンドに能力を発揮でき、いくつものバリエーションを生み出した。デクーの綴りはDEQOO。
DCブレイバー
脚部をワイルドフレームに換装したDCオフェンサー。略号は「UL」。俊敏な跳躍力を誇る。
DCエリアル
脚部をスパイク付きの装輪型に、両腕は肩に砲塔を載せた大型のタイプに換装したDCオフェンサー。略号は「UM」。

セイレーン
俊敏な動きが特徴のLBX。略号は「S」。ストライダーフレーム。女子だけのチーム第4小隊に配備されているが、武装の多くはDCシリーズと共通である。基調色を白としつつ、メンバーごとに若干異なったカラーリングが施されている。
マグナオルタス
ジェノックに転属した北条ムラクの専用LBX。ナイトフレーム。ガウンタ・イゼルファーで得られたデータをもとに木場カゲトと仙道キヨカが共同で開発した。かつての専用機と同じくすみれ色に塗装され、肩と盾にはジェノック第6小隊を表すマーキングがされている。基本装備は剣「マグナスブレード」と盾「マグナスシールド」。
耐久力の面から搭載が困難とされるマルチアクセラレーターの搭載に成功し、ガウンタ・イゼルファーを凌駕するほどのパワーと機動力を得ている。攻撃面を特化させた第一小隊のLBXと異なり、各隊との連携を重視したバランス重視のコンセプトで開発され、カゲトの持つ最新技術の粋を集めている。カゲトはブロウラーフレームよりも防御力の低いナイトフレームに転換したムラクのため、以前と同じ二刀流として使えるようにマグナスシールドにはスパイクが付けられている。
開発に協力したキヨカの設計思想も反映されており、専用必殺技「カタストロフィ・ドライブ」は発動時に彼女の兄・仙道ダイキのLBX戦法と同じく三体に分身し、三方向から強力な一撃を放つ。
MOタイラント
ナイトフレーム。最強ワイバーンを倒すことで手に入るマグナオルタスのカスタム機。

##### ロシウス連合 (LBX)
ジェノックと対立関係にある強大な仮想国。一部の機体には、機体名を省略したものと思われる略号が記載されている。
ガウンタ
グレイリオを元にした指揮官用のLBX。雪や氷のフィールドで安定した機動力を発揮する。略号は「GU」。
バネッサ機は転属後に白とグレーにカラーリングが変更。
ガウンタ・イゼルファー
法条ムラク専用のガウンタ。背面スラスターと脚部が改良され、機動力が上がりホバー走行が可能となっている。そのすみれ色ボディは敵国から「バイオレットデビル」と恐れられている。基本装備は長剣「ベリアルブレード」と短剣「ベリアルエッジ」の2刀流。
後に「ドットガトリングガン」の対策として、片手銃「ベリアルライフル」と盾「ギガントシールド」を装備している。
聖騎士イゼルファー
ブロウラーフレーム。ラボランクを上げることで建造できるようになる白いガウンタ・イゼルファー。
グレイビースト
アンドレイ・グレゴリー専用のガウンタ。その名の通りカラーリングは灰色で、白兵戦に特化した機能を有し、ライディングアーマーとドッキングする事でさらに強力なパワーを発揮する。

グラスター
ロシウス連合で運用されているLBX。ワイルドフレーム。上半身は神谷重工のアサシンに、下半身はTO社のハンターに酷似している。ロシウス連合第13小隊で運用されている機体は青色に塗装されており「ブルーグリフォン」の通称がある。略号は「GS」。
グレイリオ
ロシウス連合の汎用型LBX。ブロウラーフレーム。戦闘中は歩行でなく滑走を多用し高い機動性を発揮する。略号は「GR」。
ミハイル機は転属後に白とグレーにカラーリングが変更。
グレイリオ・ミリタス
ブロウラーフレーム。ラボランクを上げることで建造できるようになる迷彩柄のグレイリオ。

##### アラビスタ同盟 (LBX)
デザートカラーの塗装が特徴。
ヴェルネル
アラビスタ同盟の指揮官機。ストライダーフレーム。外観は山野淳一郎のLBXマスカレードJに酷似していて一部イカロスのパーツを使用している。
ヴェルネルUC（ヴェルネル アーバン・カモフラージュ）
アラビスタ同盟本拠地の指揮官機。ストライダーフレーム。「ホワイトフォックス」こと白牙ムサシ専用の都市迷彩を施したヴェルネルの強化型。

ジラント
アラビスタ同盟の汎用型LBX。ナイトフレーム。サイバーランス社のカブトが原型機だが、各部の装甲が大幅に刷新されており、原型をあまりとどめていない。
マッドバイソン
アラビスタ同盟本拠地で運用されているLBX。ワイルドフレーム。タイニーオービットのフェンリルが原型機。
ダークバイソン
ワイルドフレーム。裏ランキングバトルに登場する漆黒のマッドバイソン。

##### バンデット/エゼルダーム/ワールドセイバー (LBX)
キャリパーとゴルドーはバンデット、エゼルダーム共に色違いの同じLBXを使用しているが、表向きは開発過程でデータを盗まれたとしている。バンデット機の腕はLBXのアーマーフレームをも容易に貫けるだけではなく、パラサイトキーのデータを逃すことなく直接自身へ移す機能も備えられている。
グルゼオン
バンデットを率いる伊丹キョウジ（ロンドニア所属）のLBX。ブロウラーフレーム。頭部にはバイザーギミックが備わっている。展開時の頭部や各種の機体構造がドットフェイサーと酷似している。大腿部と両肩にブースターを搭載しており、単独飛行だけでなく、空中での極めて複雑な戦闘機動が可能である。基本装備の「ヘルサイス」は、両手銃「ヘルブラスター」へ変形可能。
最終決戦直前でセレディの裏切りによって破壊されたが、予備パーツによる応急処置を施した状態で乱入してくる。両腕がヘルブラスターに換装されただけでなく、右腕はヘルサイスのビーム刃、左腕はDCシリーズの基本装備コンバットソードの流用と思われる実体剣の銃剣となっている。
グルゼオン・R（グルゼオン・ライジング）
ブロウラーフレーム。最強ミノタウロスを倒すことで手に入るグルゼオンのカスタム機。

キャリパー
バンデットが運用しているLBX。ストライダーフレーム。外観は神谷重工のデクーエースに酷似している。バンデット仕様は黒、エゼルダーム仕様は茶色。
ゴルドー
バンデットが運用しているLBX。ブロウラーフレーム。外観は神谷重工のマスターコマンドに酷似している。バンデット仕様は黒、エゼルダーム仕様は茶色。
ファントム
セカンドワールドに突如として出現した正体不明のLBX。ナイトフレーム。飛行能力を備えており、蝙蝠のような翼状の外装には光学迷彩を備えており、推進ブースターは強力なビーム砲として機能する。基本武器は、螺旋状に交差した槍「デモンズランス」。
外套を纏うような状態は通常モードと呼ばれ、推進ブースターのビームもこの時にのみ使用する。翼を開いた状態は戦闘モードと呼ばれ、圧倒的な機動性で相手を追い詰める。機動力や攻撃力だけでなく、ベリアルライフルの直撃を物ともしない異常な頑丈さを持つ。光学迷彩を使用する際に霧に紛れるように消える姿から『亡霊』（= ファントム）と呼称される。
初戦である『ギガントの壁攻略作戦』では、ドットフェイサーとガウンタ・イゼルファーの戦いに割り込み、彼らを谷底に落とした。ローズシティ防衛戦にてついにその素性を明かした。
なお、ゲーム版では入手可能な機体だが、プレイヤー側で使用できるファントムには翼が無い。
ファントムDナイト
ナイトフレーム。最強ヒドラを倒すことで手に入るファントムのカスタム機。
ディ・エゼルディ
ファントムが纏っていた外装を排除した本来の姿。ナイトフレーム。ステルス機能は無くなったが、軽量になったことで機動力は向上している。セレディはこの機体をワールドセイバーの理念の象徴と呼んでいる。手持ちの武装は無く、攻撃や防御はすべて背面に装備した六つの子機によって行われる。子機には、LBXを容易に貫く「ソードビット」、強力なレーザーを放つ「ビットレーザー」、アタックファンクションすらも弾く「リフレクトビット」の機能が備わっており、子機自体もドットブラスライザー・ジーエクストに追従出来るほどのスピードを持つ。固有ファンクション『アポカリプス』は、ビットの機能をフルに活用したオールレンジ攻撃となっている。
ビットだけでなく本体の性能も高く、アニメ版ではドットブラスライザー・ジーエクストを振り回したり、素手でドットブラスライザーを圧倒している。ドットブラスライザーとは機体構造における共通点が多い（各部の光るフレーム、背面の四つのウィング、MGSの様に変形する武器（ビット）等）。
ゲーム版ではキョウジが奇襲によりファントムの外装を破壊したことで登場したが、アニメ版ではアンダーバランス入手の経緯が異なっており、激昂したアラタによってその本性が暴かれた。
ジ・エゼルディア
ナイトフレーム。最強エルドバンドを倒すことで手に入るディ・エゼルディのカスタム機。

スカルフェイサー
ブロウラーフレーム。ランキングバトルにおいて有馬トオルが搭乗する髑髏のような黒いドットブレイズ。
タータンフェイン
ストライダーフレーム。ランキングバトルにおいてシャーロット・レインが搭乗する紅色のマリーフェイン。
グレンヴァイン
ワイルドフレーム。ランキングバトルにおいて甲本ダイゴが搭乗する赤橙色のトライヴァイン。
バル・アストロス
ナイトフレーム。ランキングバトルにおいてブルース・ブラドーが搭乗する上半身が黒く下半身が赤いバル・ダイバー。
サイロン
裏ランキングバトル制覇及びセカンドワールド内のラボをすべて制圧することで手に入るLBX。ワイルドフレーム。サイロンガーダーをモチーフとした外見をしており、「我王砲」が使える。
ディ・レギウディア
LBX烈伝に登場。ブロウラーフレーム。ワールドセイバーが盗用したドットブラスライザーの設計データを基に、ディ・エゼルディの技術を応用して改良・開発したLBXであり、その性能は軍事兵器の領域に達している。外見はドットブラスライザーと酷似しているが、蒼を基準とした色で彩られており、各部には恐竜を思わせるような意匠が追加されている。
基本形態時でもオーバーロードに耐え得るほどの性能を持つが、ドットブラスライザーの「ラグナロクフェイズ」に該当する「アブソルートフェイズ」という強化形態に変化できる。変形機構は同じだが、頭部はグルゼオンのようなバイザー型に変更されており、変形によって展開されるクロー「フィアミクス」や光の翼も刺々しいものになり、より凶暴なデザインになるなどの相違点が見受けられる。
基本装備は剣「コルディクティス」。二本装備しており、アブソルートフェイズ時には半分に分割され、バインダーと同じく光の翼の様なものを展開してバックパックに接続される。

##### ロンドニア（LBX）
ウォルダム
ロンドニアで運用されているLBX。ワイルドフレーム。サイバーランスのオルテガが原型機。
ウォルダム・タイガー
ワイルドフレーム。ラボランクを上げることで建造できる虎柄のウォルダム。

パレスガーダー
ロンドニアで運用されているLBX。ナイトフレーム。サイバーランスのムシャが原型機。
エアライドス
ロンドニアの指揮官機。ナイトフレーム。石川タケヒロの専用機で、アーマー＆クラウンのK・アーサーが原型機。
ゴールドライドス
ナイトフレーム。裏ランキングバトルに登場する黄金のエアライドス。

##### ポルトン（LBX）
カナロア
ポルトンで運用されているLBX。ストライダーフレーム。タイニーオービットのアマゾネスが原型機。
カナロア・ドレス
ストライダーフレーム。ラボランクを上げることで建造できる紺碧のカナロア。

ロノ
ポルトンで運用されているLBX。ナイトフレーム。タイニーオービットのズールが原型機。
スキュレイム
ポルトンの指揮官機。ナイトフレーム。頭はサイバーランスのトリトーン、腕と胴体は山野淳一郎のミネルバ、脚部はプロメテウスのネレイドに似ている。ゲーム版ではヒナコの専用機として運用されている。
シャークマウス
ナイトフレーム。裏ランキングバトルに登場する迷彩柄のスキュレイム。

##### グレンシュテイム（LBX）
過去作の主人公・山野バンやその仲間などが使用した高性能機に酷似した機体が占めており、LBX烈伝・番外編において相応に高い性能を持つ事が言及されている。
G・レーヴェ
グレンシュテイムで運用されているLBX。ナイトフレーム。プロト・Iに酷似した外観を持つ。LBX烈伝・番外編にてサクヤが「イカロスタイプが原型機は禁じ手レベルな気がする」と評している。だが、イカロスタイプ特有の高次元多関節機構はオミットされている。これは下記のG・レーヴェ・ミリタスも同様。
G・レーヴェ・ミリタス
G・レーヴェの指揮官仕様機。ナイトフレーム。シトルド中枢区に一機のみ配備されている。

G・ユーグフラオ
グレンシュテイムで運用されているLBX。ストライダーフレーム。ジャンヌ・Dが原型機で、腕部に8発のミサイルが搭載されている。LBX列伝・番外編に登場するプレイヤー
G・シュッツェ
グレンシュテイムの指揮官機。ナイトフレーム。高崎ケンタロウの愛機でもあり、オーレギオンに酷似した外観を持つ。我王砲やスティンガーミサイルはオミットされている代わり、JETストライカーは使うことができる。これは下記のG・ロイヤルガードも同様。
G・ロイヤルガード
ナイトフレーム。ラボランクを上げることで建造できる黒いメタリックカラーのG・シュッツェ。

オーディーン・ミリタス
グレンシュテイムで運用されているLBX。ナイトフレーム。オーディーンの量産モデル。「FR」という略号が記載されている。
山野バンのオーディンは専用コアスケルトン「VX-13」の性能を完全に引き出すのに対して、こちらは通常のコアスケルトンでも従来以上の性能を引き出すというコンセプトで開発された。

##### クルセイド（LBX）
ゲーム版では交戦する前に国家としては消滅してしまうが、生徒及びLBXはアラビスタに併合された後も本拠地としていたコールロンド要塞にて運用されている。
グラディエーター・ミリタス
クルセイドで運用されていたLBX。ブロウラーフレーム。クルセイドのシンボルカラーであるオレンジ色に塗装されたグラディエーター。
インビット・ミリタス
クルセイドで運用されていたLBX。ワイルドフレーム。クルセイドのシンボルカラーであるオレンジ色に塗装されたインビット。

##### その他のLBX
カブト・マエストロ
猿田教官が使用するカブトのカスタム機。ナイトフレーム。基本装備は長さの異なる二本の竹刀「ロングバンブー」と「ショートバンブー」の二刀流。
メタロイド
ランキングバトルにおいてメタ沢たちが使用するLBX。ナイトフレーム。メタモの頭に人型の胴体が付いた奇抜なデザインのLBX。
メタロイド・G（メタロイド・ゴールデン）
ナイトフレーム。裏ランキングバトルに登場するメタ沢一郎が使用する黄金のメタロイド。

ドットフェイサーT-A（ドットフェイサー タイプアキレス）
ブロウラーフレーム。『ダンボール戦機W超カスタム』に付属するパスワードを入力することで手に入るアキレスD9カラーのドットフェイサー。
バル・スパロスT-O（バル・スパロス タイプオーディーン）
ナイトフレーム。『ダンボール戦機W超カスタム』に付属するパスワードを入力することで手に入るオーディーンMk-2カラーのバル・スパロス。
オーヴェインT-M（オーヴェイン タイプミネルバ）
ワイルドフレーム。『ダンボール戦機W超カスタム』に付属するパスワードを入力することで手に入るミネルバ改カラーのオーヴェイン。
バル・ストライカー
ランキングバトルにおいて瞬木隼人が使用するLBX。ナイトフレーム。アースイレブンのフィールドプレイヤーのユニフォームと同じ配色のバル・ダイバー。
トライガーディアン
ランキングバトルにおいて井吹宗正が使用するLBX。ワイルドフレーム。アースイレブンのゴールキーパーのユニフォームと同じ配色のトライヴァイン。
ジ・バニャン
ランキングバトルにおいて天野ケータが使用するLBX。ナイトフレーム。ジバニャンと同じ配色のヴァンパイアキャット。
オーディーンMk-2・ミリタス
ナイトフレーム。ラボランクを上げることで建造できるガンメタルカラーのオーディーンMk-2。
アキレスD9・ミリタス
ナイトフレーム。ラボランクを上げることで建造できるガンメタルカラーのアキレスD9。
オーレギオン・ミリタス
ナイトフレーム。最強ドラガンゼイドを倒すことで手に入る漆黒のオーレギオン。ハーデス、銀河大帝スカルザー、ミゼルオーレギオンなどが使った専用超必殺ファンクション「ワールドエンド」が使用できる。

#### LBX以外のメカニック（ウォーズ）
CCM
『ウォーズ』の舞台となる2055年では、基本的なCCMの様相は大きくは変化しておらず、アラタとヒカルが私物として所有するCCMも中折れ式フィーチャーフォン型である。ただし、神威大門統合学園が生徒向けに支給しているCCMは、タッチパネル、二穴型ストラップホール、電子決済機能を備えた日本製スマートフォン型の機種に統一されている。このスマホ型CCMは角がわずかに切り欠かれた八角形をしており、左上端にはストラップホールが設けられ、画面最上段の通信キャリア名の表示箇所には所有者である生徒の所属仮想国名（Jenock等）がある。
クラフトキャリア
セカンドワールドでLBXを戦場まで輸送するのに使用するLBX専用飛行輸送機。最大6機のLBXを収容可能。各小隊に1機ずつ配備されており、LBX3機を格納したコンテナを背面から脱着して運用する。作戦地域上空の「降下ポイント」に達すると、LBXはコンテナ下面のハッチから地表へと降下する。操縦はメカニックが行う。通常は使用しないが武装も施されている。
ライディングソーサII
LBX用の飛行ユニット。この時代では、量産のうえ一般流通もしており、軍の装備として採用されている。
ライディングアーマー
細野サクヤ開発の装着型パワーユニット。「ライドオン」でLBXとドッキングする。エルダーシティ攻略作戦で未完成ながら試作機（白）が初投入された。どんなLBXでも容易に装備できるうえに性能が高く、構造が簡易的かつ生産性があるため、学園でも高く評価されている。
規格外のパワーによって巨大兵器や基地の攻略に向いている反面、LBXと比べてスピードが劣り、エース級との一対一の戦いや複数機の戦闘では返って重荷にしかならない弱点がある。終盤ではカイトがワールドセイバーに持ち込んだものにブースターを組み込む事でスピードにおける弱点を克服している。
ライディングアーマー 格闘装備（ジェノック）
ジェノック用の格闘特化型ライディングアーマー。機体色は青。エルダーシティのラボにて完成し、ラボ攻防戦で初投入された際はバル・スパロスがライドオンした。
その後の作戦においてもドットフェイサーがライドオンしていたが、デスフォレスト攻略戦でのドラガンゼイドの攻撃によって喪失している。
空中空母ドル・ガルーダ奇襲作戦において世界連合に合流した沖田ヒナコも使用している。
ライディングアーマー 武装装備（ロシウス）
ロシウス連合用ライディングアーマー。機体色は黄土色。武装は右腕のガントレットと左腕の機関銃。重兵装であるためサクヤが制作したものと比べて機動力が低下しているが、二個小隊分の戦闘力を持つ。エンジェルピース攻略作戦でアンドレイ・グレゴリーが使用したが、アラタのライディングアーマーの攻撃によって海中に落とされる。一度はアンドレイのガウンタと共に沈んだが、ローズシティ防衛戦以降再び導入された。
ライディングアーマー 武装装備（ジェノック）
左腕に槍型パイルバンカー「チャージランス」を装着した武装強化型。機体色は青。空中空母ドル・ガルーダ奇襲作戦においてミハイルが使用している。またエゼルダームに下ったカイトもバル・スパロスと共に使用している。

エルドバンド
ロシウス連合所有の拠点防衛用要塞戦車。同じ「要塞戦車」の名を冠するが、シリーズ第1作『ダンボール戦機』で秘密結社イノベーターが使用した「バルドーマ」とは全く異なる種類の兵器である。「バルドーマ」は生身の人間が使用する通常サイズの戦車であったが、「エルドバンド」はその規模も装備もLBXと戦うためのものである。その基本形状、運用方法ともに車両ですらなく、むしろ空中要塞的に運用される（『W』におけるキラードロイドに近い）。機体には履帯も砲塔も主砲も無く、空中に浮遊して自在に動き回る。着地時にはディスクホイールのように斜めに取り付けられた4つの巨大な車輪がランディングギアとなる。機体の至る所に装備された砲塔で360度攻撃が可能で、収納式の大口径ビーム砲も装備。装は強固で、発射前にはアンカー兼バリア発生器で機体を固定しつつエネルギー充填まで防御し発射直前にバリアを解除しビームを放つ。弱点である上面に貯水タンクを落とすという奇策でジェノック第1、2小隊に撃破される。
ラージドロイド
セカンドワールド内の作戦で用いられる大型兵器の中でも生物的な外見を持つ機体の総称。設計費や維持費に多額の資金が必要であり、ロシウス程の大国でなければ運用することもできない。『W』のキラードロイドの技術が流用されており、アラビスタ同盟はヒドラ、ロンドニアはミノタウロス、グレンシュテイムはペガサスをそれぞれそのまま運用している。
ワイバーン・ガイア
ロシウス連合所有の自立型対LBX兵器のキラードロイド。ロシウス連合が独自に開発したモンスターで、ロシウス快進撃の立役者ともいえる大型兵器。前作の事件でオメガダインが使用したKD・ワイバーンの姿と酷似しており、何らかのつながりを思わせる。カラーリングはロシウス連合特有の白色系。ラボ攻防戦ではジェノックを圧倒していたものの途中投入されたライディングアーマーの一撃によって撃破された。
ドラガンゼイド
デスフォレスト攻略戦にバンデットが投入してきた兵器。移動用の多数の節足、蟷螂の様な鎌等、ロシウスと比較すると昆虫の様な外見をしている。頭部と思われる箇所に高出力のビーム砲を内蔵している。ビーム砲を覆う装甲の展開には一定のタイムラグが存在し、照射後に狙い打たれる弱点がある。アラタとムラクの協力によって撃破後、デスフォレストを道連れに自爆している。カラーは暗緑色。
サイロンガーダー
アンダーバランスを手に入れるためにセレディが時間稼ぎとしてロストエリアに投入した兵器。ドラガンゼイドの進化型で、腕が四本になっており、ミサイルが増設されている。基本的な構造はドラガンゼイドに似るが、外観は原型を留めていない。
ゲーム版ではカイトが敗北した後、セレディに時間稼ぎの延長を目的として投入されたが、アニメ版ではアンダーバランス入手までの経緯が異なっており、カイトの指揮の下、世界連合に対して猛襲する。

空中空母ドル・ガルーダ
エゼルダーム（ワールドセイバー）が使う十字型の巨大空中空母。ドットブラスライザー・ジーエクストの一撃によって沈められる。
ドットガトリングガン
エンジェルピース攻略戦にて待ち構えていたガウンタ・イゼルファーに対抗するためにサクヤが考案した兵器。毎秒125発の打力を有する二連装のガトリング砲となっている。
ベリアルライフル＆ギガントシールド
ドットガトリングガン対策にカゲトが制作した兵器。ベリアルライフルは盾ごと相手を打ち抜く程のビームを放ち、ギガントシールドはドットガトリングガンの攻撃を正面から受けきれるほどの防御力を持つ。

## アニメ
テレビ東京系列にて、『ダンボール戦機』のタイトルで2011年3月2日から2012年1月11日まで、第2期は『ダンボール戦機W』（ダンボールせんきダブル）のタイトルで2012年1月18日から2013年3月20日まで、第3期は『ダンボール戦機WARS』（ダンボールせんきウォーズ）のタイトルで2013年4月3日から12月25日まで放送された（同年7月24日から12月25日までは『アニ×アニ!』に内包）。制作スタッフがほぼ同一のため、ここでは3つのアニメ作品を併せて記述する。
『イナズマイレブン』を30分繰り上げる形での放送体制となり、水曜19時台はレベルファイブ原作のアニメが2本続けて放送されている。これに伴い、水曜19時放送の『毎日かあさん』は1ヶ月休止の上で4月から日曜17時30分枠へと移動した。新たにオー・エル・エムの制作チームとして井上たかし率いるTEAM INOUEの初製作作品である。また開設を機に、日野晃博は「レベルファイブタイム」と名づけた。アニメ放送に先駆け、両作品の主人公・円堂守と山野バンが共演する番宣スポットが放送された。
2011年3月2日の第1話放送時、オープニングテーマ終了直後に流れたCMは次回予告を兼ねたものであり、放送位置が誤りであることが日野晃博のtwitterで発表された。BSジャパンでの放送時はエンディングテーマ終了直後に流すように修正された。
原作であるゲーム版と比較して、第1期では原作にはなかった回想シーンを挿入したり、原作で説明が省かれていた部分を詳しく描写するなどしているが、シナリオの本筋は原作通りに描かれている。一方『W』では複数話を使ったアニメオリジナルエピソードも描かれるようになった。
基本的に2Dによる作画だがLBXなどのメカのみ3DCGによるトゥーンレンダリング描写となっている。
2014年、東京アニメアワード2014 アニメファン賞を受賞。
2021年1月より、装甲娘PROJECTの一つとして、10年ぶりのテレビアニメ新シリーズかつレベルファイブ作品初の深夜アニメ作品である『装甲娘戦機』がTOKYO MXほかにて放送。アニメーション制作はstudio A-CATが担当。またサンポー食品がプロモーション協力しており作中にカップラーメンが登場している。

### 地上波本放送のフォーマット
イナズマイレブンとのクロストーク
- 『W』（2012年1月18日 - 2013年1月30日）
天馬がヒロに「ヒロくん後はよろしく!」と言って、サッカーボールを渡した後「はい、この後は『ダンボール戦機W』」とヒロが言う
- （2013年2月6日 - 3月20日）
「このあとは」のあとにサッカーボールのカットインが入り「ダンボール戦機W」の主要キャラ3人に切り替わる
- （2013年4月3日 - 5月1日）
前述と同じだが、天馬からアラタに切り替わる
- （2013年5月8日 - 7月17日）
天馬と瞬木隼人からアラタに切り替わる

ミニコーナー
主なLBX関連用語の紹介コーナー。
- 店長の豆知識（『無印』、2011年3月2日 - 2012年1月11日）
- オタクロスのオタ知識（『W』、2012年1月18日 - 2013年3月20日）
- 猿田教官の補習授業（『WARS』2013年4月24日 - ）※BSジャパンでは4月6日（本放送の4月3日にあたる第1話）から放送

- 7月24日放送分から『アニ×アニ!』としてリニューアルされたことに伴い、第17話以降はカットされている（BSジャパンと配信版では通常通り）

『W』次回予告終了後
ヒロ「次回も僕たちの活躍!」→バン・天馬「見てくれよな!」と締める。
地上波放送版はキャンペーン告知（劇場版、クイズ）や前述のクロストークの時間確保のためミニコーナーがカットされたり次回予告が5秒に短縮される週がある。BSジャパンやDVD、ネット配信版ではミニコーナーと予告（15秒）を見ることができる。

### インターネットテレビ
『ダンボール戦機 放課後 生ウォーズ』（ダンボールせんき ほうかご なまウォーズ）のタイトルで2013年3月20日からニコニコ生放送で毎週水曜20時に生放送されている。
タイトルに「ダンボール戦機」とあるが、先行の『イナズマイレブンシリーズ』の最新情報やゲストの出演もある。
パーソナリティはOPを担当するLittle Blue boX。

### スタッフ（アニメ）

#### テレビ東京版
- 企画・総監修・ストーリー原案 - 日野晃博
- 原作 - レベルファイブ
- 掲載 - 月刊コロコロコミック
- LBXデザイン - 園部淳
- キャラクターデザイン原案 - 園部淳（第1期・第2期）→椎野央子（第3期）
- 監督 - 高橋ナオヒト
- 監督補佐 - 高橋滋春（第2期43話 - 58話）→新田典生（第3期）
- シリーズ構成 - 冨岡淳広
- キャラクターデザイン - 西村博之、大橋俊明（第3期）
- 総作画監督 - 西村博之（第1期）→西村博之・大橋俊明（第2期）→大橋俊明・田中紀衣（第3期）
- アクションディレクター - 深沢幸司
- 色彩設計 - 渡辺亜紀
- 美術監督 - 谷岡善王、小濱俊裕（第1期・第2期）
- 撮影監督 - 山越康司
- 編集 - 今井大介
- CGIディレクター - 瀬尾太、佐々木涼（第2期17話 - 34話）
- 音響監督 - 三間雅文
- 音楽 - 近藤嶺
- サウンドコンポーズプロデューサー - 原太郎
- プロデューサー - 紅谷佳和、梶原清文
- アニメーションプロデューサー - 神田修吉
- アニメーション制作 - OLM TEAM INOUE
- 製作 - テレビ東京、電通、OLM

#### 装甲娘戦機
- 原作 - 装甲娘 (DMM GAMES)
- 監督 - 元永慶太郎
- シリーズ構成 - むとうやすゆき
- キャラクターデザイン - 堀井久美
- ミメシスデザイン - 森木靖泰
- メカニカルデザイン - 安藤賢司、渡辺浩二
- プロップデザイン - 岩畑剛一
- 美術監督 - 根岸大輔
- 美術設定 - 滝口勝久
- 撮影監督 - 林昭夫
- 3DCGディレクター - 本間貴之
- 編集 - 木村祥明
- 音楽 - 坂部剛
- 音楽プロデューサー - 酒井康平
- 音楽制作 - DMM music
- プロデューサー - 高篠秀一
- アニメーションプロデューサー - 佐藤俊亮
- アニメーション制作 - studio A-CAT
- 製作 - 装甲娘戦機製作委員会、DMM pictures

### 主題歌（アニメ）

#### オープニングテーマ（アニメ）
第1期
「1ドリーム」（第1話 - 第24話）
作詞 - 森月キャス / 作曲 - 前澤寛之 / 編曲 - 家原正樹 / 歌 - Little Blue boX
「以心伝心」（第25話 - 第44話）
作詞 - 森月キャス / 作曲 - 前澤寛之 / 編曲 - 家原正樹 / 歌 - Little Blue boX

第2期
「BRAVE HERO」（第1話 - 第16話）
作詞 - 森月キャス / 作曲 - 前澤寛之 / 編曲 - 家原正樹 / 歌 - Little Blue boX
「三位一体」（第17話 - 第34話）
作詞 - 森月キャス / 作曲 - 工藤嶺 / 編曲 - 家原正樹 / 歌 - Little Blue boX
「2スピリッツ」（第35話 - 第45話）
作詞 - 森月キャス / 作曲・編曲 - 家原正樹 / 歌 - リトルブルーボックス
第43話からはミゼル編準拠の映像に一部差し替えられた。
「テレパシー」（第46話 - 第58話）
作詞 - 森月キャス / 作曲 - eba / 編曲 - 家原正樹 / 歌 - リトルブルーボックス

第3期
「無限マイセルフ」（第1話 - 第21話）
作詞 - 大森祥子 / 作曲 - 原一博 / 編曲 - 家原正樹 / 歌 - リトルブルーボックス
第1話はアバンタイトル開始直後に流されている。
第16話からはジェノック第3小隊メンバーが変更され、同時に映像も差し替えられた。
「エターナル」（第22話 - 第37話）
作詞 - 森月キャス / 作曲 - yui / 編曲 - 家原正樹 / 歌 - リトルブルーボックス
第29話からはムラクの制服がジェノック仕様となったため、同時に映像も差し替えられた。
装甲娘戦機
「Dream hopper」
作詞 - 志渡ななみ / 作曲・編曲 - 野間康介 / 歌 - 逢田梨香子

#### エンディングテーマ（アニメ）
第1期
「僕の貯金箱」（第1話 - 第24話）
作詞 - 前川紘毅、堀向彦輝 / 作曲 - 前川紘毅 / 編曲 - 滝上裕司 / 歌 - 前川紘毅
「ヒミツキチ」（第25話 - 第44話）
作詞 - 前川紘毅、堀向彦輝 / 作曲・編曲 - 堀向彦輝 / 歌 - 前川紘毅

第2期
「Do Wak パラッパ」（第1話 - 第16話）
作詞・作曲・歌 - 前川紘毅 / 編曲 - 堀向彦輝
「目を閉じて…」（第17話 - 第34話、第58話）
作詞・作曲・歌 - 前川紘毅 / 編曲 - 堀向彦輝
「生まれ変わっても僕でいいよ」（第35話 - 第45話）
作詞・作曲・歌 - 前川紘毅 / 編曲 - 堀向彦輝
「地球の絆」（第46話 - 第57話）
作詞 - B.oku / 作曲 - 多胡邦夫 / 編曲 - 家原正樹 / 歌 - Dream5

第3期
「神様 ヤーヤーヤー」（第2話 - 第21話）
作詞・作曲 - TSUKASA / 編曲 - 田辺恵二 / 歌 - Dream5
第1話では使用されず、黒バックにスタッフロールを流して終了した。
第16話からはジェノック第3小隊メンバーが変更され、同時に映像も差し替えられた。
「ぼくたちのウォーズ」（第22話 - 第36話）
作詞 - 大森祥子 / 作曲 - 山口寛雄 / 編曲 - Kon-K / 歌 - 瀬名アラタ（逢坂良太）、星原ヒカル（石塚さより）、出雲ハルキ（前野智昭）
第29話からはロシウス連合第6小隊がジェノック第6小隊となり、映像が差し替えられた。
「閃き」（第37話）
作詞 - 森月キャス / 作曲 - yui / 編曲 - 菊谷知樹 / 歌 - 瀬名アラタ（逢坂良太）
歌詞テロップは表示されなかった。
装甲娘戦機
「コンパスソング」
作詞・歌 - 鹿乃 / 作曲・編曲 - 田中秀和

### 各話リスト

#### 第1期『ダンボール戦機』
本編・次回予告の各サブタイトルおよび提供読みは山野バン役の久保田恵が読み上げる。

#### 第2期『ダンボール戦機W』
本編・次回予告の各サブタイトルおよび提供読みは大空ヒロ役の下野紘が読み上げる。

#### 第3期『ダンボール戦機WARS』
次回予告の各サブタイトルおよび提供読みは瀬名アラタ役の逢坂良太が読み上げる。

### 放送局

#### テレビ東京版
| 放送地域       | 放送局             | 放送期間                                                                                          | 放送日時                                                                    | 放送系列              | 放送の遅れ   | 備考                                             |       |
| 第1期          | 第1期              | 第1期                                                                                             | 第1期                                                                       | 第1期                 | 第1期        | 第1期                                            | 第1期 |
| -------------- | ------------------ | ------------------------------------------------------------------------------------------------- | --------------------------------------------------------------------------- | --------------------- | ------------ | ------------------------------------------------ | ----- |
| 関東広域圏     | テレビ東京         | 2011年3月2日 - 2012年1月11日                                                                      | 水曜 19:27 - 19:55                                                          | テレビ東京系列        | 製作局       | 字幕放送 連動データ放送                          |       |
| 北海道         | テレビ北海道       | 2011年3月2日 - 2012年1月11日                                                                      | 水曜 19:27 - 19:55                                                          | テレビ東京系列        | 同時ネット   | 字幕放送 連動データ放送                          |       |
| 愛知県         | テレビ愛知         | 2011年3月2日 - 2012年1月11日                                                                      | 水曜 19:27 - 19:55                                                          | テレビ東京系列        | 同時ネット   | 字幕放送 連動データ放送                          |       |
| 大阪府         | テレビ大阪         | 2011年3月2日 - 2012年1月11日                                                                      | 水曜 19:27 - 19:55                                                          | テレビ東京系列        | 同時ネット   | 字幕放送 連動データ放送                          |       |
| 岡山県・香川県 | テレビせとうち     | 2011年3月2日 - 2012年1月11日                                                                      | 水曜 19:27 - 19:55                                                          | テレビ東京系列        | 同時ネット   | 字幕放送 連動データ放送                          |       |
| 福岡県         | TVQ九州放送        | 2011年3月2日 - 2012年1月11日                                                                      | 水曜 19:27 - 19:55                                                          | テレビ東京系列        | 同時ネット   | 字幕放送 連動データ放送                          |       |
| 日本全域       | ニコニコチャンネル | 2011年3月2日 - 5月11日 2011年5月19日 - 2012年1月19日                                              | 水曜 20:00 更新 木曜 12:00 更新                                             | ネット配信            | 8日遅れ      | 配信開始後 1週間無料                             |       |
| 滋賀県         | びわ湖放送         | 2011年3月17日 - 2012年1月26日                                                                     | 木曜 19:00 - 19:28                                                          | 独立局                | 15日遅れ     |                                                  |       |
| 日本全域       | BSジャパン         | 2011年4月2日 - 2012年1月28日                                                                      | 土曜 7:00 - 7:30                                                            | テレビ東京系列 BS放送 | 17日遅れ     |                                                  |       |
| 宮城県         | 仙台放送           | 2011年4月3日 - 2012年2月12日                                                                      | 日曜 5:30 - 6:00                                                            | フジテレビ系列        | 32日遅れ     |                                                  |       |
| 日本全域       | AT-X               | 2011年4月10日 - 2012年2月5日                                                                      | 日曜 8:00 - 8:30                                                            | CS放送                | 25日遅れ     | リピート放送あり                                 |       |
| 広島県         | 広島ホームテレビ   | 2011年5月21日 - 2012年4月14日                                                                     | 土曜 6:30 - 7:00                                                            | テレビ朝日系列        | 94日遅れ     |                                                  |       |
| 日本全域       | バンダイチャンネル | 2011年5月26日 - 2012年1月18日                                                                     | 木曜 12:00 更新（第13話 - ）                                                | ネット配信            | 8日遅れ      | 配信開始後 1週間無料                             |       |
| 日本全域       | キッズステーション | 2011年6月18日 - 2012年4月28日                                                                     | 土曜 17:30 - 18:00                                                          | CS放送                | 108日遅れ    | 製作委員会参加 字幕放送 リピート放送あり         |       |
| 静岡県         | 静岡朝日テレビ     | 2011年6月25日 - 2012年5月5日                                                                      | 土曜 6:45 - 7:15                                                            | テレビ朝日系列        | 115日遅れ    |                                                  |       |
| 和歌山県       | テレビ和歌山       | 2011年10月7日 - 2012年8月3日                                                                      | 金曜 7:30 - 8:00                                                            | 独立局                | 205日遅れ    |                                                  |       |
| 奈良県         | 奈良テレビ         | 2011年11月10日 - 2012年4月5日 2012年4月9日 - 10月1日                                              | 木曜 19:00 - 19:30 月曜 17:30 - 18:00                                       | 独立局                | 271日遅れ    |                                                  |       |
| 日本全域       | Dlife              | 2015年10月17日 - 2017年7月1日                                                                     | 土曜 18:00 - 18:30                                                          | BS放送                | 4年7ヶ月遅れ |                                                  |       |
| 第2期          |                    |                                                                                                   |                                                                             |                       |              |                                                  |       |
| 関東広域圏     | テレビ東京         | 2012年1月18日 - 2013年3月20日                                                                     | 水曜 19:27 - 19:55                                                          | テレビ東京系列        | 製作局       | 字幕放送 連動データ放送                          |       |
| 北海道         | テレビ北海道       | 2012年1月18日 - 2013年3月20日                                                                     | 水曜 19:27 - 19:55                                                          | テレビ東京系列        | 同時ネット   | 字幕放送 連動データ放送                          |       |
| 愛知県         | テレビ愛知         | 2012年1月18日 - 2013年3月20日                                                                     | 水曜 19:27 - 19:55                                                          | テレビ東京系列        | 同時ネット   | 字幕放送 連動データ放送                          |       |
| 大阪府         | テレビ大阪         | 2012年1月18日 - 2013年3月20日                                                                     | 水曜 19:27 - 19:55                                                          | テレビ東京系列        | 同時ネット   | 字幕放送 連動データ放送                          |       |
| 岡山県・香川県 | テレビせとうち     | 2012年1月18日 - 2013年3月20日                                                                     | 水曜 19:27 - 19:55                                                          | テレビ東京系列        | 同時ネット   | 字幕放送 連動データ放送                          |       |
| 福岡県         | TVQ九州放送        | 2012年1月18日 - 2013年3月20日                                                                     | 水曜 19:27 - 19:55                                                          | テレビ東京系列        | 同時ネット   | 字幕放送 連動データ放送                          |       |
| 日本全域       | ニコニコチャンネル | 2012年1月26日 - 2013年3月21日                                                                     | 木曜 12:00 更新                                                             | ネット配信            | 1日遅れ      | 配信開始後 1週間無料                             |       |
| 日本全域       | バンダイチャンネル | 2012年1月26日 - 2013年3月28日                                                                     | 木曜 12:00 更新                                                             | ネット配信            | 8日遅れ      | 配信開始後 1週間無料                             |       |
| 滋賀県         | びわ湖放送         | 2012年2月2日 - 3月29日 2012年4月6日 - 6月1日 2012年6月12日 - 2013年3月26日 2013年4月2日 - 5月28日 | 木曜 19:00 - 19:28 金曜 17:15 - 17:45 火曜 18:25 - 18:55 火曜 17:15 - 17:45 | 独立局                | 76日遅れ     |                                                  |       |
| 日本全域       | BSジャパン         | 2012年2月4日 - 2013年3月23日                                                                      | 土曜 7:00 - 7:30                                                            | テレビ東京系列 BS放送 | 3日遅れ      |                                                  |       |
| 日本全域       | AT-X               | 2012年2月12日 - 9月30日 2012年10月7日 - 2013年3月31日                                             | 日曜 8:00 - 8:30 日曜 18:00 - 18:30                                         | CS放送                | 11日遅れ     | リピート放送あり                                 |       |
| 宮城県         | 仙台放送           | 2012年2月19日 - 2013年4月7日                                                                      | 日曜 5:30 - 6:00                                                            | フジテレビ系列        | 18日遅れ     |                                                  |       |
| 広島県         | 広島ホームテレビ   | 2012年4月21日 - 2013年6月8日                                                                      | 土曜 6:30 - 7:00                                                            | テレビ朝日系列        | 59日遅れ     |                                                  |       |
| 日本全域       | キッズステーション | 2012年5月5日 - 2013年6月29日                                                                      | 土曜 17:30 - 18:00                                                          | CS放送                | 94日遅れ     | 製作委員会参加 字幕放送 リピート放送あり         |       |
| 山形県         | テレビユー山形     | 2012年5月20日 - 2013年7月14日                                                                     | 日曜 6:15 - 6:45                                                            | TBS系列               | 110日遅れ    | 第1期は未放送                                    |       |
| 静岡県         | テレビ静岡         | 2012年6月24日 - 2013年9月15日                                                                     | 日曜 5:30 - 6:00                                                            | フジテレビ系列        | 153日遅れ    | 第1期は静岡朝日テレビで放送                      |       |
| 和歌山県       | テレビ和歌山       | 2012年8月10日 - 2013年9月13日                                                                     | 金曜 7:30 - 8:00                                                            | 独立局                | 7か月遅れ    |                                                  |       |
| 奈良県         | 奈良テレビ         | 2012年10月8日 - 2013年3月25日 2013年4月6日 - 12月14日                                             | 月曜 17:30 - 18:00 土曜 10:30 - 10:59                                       | 独立局                | 269日遅れ    |                                                  |       |
| 第3期          |                    |                                                                                                   |                                                                             |                       |              |                                                  |       |
| 関東広域圏     | テレビ東京         | 2013年4月3日 - 12月25日                                                                           | 水曜 19:27 - 19:55                                                          | テレビ東京系列        | 製作局       | 字幕放送 『アニ×アニ!』枠 （7月24日 - 12月25日） |       |
| 北海道         | テレビ北海道       | 2013年4月3日 - 12月25日                                                                           | 水曜 19:27 - 19:55                                                          | テレビ東京系列        | 同時ネット   | 字幕放送 『アニ×アニ!』枠 （7月24日 - 12月25日） |       |
| 愛知県         | テレビ愛知         | 2013年4月3日 - 12月25日                                                                           | 水曜 19:27 - 19:55                                                          | テレビ東京系列        | 同時ネット   | 字幕放送 『アニ×アニ!』枠 （7月24日 - 12月25日） |       |
| 大阪府         | テレビ大阪         | 2013年4月3日 - 12月25日                                                                           | 水曜 19:27 - 19:55                                                          | テレビ東京系列        | 同時ネット   | 字幕放送 『アニ×アニ!』枠 （7月24日 - 12月25日） |       |
| 岡山県・香川県 | テレビせとうち     | 2013年4月3日 - 12月25日                                                                           | 水曜 19:27 - 19:55                                                          | テレビ東京系列        | 同時ネット   | 字幕放送 『アニ×アニ!』枠 （7月24日 - 12月25日） |       |
| 福岡県         | TVQ九州放送        | 2013年4月3日 - 12月25日                                                                           | 水曜 19:27 - 19:55                                                          | テレビ東京系列        | 同時ネット   | 字幕放送 『アニ×アニ!』枠 （7月24日 - 12月25日） |       |
| 日本全域       | バンダイチャンネル | 2013年4月4日 - 12月26日                                                                           | 木曜 12:00 更新                                                             | ネット配信            | 1日遅れ      | 配信開始後 1週間無料                             |       |
| 日本全域       | BSジャパン         | 2013年4月6日 - 12月28日                                                                           | 土曜 7:00 - 7:30                                                            | テレビ東京系列 BS放送 | 3日遅れ      |                                                  |       |
| 宮城県         | 仙台放送           | 2013年4月14日 - 2014年2月2日                                                                      | 日曜 5:30 - 6:00                                                            | フジテレビ系列        | 39日遅れ     |                                                  |       |
| 日本全域       | AT-X               | 2013年4月14日 - 7月28日 2013年8月4日 - 10月27日 2013年11月3日 - 2014年1月5日                      | 日曜 18:00 - 18:30 日曜 18:00 - 18:25 日曜 18:00 - 18:30                    | CS放送                | 11日遅れ     | リピート放送あり                                 |       |
| 滋賀県         | びわ湖放送         | 2013年6月4日 - 2014年2月18日                                                                      | 火曜 17:15 - 17:45                                                          | 独立局                | 55日遅れ     |                                                  |       |
| 広島県         | 広島ホームテレビ   | 2013年6月22日 - 2014年3月22日                                                                     | 土曜 6:30 - 7:00                                                            | テレビ朝日系列        | 87日遅れ     |                                                  |       |
| 日本全域       | キッズステーション | 2013年7月6日 - 2014年3月29日                                                                      | 土曜 17:30 - 18:00                                                          | CS放送                | 94日遅れ     | 製作委員会参加 字幕放送 リピート放送あり         |       |
| 山形県         | テレビユー山形     | 2013年7月21日 - 10月27日 2013年11月3日 - 2014年4月6日                                             | 日曜 6:15 - 6:45 日曜 5:45 - 6:15                                           | TBS系列               | 102日遅れ    |                                                  |       |
| 和歌山県       | テレビ和歌山       | 2013年9月20日 - 2014年3月28日 2014年4月3日 - 5月29日                                              | 金曜 7:30 - 8:00 木曜 7:30 - 8:00                                           | 独立局                | 155日遅れ    |                                                  |       |
| 静岡県         | テレビ静岡         | 2013年9月22日 - 2014年6月15日                                                                     | 日曜 5:30 - 6:00                                                            | フジテレビ系列        | 172日遅れ    |                                                  |       |
| 奈良県         | 奈良テレビ         | 2013年12月21日 - 2014年9月13日                                                                    | 土曜 10:30 - 10:59                                                          | 独立局                | 262日遅れ    |                                                  |       |

- 2013年4月29日にテレビ東京で特番『ダンボール戦機スペシャル これがロボットの未来だ!』を放送。

#### 装甲娘戦機
| 放送期間               | 放送時間                     | 放送局   | 対象地域   | 備考                  |
| ---------------------- | ---------------------------- | -------- | ---------- | --------------------- |
| 2021年1月7日 - 3月25日 | 木曜 0:00 - 0:30（水曜深夜） | TOKYO MX | 東京都     |                       |
|                        | 木曜 1:30 - 2:00（水曜深夜） | BS11     | 日本全域   | BS放送 / 『ANIME+』枠 |
| 2021年1月8日 - 3月26日 | 金曜 2:30 - 3:00（木曜深夜） | 毎日放送 | 近畿広域圏 |                       |

| 配信開始日 | 配信時間               | 配信サイト |
| --- | ---------------------- | --- |
| 2021年1月8日 | 金曜 3:00 更新         | dアニメストア Amazonプライムビデオ U-NEXT アニメ放題 GYAO! GYAO!ストア ニコニコチャンネル FOD ひかりTV TVer MBS動画イズム ビデオマーケット music.jp クランクイン!ビデオ あにてれ バンダイチャンネル |
| | 金曜 10:00 更新        | DMM.com |
| | 金曜 12:00 更新        | HAPPY!動画 |
| | 金曜 19:00 更新        | TSUTAYA TV |
| | 金曜 23:30 - 土曜 0:00 | ニコニコ生放送 |
| 2021年1月10日 | 日曜 0:00 更新         | TELASA J:COMオンデマンド auスマートパスプレミアム みるプラス |
| 2021年1月 | 更新時間未定           | ABEMA |
| DMM.com・HAPPY!動画・TSUTAYA TV・ニコニコ生放送・TELASA・J:COMオンデマンド・auスマートパスプレミアム・みるプラス・ABEMA以外の配信プラットフォームは初回のみ金曜2:30に一斉配信。 |                        | |

### 日本国外での放送
- 台湾
  - 中国電視公司、アニマックス
- 香港
  - 無綫兒童台、無綫電視翡翠台、アニマックス
- 韓国
  - カートゥーン ネットワーク
- ロシア
  - TNT、カルーセル

### DVD / Blu-ray
第1期は2011年6月22日から2012年4月25日にかけて発売された。発売元は小学館、メディアファクトリー。販売元はメディアファクトリー。第1巻から第3巻まではPSPゲーム『ダンボール戦機』で使用できるパスワードが同梱された。2012年冬にはDVD-BOXも発売された。
| 巻     | 発売日         | 収録話          | 規格品番  | 出典   |
| 巻     | 発売日         | 収録話          | DVD       | 出典   |
| ------ | -------------- | --------------- | --------- | ------ |
| 第1巻  | 2011年 6月22日 | 第1話 - 第4話   | ZMBZ-7261 | [ 38 ] |
| 第2巻  | 7月27日        | 第5話 - 第8話   | ZMBZ-7262 | [ 38 ] |
| 第3巻  | 8月24日        | 第9話 - 第12話  | ZMBZ-7263 | [ 38 ] |
| 第4巻  | 9月21日        | 第13話 - 第16話 | ZMBZ-7264 | [ 38 ] |
| 第5巻  | 10月26日       | 第17話 - 第20話 | ZMBZ-7265 | [ 38 ] |
| 第6巻  | 11月25日       | 第21話 - 第24話 | ZMBZ-7266 | [ 38 ] |
| 第7巻  | 12月16日       | 第25話 - 第28話 | ZMBZ-7267 | [ 38 ] |
| 第8巻  | 2012年 1月25日 | 第29話 - 第32話 | ZMBZ-7268 | [ 38 ] |
| 第9巻  | 2月22日        | 第33話 - 第36話 | ZMBZ-7269 | [ 38 ] |
| 第10巻 | 3月21日        | 第37話 - 第40話 | ZMBZ-7270 | [ 38 ] |
| 第11巻 | 4月25日        | 第41話 - 第44話 | ZMBZ-7271 | [ 38 ] |
| BOX1   | 11月28日       | 第1話 - 第24話  | ZMSZ-8220 | [ 39 ] |
| BOX2   | 11月28日       | 第25話 - 第44話 | ZMSZ-8221 | [ 39 ] |

| 巻     | 発売日         | 収録話          | 規格品番  | 出典   |
| 巻     | 発売日         | 収録話          | DVD       | 出典   |
| ------ | -------------- | --------------- | --------- | ------ |
| 第1巻  | 2012年 6月27日 | 第1話 - 第4話   | ZMBZ-7901 | [ 40 ] |
| 第2巻  | 7月25日        | 第5話 - 第8話   | ZMBZ-7902 | [ 40 ] |
| 第3巻  | 8月29日        | 第9話 - 第12話  | ZMBZ-7903 | [ 40 ] |
| 第4巻  | 9月26日        | 第13話 - 第16話 | ZMBZ-7904 | [ 40 ] |
| 第5巻  | 10月24日       | 第17話 - 第20話 | ZMBZ-7905 | [ 40 ] |
| 第6巻  | 11月28日       | 第21話 - 第24話 | ZMBZ-7906 | [ 40 ] |
| 第7巻  | 12月21日       | 第25話 - 第28話 | ZMBZ-7907 | [ 40 ] |
| 第8巻  | 2013年 1月30日 | 第29話 - 第32話 | ZMBZ-7908 | [ 40 ] |
| 第9巻  | 2月27日        | 第33話 - 第35話 | ZMBZ-7909 | [ 40 ] |
| 第10巻 | 3月27日        | 第36話 - 第38話 | ZMBZ-7910 | [ 40 ] |
| 第11巻 | 4月24日        | 第39話 - 第42話 | ZMBZ-7911 | [ 40 ] |
| 第12巻 | 5月29日        | 第43話 - 第45話 | ZMBZ-7912 | [ 40 ] |
| 第13巻 | 6月26日        | 第46話 - 第49話 | ZMBZ-7913 | [ 40 ] |
| 第14巻 | 7月24日        | 第50話 - 第52話 | ZMBZ-7914 | [ 40 ] |
| 第15巻 | 8月28日        | 第53話 - 第55話 | ZMBZ-7915 | [ 40 ] |
| 第16巻 | 9月25日        | 第56話 - 第58話 | ZMBZ-7916 | [ 40 ] |
| BOX1   | 2014年 3月26日 | 第1話 - 第32話  | ZMSZ-9111 | [ 41 ] |
| BOX2   | 2014年 3月26日 | 第33話 - 第58話 | ZMSZ-9112 | [ 41 ] |

| 巻     | 発売日          | 収録話          | 規格品番  | 出典   |
| 巻     | 発売日          | 収録話          | DVD       | 出典   |
| ------ | --------------- | --------------- | --------- | ------ |
| 第1巻  | 2013年 10月30日 | 第1話 - 第3話   | ZMBZ-8731 | [ 42 ] |
| 第2巻  | 11月27日        | 第4話 - 第6話   | ZMBZ-8732 | [ 42 ] |
| 第3巻  | 12月20日        | 第7話 - 第9話   | ZMBZ-8733 | [ 42 ] |
| 第4巻  | 2014年 1月29日  | 第10話 - 第12話 | ZMBZ-8734 | [ 42 ] |
| 第5巻  | 2月26日         | 第13話 - 第15話 | ZMBZ-8735 | [ 42 ] |
| 第6巻  | 3月26日         | 第16話 - 第18話 | ZMBZ-8736 | [ 42 ] |
| 第7巻  | 4月25日         | 第19話 - 第21話 | ZMBZ-8737 | [ 42 ] |
| 第8巻  | 5月28日         | 第22話 - 第24話 | ZMBZ-8738 | [ 42 ] |
| 第9巻  | 6月25日         | 第25話 - 第27話 | ZMBZ-8739 | [ 42 ] |
| 第10巻 | 7月30日         | 第28話 - 第30話 | ZMBZ-8740 | [ 42 ] |
| 第11巻 | 8月27日         | 第31話 - 第33話 | ZMBZ-8741 | [ 42 ] |
| 第12巻 | 9月24日         | 第34話 - 第37話 | ZMBZ-8742 | [ 42 ] |
| BOX1   | 2014年 5月27日  | 第1話 - 第18話  | ZMSZ-9991 | [ 43 ] |
| BOX2   | 2014年 5月27日  | 第19話 - 第37話 | ZMSZ-9992 | [ 43 ] |

| 巻    | 発売日         | 収録話         | 規格品番  | 出典   |
| 巻    | 発売日         | 収録話         | Blu-ray   | 出典   |
| ----- | -------------- | -------------- | --------- | ------ |
| vol.1 | 2021年 3月31日 | 第1話 - 第4話  | DMPXA-183 | [ 44 ] |
| vol.2 | 4月28日        | 第5話 - 第8話  | DMPXA-184 | [ 44 ] |
| vol.3 | 5月26日        | 第9話 - 第12話 | DMPXA-185 | [ 44 ] |

### 劇場版
『劇場版 イナズマイレブンGO vs ダンボール戦機W』（げきじょうばん イナズマイレブンゴー ブイエス ダンボールせんきダブル）のタイトルで2012年12月1日より全国ロードショー。
『ダンボール戦機』シリーズ初のアニメ映画。同じ会社の作品でありアニメでも繋がりを持つ『イナズマイレブンGO』との本格的なクロスオーバー作品となる。単独での劇場版は制作されていない。

### Webアニメ
2014年2月27日より3月31日まで期間限定で公式サイトで配信されたダンボール戦機ウォーズの後日談に当たるスペシャルアニメ。2013年11月15日から2014年2月まで公式サイトで行われた写真投稿企画『スペシャルアニメが見られる! みんなで最強の敵を倒せ! オールスターフォトバトル!』で規定応募数に達したため公開された。ウォーズの主人公であるアラタと前作の主人公であるバンが直接対決するオリジナルストーリー。
2014年6月13日には『イナズマイレブン 超次元ドリームマッチ』の同時上映として『ダンボール戦機 オールスターフォトバトル』のタイトルで劇場上映、また2014年10月22日発売のDVD『劇場公開アニメ イナズマイレブン超次元ドリームマッチ』に収録。
- 脚本 - 高橋ナオヒト
- 作画監督 - 大橋俊明

他スタッフは第3期と同様。

## 漫画
作画は藤異秀明。2011年2月号から2012年1月号までは『ダンボール戦機』のタイトルで、2012年2月号から2013年3月号までは『ダンボール戦機W』のタイトルで『月刊コロコロコミック』に連載していた。月刊連載ということもあり、シナリオは短めにアレンジされていて結末も原作とは異なる。
2013年4月号から2013年11月号までは『ダンボール戦機ウォーズ』が連載された。こちらは巻数がリセットされ全2巻で単行本化された。

### 外伝漫画
『ダンボール戦機 海道ジン外伝』のタイトルでコロコロG2011年夏号に掲載。作画はHIRO。
海道ジンがアルテミス前日に巻き込まれた事件を描いた外伝作品で、ジンと執事以外は漫画オリジナルキャラクターが占めている。また、漫画オリジナルLBXとして「LBXトロイ」が登場している。
また、『ダンボール戦機 ブースト外伝』のタイトルでコロコロG2011年冬号にも掲載。作画は同じくHIRO。こちらは『ダンボール戦機』終了後の戦いを描いており、ゲーム本編には登場しなかった四聖獣とLBXイプシロンが登場している。

### 装甲娘（漫画版）
『コロコロアニキ』2018年春号より連載。作者河本ひろし。本ゲーム再始動に合わせ、2020年冬号より設定を一新して再新連載、2021年冬号で完結。単行本は全1巻。

## 小説
ダンボール戦機ウォーズ ノベライズ
ダンボール戦機ウォーズDVD各巻初回特典小説。作者は上大岡六助。
- 第1巻 「第1章 仲間」（上巻）
- 第2巻 「第1章 仲間」（下巻）
- 第3巻 「第2章 信頼」（上巻）
- 第4巻 「第2章 信頼」（下巻）
- 第5巻 「第3章 司令官」（上巻）
- 第6巻 「第3章 司令官」（下巻）

ダンボール戦機W NOVELIZE そして世界は再び動き出す
ダンボール戦機ウォーズDVD発売記念のオリジナル小説。作者は上大岡六助。Wのエピローグとなる内容。全2巻。前編はウォーズDVD1-3巻のうち2本、後編は4-6巻のうち2本の各シリアルコードで応募が可能。

## LBX烈伝 History of Justice
月刊ホビージャパン2014年5月号よりダンボール戦機公式外伝『LBX列伝 History of Justice』を掲載。「ウォーズ」の終了時から1年後を舞台とした新たな戦いを描く。番外編「神威島奇譚」では神威大門統合学園の後日談となっている。
この物語の登場人物
- 山野バン
- 海道ジン
- 大空ヒロ
- 瀬名アラタ
- 神谷コウスケ
- ジェシカ・カイオス
- 星原ヒカル
- 細野サクヤ
- 出雲ハルキ（番外編）
- 法条ムラク（番外編）
- 乾カゲトラ（番外編）
- アンドレイ・グレゴリー（番外編）
- 山茶花イスズ（番外編）
- 結城研介

## プラモデル

### 市販品
- 001 LBX アキレス（Achilles）（2011年2月26日発売）
- 002 LBX デクー（Deqoo）（2011年2月26日発売）
- 003 LBX クノイチ（Kunoichi）（2011年2月26日発売）
- 004 LBX ハカイオー（Hakai-O）（2011年3月19日発売）
- 005 LBX ハンター（Hunter）（2011年4月16日発売）
- 006 LBX ジ・エンペラー（The Emperor）（2011年5月13日発売）
- 007 LBX インビット（Inbit）（2011年6月18日発売）
- 008 LBX デクーカスタム（監視型）（Deqoo Custom Recon Type）（2011年7月16日発売）
- 009 LBX ジョーカー（Joker）（2011年8月10日発売）
- 010 LBX オーディーン（Odin）（2011年8月27日発売）
- 011 LBX パンドラ（Pandora）（2011年9月17日発売）
- 012 LBX フェンリル（Fenrir）（2011年10月13日発売）
- 013 LBX ハカイオー絶斗（Hakai-O Z）（2011年10月29日発売）
- 014 LBX ルシファー（Lucifer）（2011年11月19日発売）
- 015 LBX ゼノン（Zenon）（2011年12月17日発売）
- 016 LBX イフリート（Ifreet）（2011年12月17日発売）
- 017 LBX ナイトメア（Nightmare）（2011年12月24日発売）
- 018 LBX アキレス・ディード（Achilles Deed）（2012年1月21日発売）
- 019 LBX ペルセウス（Perseus）（2012年1月21日発売）
- 020 LBX エルシオン（Elysion）（2012年2月18日発売）
- 021 LBX デクーOZ（Deqoo OZ）（2012年2月25日発売）
- 022 LBX ミネルバ（Minerva）（2012年3月17日発売）
- 023 LBX ダークパンドラ（Dark Pandora）（2012年3月17日発売）
- 024 LBX トリトーン（Triton）（2012年4月14日発売）
- 025 LBX ヴァンパイアキャット（Vampire Cat）（2012年5月16日発売）
- 026 LBX シーサーペント（Sea Serpent）（2012年6月16日発売）
- 027 LBX Σオービス（Sigma Orbis）（2012年6月16日発売）
- 028 LBX リュウビ（Liu Bei）（2012年7月14日発売）
- 029 LBX ブルド（山野バン仕様）（Burudo (Yamano Ban Custom)）（2012年8月11日発売）
- 030 LBX イカロス・フォース（Ikaros Force）（2012年8月29日発売）
- 031 LBX イカロス・ゼロ（Ikaros Zero）（2012年9月15日発売）
- 032 LBX ミネルバ改（Minerva Kai）（2012年9月15日発売）
- 033 LBX ゼウス（Zeus）（2012年10月20日発売）
- 034 LBX ジェネラル（General）（2012年10月20日発売）
- 035 LBX ベクター（Vector）（2012年11月17日発売）
- 036 LBX アキレスD9（Achilles D9）（2012年12月1日発売）
- 037 LBX オーレギオン（O-Legion）（2012年12月15日発売）
- 038 LBX オーディーンMk-2（Odin Mk-2）（2012年12月29日発売）
- 039 LBX プロト・I（Proto I）（2013年1月19日発売）
- 040 LBX バスター（Buster）（2013年2月16日発売）
- 041 LBX ミゼルオーレギオン（Mizel O-Legion）（2013年3月16日発売）
- 042 LBX ドットフェイサー（Dot Phaser）（2013年4月24日発売）
- 043 LBX オーヴェイン（Orvane）（2013年4月24日発売）
- 044 LBX ガウンタ・イゼルファー（Gunther Yzelphar）（2013年4月24日発売）
- 045 LBX バル・スパロス（Val Sparos）（2013年5月15日発売）
- 046 LBX グルゼオン（Gruxeon）（2013年6月15日発売）
- 047 LBX ファントム（Phantom）（2013年7月13日発売）
- 048 LBX トライヴァイン（Trivhine）（2013年8月10日発売）
- 049 LBX ドットブラスライザー（Dot Blastrizer）（2013年8月28日発売）
- 050 LBX バル・ダイバー（Val Diver）（2013年9月14日発売）
- 051 LBX マグナオルタス（Magna Orthus）（2013年10月19日発売）
- 052 LBX ドットブラスライザー・ジーエクスト（Dot Blastrizer G-Ext）（2013年11月16日発売）
- 053 LBX ディ・エゼルディ（D-Ezeldee）（2013年12月14日発売）
- 054 LBX ドットブレイズ（Dot Blaze）（ドットフェイサーとのコンバージョン仕様）（2014年1月18日発売）
- 055 LBX オーディーン・ミリタス（Odin Militas）（2014年2月15日発売）
- 056 LBX アキレスII（Achilles II）（2014年7月26日発売）
- 057 LBX エンペラーM3（Emperor M3）（エンペラーM5とのコンバージョン仕様）（2014年8月30日発売）
- 058 LBX ディ・レギウディア（D-Regiudea）（2014年11月29日発売）
- 059 LBX シャドールシファー（Shadow Lucifer）（2014年12月13日発売）

ハイパーファンクション
- ハイパーファンクション LBX アキレス & LBX AX-00（2013年1月26日発売）（限定生産）
- ハイパーファンクション 001 LBX アキレス（2013年3月31日発売）
- ハイパーファンクション 002 LBX ジ・エンペラー（2013年3月31日発売）
- ハイパーファンクション 003 LBX ルシファー（2013年7月20日発売）
- ハイパーファンクション 004 LBX イフリート（2013年12月21日発売）
- ハイパーファンクション 005 LBX アキレス・ディード（2014年4月26日発売）

### 市販品（リニューアル版）
2019年4月より発売。従来品の純粋な再生産ではなく、パッケージ・説明書の変更、一部商品の金型修正、一部商品の価格改定が行われている。
- 000 LBX AX-00（2019年4月13日発売）[注釈 58]
- 001 LBX アキレス（Achilles）（2019年4月13日発売）
- 002 LBX デクー（Deqoo）（2019年4月13日発売）
- 003 LBX クノイチ（Kunoichi）（2019年4月13日発売）
- 004 LBX ハカイオー（Destroyer）（2019年5月25日発売）
- 005 LBX ハンター（Hunter）（2019年4月13日発売）
- 006 LBX ジ・エンペラー（Emperor）（2019年6月29日発売）
- 007 LBX ジョーカー（Harlequin）（2019年7月20日発売）
- 008 LBX ジェネラル（General）（2019年8月10日発売）
- 009 LBX オーディーン（Odin）（2019年10月19日発売）
- 010 LBX パンドラ（Pandora）（2019年10月19日発売）
- 012 LBX フェンリル（Fenrir）（2019年11月23日発売）
- 013 LBX ハカイオー絶斗（Destroyer-Z）（2019年11月23日発売）
- 014 LBX ルシファー（Nemesis）（2019年12月14日発売）
- 017 LBX ナイトメア（Nightmare）（2019年12月14日発売）
- 015 LBX ゼノン（Xenon）（2020年1月18日発売）
- 016 LBX イフリート（Ifrit）（2020年2月15日発売）

ハイパーファンクション
- ハイパーファンクション 001 LBX アキレス（2019年9月21日発売）
- ハイパーファンクション 002 LBX ジ・エンペラー（2019年11月23日発売）
- ハイパーファンクション 003 LBX オーディーン（2020年1月25日発売）[注釈 59]
- ハイパーファンクション 004 LBX ルシファー（2020年3月7日発売）

その他
- LBX-CCM（山野バン）（2019年4月13日発売）[注釈 60]

### 市販品（コトブキヤ版）
2020年4月より発売。装甲娘シリーズにおけるLBCSを着用した状態が造形されている。
- LBCS：アキレス ミカヅキカリナ（2020年4月発売）
- LBCS：ジ・エンペラー カタクラソフィア（2020年6月発売）
- LBCS：ジ・バニャン コザクラツグミ（2022年2月発売）

### 限定品・その他
- LBX AX-00（PSP用ソフト『ダンボール戦機』に同梱）
- ベストLBXチームセット（2011年11月19日発売。010、011、012とスタンドのセット）
- パラダイス攻略セット（2012年11月17日発売。030、031、032とスタンドのセット）
- LBX アキレス Vモード（ゴールドコーティングVer.）（キャンペーン限定品）
- LBX オーディーン Xモード（ゴールドコーティングVer.）（キャンペーン限定品）
- LBX アキレス（リミテッドクリアVer.）（次世代ワールドホビーフェア'11summer会場限定品）
- LBX オーディーン（リミテッドクリアVer.）（月刊コロコロコミック2012年1月号・別冊コロコロコミック2012年2月号応募者全員サービス）
- LBX イフリート インフェルノモード（カラークリアVer.）（次世代ワールドホビーフェア'12 Winter会場限定品）
- LBX 聖騎士エンペラー（オープニングテーマ『BRAVE HERO』に同梱）
- LBX 聖騎士オーディーン（オープニングテーマ『三位一体』に同梱）
- LBX 聖騎士ゼノン（エンディングテーマ『目を閉じて・・・』に同梱）
- LBX 勇者エルシオン（オープニングテーマ『2スピリッツ/レジェンド』に同梱）
- LBX 聖騎士ペルセウス（エンディングテーマ『生まれ変わっても僕でいいよ』に同梱）
- LBX ペルセウス（リミテッドクリアVer.）（イベント限定品）
- LBX エルシオン（リミテッドクリアVer.）（イベント限定品）
- LBX オーディーン Xモード（リミテッドクリアVer.）（ダンボール戦機EXPO限定品）
- LBX アキレス・ディード Dモード（リミテッドクリアVer.）（ダンボール戦機EXPO限定品）
- LBX トリトーン（リミテッドクリアVer.）（ダンボール戦機EXPO限定品）
- LBX イカロス・フォース（リミテッドクリアVer.）（劇場限定品）
- LBX イカロス・ゼロ（リミテッドクリアVer.）（次世代ワールドホビーフェア'13 Winter会場限定品）
- LBX ゼウス ギガボルテックモード（リミテッドクリアVer.）（次世代ワールドホビーフェア'13 Winter会場限定品）
- LBX アキレスD9（リミテッドクリアVer.）（イベント限定品）
- LBX オーディーンMk-2（リミテッドクリアVer.）（イベント限定品）
- LBX ドットフェイサー（リミテッドクリアVer.）（イベント限定品）
- LBXディ・エゼルディ（リミテッドクリアVer.）（次世代ワールドホビーフェア'14Winter会場限定品）
- LBX ドットブラスライザー・ラグナロクフェイズクリムゾン（リミテッドクリアVer.）（次世代ワールドホビーフェア'14Winter会場限定品）

プレミアムバンダイ限定商品
- LBX パンドラ（宇崎悠介専用）
- LBX ジョーカーMk-2
- LBX アキレス アドバンスドVモード vs LBX ジ・エンペラー（リミテッドクリアVer.）
- LBX 鬼クノイチ
- LBX ハンター牙
- LBX ジョーカー（ビリー専用）
- LBX ハカイガー
- LBX パンドラ（アミ専用）
- LBX ブルド（リュウ専用）
- LBX シーサーペント（赤）
- LBX特殊モードセット（リミテッドクリアVer.）
- ハイパーファンクション LBX AX-00（リミテッドクリアVer.）
- ハイパーファンクション LBX 聖騎士エンペラー
- ハイパーファンクション LBX 暗黒騎士アキレス

## カードゲーム
ダンボール戦機 LBXバトルカードゲーム
第1弾（D-01）
- エントリースターター「LBXアキレス」（D-S01）
- エントリースターター「LBXハンター」（D-S02）

2011年4月22日発売
第2弾「決戦アルテミス」（D-02）
- エントリースターター「LBXジ・エンペラー」（D-S03）

2011年7月8日発売
第3弾「オーディーン発進」（D-03）
- エントリースターター「LBXオーディーン」（D-S04）
- エントリースターター「LBXプロトゼノン」（D-S05）

2011年9月23日発売
第4弾「世界の希望」（D-04）
2011年11月25日発売
第5弾「ふたりのヒーロー」（D-05）
2012年1月28日発売
第6弾「スーパーLBX Σオービス登場」（D-06）
2012年7月13日発売予定
LBXバトルカードゲームウエハース（D-W01）
2011年4月27日発売
LBXバトルカードゲームウエハース2（D-W02）
2011年7月13日発売
ベストセレクションパック「LBX ALL STARS」（D-C01）
2011年12月29日発売

データカードダス ダンボール戦機
2011年11月下旬より2012年12月まで稼働。